# آلة إنجما

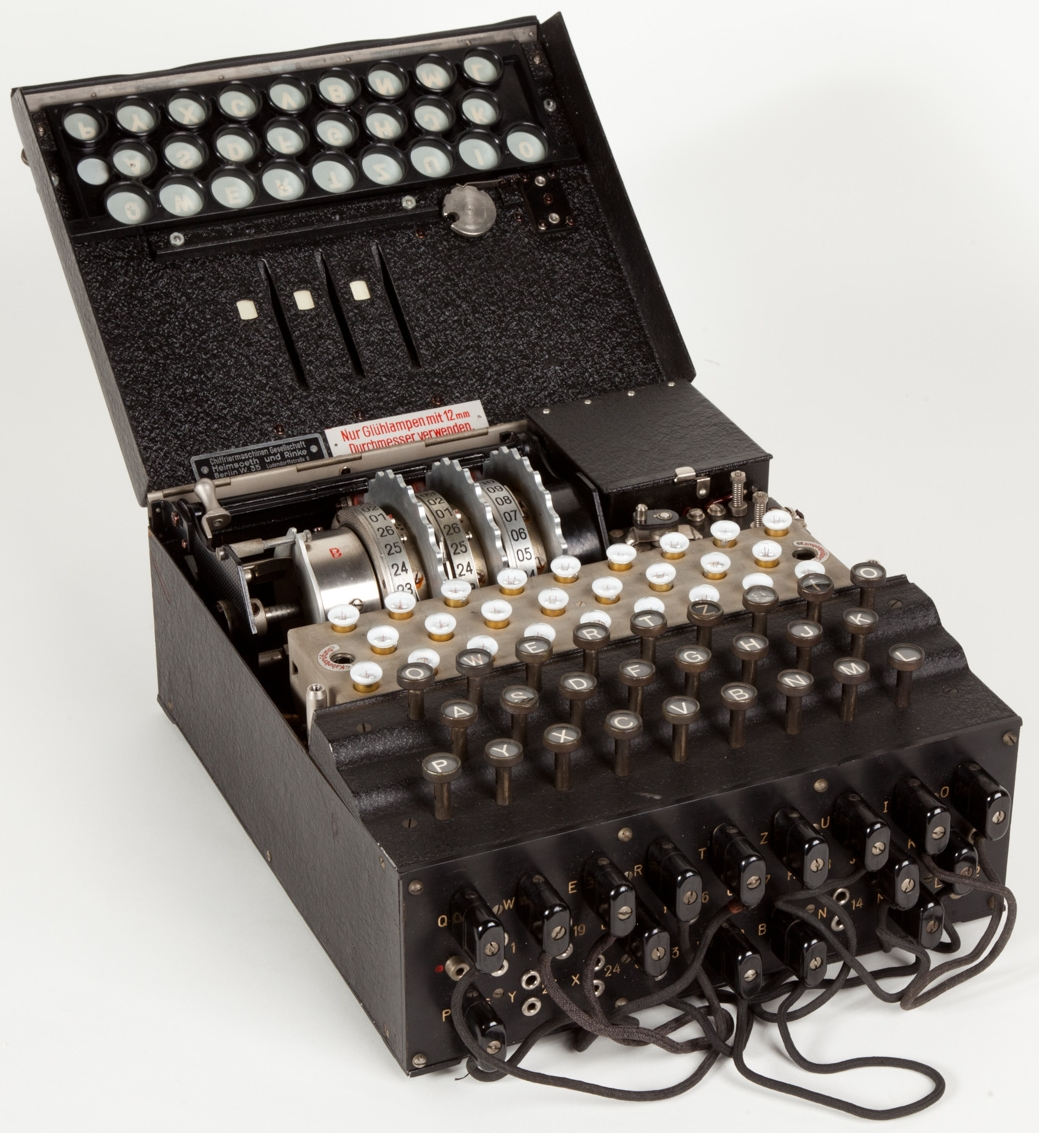
النموذج العسكري من آلة إنجما I، وُضعِ بالاستعمال بدءًا من 1930م.

آلة إنجما (بالإنجليزية: Enigma machine) هي معمٍ ميكانيكي طُوِّر واستعمل في مطلع القرن العشرين ووسطه لحماية الاتصالات التجارية والدبلوماسية والعسكرية. اعتمدت ألمانيا النازية عليها اعتمادًا مكثفًا في أثناء الحرب العالمية الثانية في وحدات الجيش الألماني كلها. عُدّت تعمية إنجما شديدة الأمن لذلك كانت تُستعمل في تعمية الرسائل بالغة السرية.
تحوي آلة إنجما آلية ذات دوارات كهربائية ميكانيكية تُبعثِر 26 حرفًا ألفبائيًا. يستعمل شخصان الآلة في الحالة المثلى، يُدخِل أحدهما النص الواضح المراد تعميته بالضغط على لوحة مفاتيح مُدمجة في الآلة، ويكتب الآخر تتابع الحروف المضيئة التي تظهر، بعد الضغط على المفاتيح، على لوحة مخصصة لذلك، وهي تُمثِّل النص المُعَمَّى. لو أُدخِل النص المُعَمَّى بالضغط على لوحة المفاتيح، فإن المصابيح تضيء تباعاً بالنص الواضح، مع افتراض أن إعدادات الآلة لم تتغير.
يعتمد أمن نظام التعمية على إعدادات الآلة التي كان تُضبَط ضبطاً مختلفاً كل يوم، حسب قوائم مفاتيح سرية موزَّعة مسبقاً، بالإضافة لإعدادت أخرى كانت تُضبط ضبطاً مختلفاً لكل رسالة. أما الطرف المُستقبِل، فعليه أن يعرف الإعدادات المُستعملة في التعمية، ويضبط إليها ليكون فك التعمية بعدها ممكنًا.
مع أن ألمانيا النازية أدخلت سلسلة من التطويرات على آلة إنجما لإعاقة استخراج مُعَمَّى الآلة، فإن البولنديين نجحوا في ذلك في ديسمبر 1932م على أقل تقدير، ومكنهم ذلك من قراءة الرسائل الألمانية قبل الحرب العالمية الثانية وفي أثنائها. شارك البولنديين إنجازهم مع الحلفاء، ويعتقد العديد من المؤرخين بأن استخراج مُعَمَّى إنجما خاصةً ساهم في تسريع نهاية الحرب، وربما كان سبباً قلبَ موازينها.

## التاريخ
اخترع المهندس الألماني آرثر شيربيوس آلة إنجما في نهاية الحرب العالمية الأولى. سجلت شركة شيربوس وريتر، التي أسسها شيربوس براءة اختراع لأفكار لآلة تعمية سنة 1918، وبدأت بالتسويق التجاري للمنتج النهائي الذي أسمته إنجما سنة 1923م. اقتنت عديد أجهزة الاستخبارات النماذج التجارية وطورتها واستعملتها في الاتصالات الحكومية عالية السرية، وخاصة في ألمانيا النازية في أثناء الحرب العالمية الثانية.
أُنتجت نماذج عديدة من آلة إنجما، لكن النموذج العسكري الألماني، الذي أُضيف إليه لوحة مقابس، كان الأكثر تعقيداً. أصبح اسم (إنجما) معروفاً في الأوساط العسكرية بعد أن تبنت البحرية الألمانية سنة 1926م نموذجاً معدلاً من الإصدار التجاري للآلة. طورت ألمانيا النازية تكتيك الحرب الخاطفة في الفترة التي سبقت الحرب العالمية الثانية، وهو تكتيك عسكري يعتمد على السرعة والحركية، ويتطلب اتصالاتٍ لاسلكيةً لنقل الأوامر والتوجيه، وهذا يعني الحاجة لحماية الرسائل بالتعمية، وسدت إنجما التي كانت صغيرة الحجم ومحمولة وسهلة الاستعمال هذه الحاجة.

### استخراج معمى إنجما

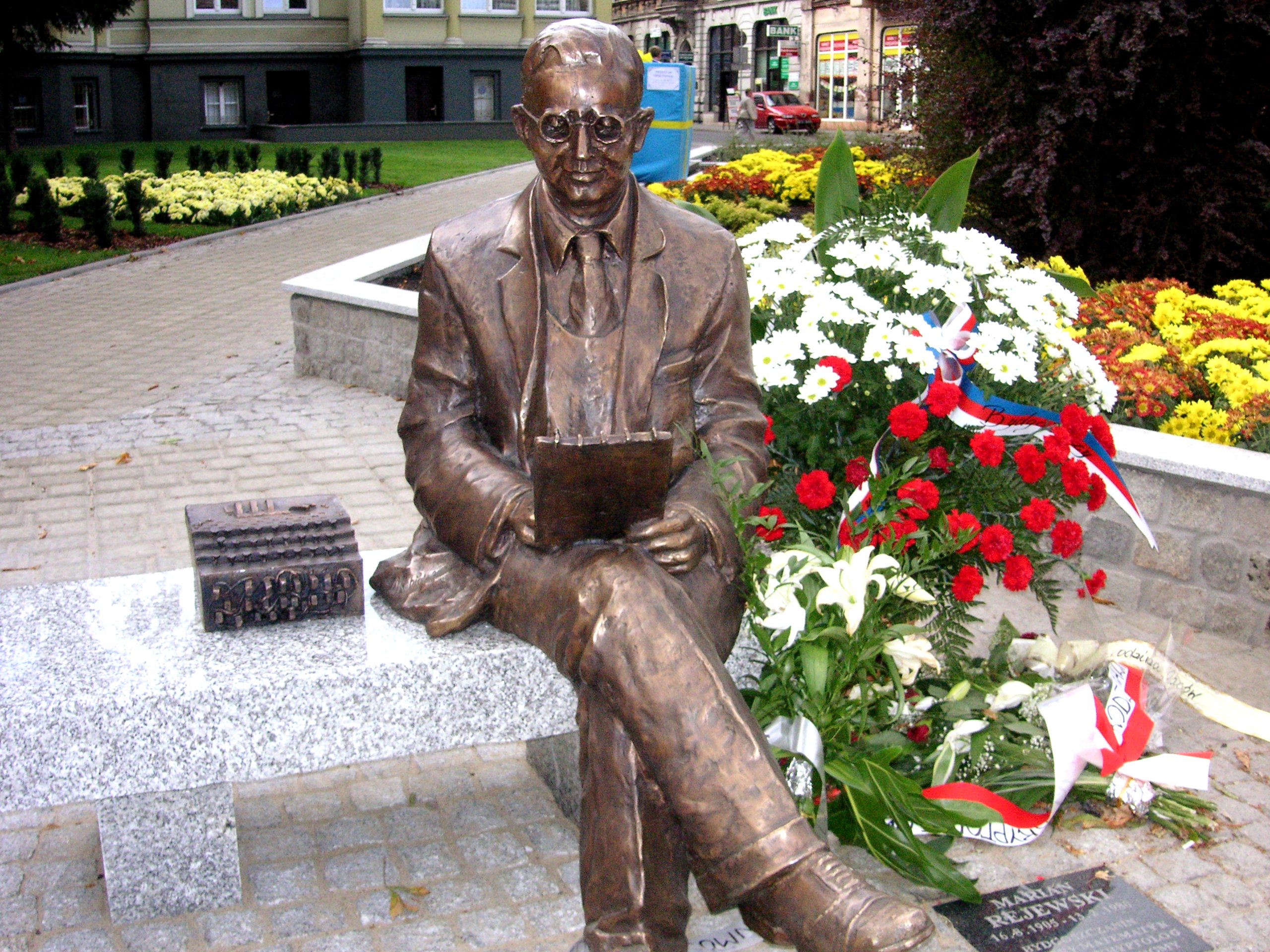
تمثال تذكاري في بيدغوشتش البولندية، لماريان رييفيسكي الرياضي الذي كسر تعمية إنجما في سنة 1932م للمرة الأولى. ساعد رييفيسكي أيضاً سنة 1939م في تعريف الإنجليز والفرنسيين على الطرق التي طورها البولندييون لاستخراج مُعَمَّى إنجما.

نجح الجاسوس الألماني هانز تيلو شميث الذي عمل لصالح الفرنسيين في الوصول إلى مستندات ألمانية مرتبطة بالتعمية تضمنت المفاتيح اليومية وإعدادات لوحة المقابس المستعملة في الفترة بين سبتمبر وأكتوبر 1932م، وقد مرر الفرنسيون هذه المعلومات للبولنديين، الذين استفادوا منها لتجاوز مشكلة عدم معرفة توصيل الأسلاك في داخل الدَّوّارات. استعمل عالم الرياضيات البولندي المتخصص بالتعمية ماريان رييفيسكي نظرية التباديل واعتمد على عيوب في إجراءات التعمية العسكرية الألمانية، ونجح قرابة ديسمبر 1932م في استخراج مُعمَّى آلة إنجما، ثم نجح مكتب التعمية في بولندا في تطوير تقاناتٍ لمعرفة إعدادات لوحة المقابس في يناير 1933م، وبات قادراً على قراءة الرسائل الألمانية المُعمَّاة بآلة إنجما.
بنى الرياضيون البولنديون آلة إنجما الخاصة بهم، وظَّف رييفيسكي يجي رجسكي وهنريك زيغالسكي من جامعة آدم ميتسكيفيتش في بوزنان التي اختيرت بسبب معرفة طلابها بالألمانية، فقد كانت منطقة بوزنان خاضعة للإمبراطورية الألمانية قبل الحرب العالمية الأولى.
تحسنت إجراءات التعمية الألمانية بمرور الوقت، فزاد الألمان مثلاً دوَّارين اثنين إلى الآلة في سنة 1938م، وطوَّر مكتب التعمية البولندي في مقابل ذلك تقانات وآلات ميكانيكية للاستمرار في قراءة رسائل إنجما. من هذه الجهود تطوير عداد الدورات وبومبا وهما آلتان كهربائيتان ميكانيكيتان تولَّدان تباديل الدوارات الممكنة في آلة إنجما.
أطلع البولنديون ممثلين للمخابرات الحربية الفرنسية والبريطانية يومي 26 و27 يوليو 1939م على التقانات السابقة، ووعد البولنديون بتزويد الفرنسيين والبريطانيين بنماذجَ صنَّعوها لآلة إنجما، وقد سلَّموا هذه النماذج بعد فترة قصيرة.
أرسلت الاستخبارات العسكرية البريطانية في سبتمبر 1939م مهمة سرية إلى بولندا شملت الضابط كولن غابنز وفيرا أتكينز لتهريب ماريان رييفيسكي ويجي رجسكي وهنريك زيغالسكي، لكن علماء التعمية الثلاثة كانوا قد هُرِّبوا إلى رومانيا المجاورة، التي كانت حليفةً لبولندا في تلك الفترة، بعد أن أتلفوا سجلات مكتب التعمية والآلات االتي صنعوها فيه. انتقل العلماء الثلاثة من رومانيا إلى فرنسا حيث واصلوا عملهم في استخراج المُعَمَّى بالتعاون مع البريطانيين الذين بدأوا باستعمال تقانات البولنديين وآلاتهم لكسر تعمية رسائل الألمان النازيين.
كان لتمرير البولنديين لمعرفتهم دور حاسم في النجاح البريطاني في استخراج مُعَمَّى آلة إنجما وفي التأثير على مسار الحرب العالمية الثانية لاحقاً. كتب جوردن ولشمان، البريطاني الذي أصبح المشرف على الكوخ 6 في حديقة بلتشلي، عن أثر البولنديين ما يلي:
| آلة إنجما | لم تكن ألترا، المطوَّرة في الكوخ 6، لتوجد لولا ما تعلمناه من البولنديين، لقد أعطونا في اللحظة الحاسمة تفاصيل النسخة العسكرية الألمانية من آلة إنجما التجارية بالإضافة للإجراءات التشغيلية المُعتمَدة. | آلة إنجما |

نجح البريطانيون أثناء الحرب العالمية الثانية في استخراج مُعمَّى كثيرٍ من رسائل إنجما، واستعملت الاستخبارات البريطانية الاسم الرمزي ألترا للإشارة إلى مصدر المعلومات المستقاة بهذه الطريقة. ومع أن الاسم الرمزي ألترا يُستعمل أحياناً للإشارة لمُستخرَج معمى آلة إنجما حصراً، إلا أنه يشمل مُستخرَج مُعمَّى آلتي لوزنز SZ 40 وSZ 42 ومعمَّياتٍ أخرى إيطاليةٍ ويابانيةٍ مثل آلة التعمية من النوع ب.
ومع أن تعمية إنجما فيها نقاط ضعف، لكن النجاح في استخراج مُعَمَّى إنجما يُنسب بمعظمه إلى العيوب في إجرائيات الاستعمال الألمانية ولأخطاء مستخدمي الآلة وللإخفاق في إضافة تغييرات ممنهجة على إجراءات التعمية، ناهيك بحصول الحلفاء على جداول المفاتيح وعتاديات إنجما خلال الحرب.
استعملت إدارة المخابرات نسخاً مختلفة من آلات إنجما، ونجح البريطانيون، بمساعي ديلي نوكس، في استخراج معماها في 8 ديسمبر 1941م، واعتمدت العملية على التنصت على الرسائل المرسلة إلى إدارة المخابرات قبل تعميتها، وكانت تُرسَل بتأمين بسيط. غنم الحلفاء في أثناء عملية الشعلة في نوفمبر 1942 آلة إنجما لا لوحةَ مقابسَ فيها، وقد عُدِّلت لتدور الأقراص الثلاثة دورة كاملة كل 11 و15 و19 مرة على الترتيب عوضاً عن النظام التقليدي (دورة كاملة كل 26 حرفاً)، بالإضافة لوجود صفيحة إلى اليسار عملت عملَ دوَّار رابع. اعتمدت الاستخبارات العسكرية الألمانية بدءاً من أكتوبر 1944 اعتماداً محدوداً على آلة تعمية أخرى باستعمال الدَّوّارات سميت آلة التعمية 41.

## التصميم

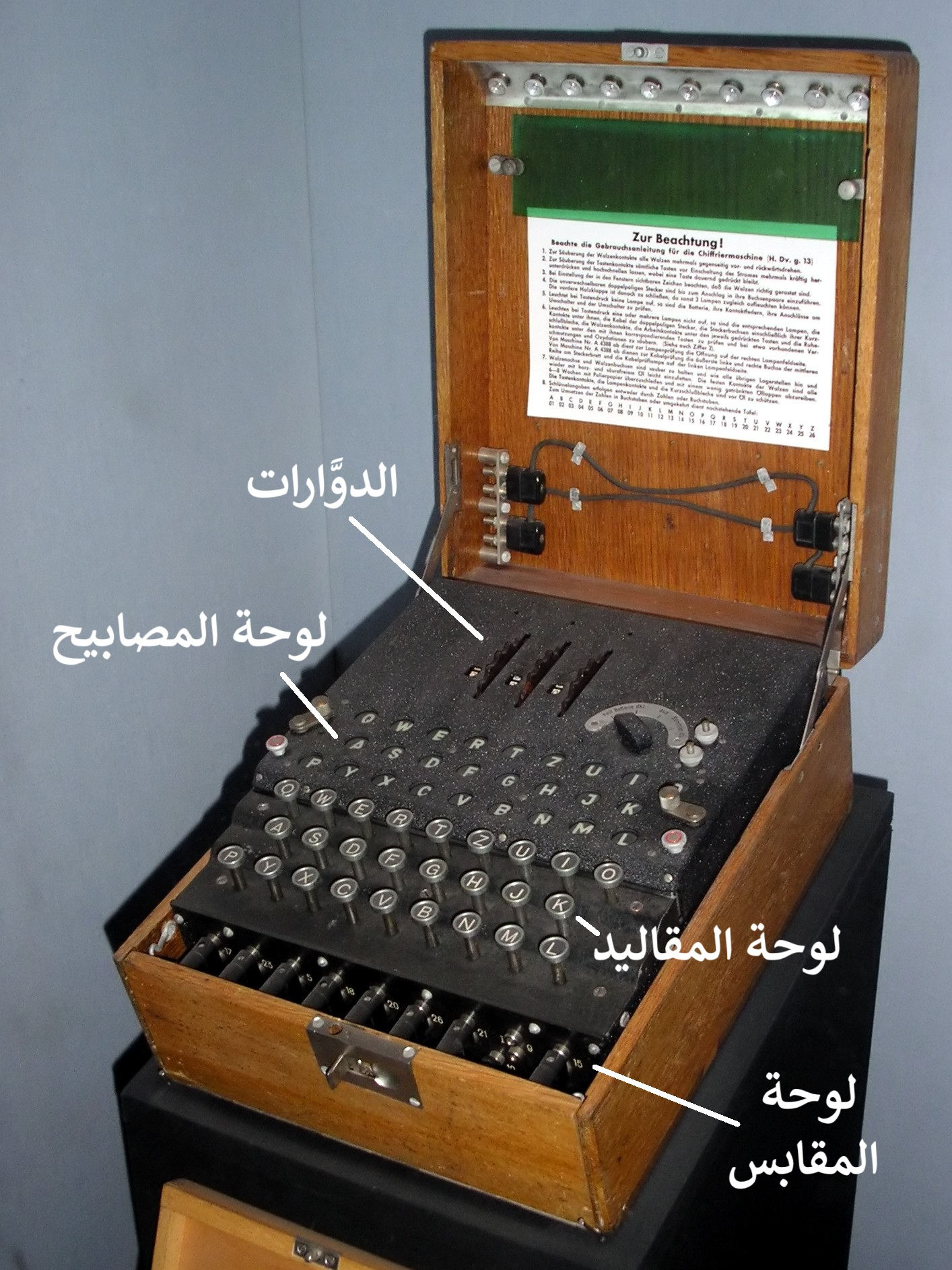
الأقسام الرئيسة لآلة إنجما العسكرية: الدوَّارات ولوحة المصابيح ولوحة المقاليد ولوحة المقابس.

تحوي آلة إنجما، حالها حال الآلات ذات الدوارات، على نظام ميكانيكي ونظام كهربائي. يتكون النظام الميكانيكي من لوحة مقاليد ومجموعة من الأقراص الدوَّارة، يُسمَّى كل منها دوَّاراً، تُصطف متجاورةً على جزعٍ، بالإضافة لآلية ميكانيكية تُسبب دوران الأقراص (قرص واحد على الأقل في مقابل كل ضغطة على أحد المقاليد)، أما النظام الكهربائي فيشمل دارة كهربائية تصل لوحة المقاليد مع مجموعة من المصابيح يُمثِّل كل منها حرفاً ألفبائياً.
الأصل في إنجما أن يُقابل كل مصباح في لوحة المصابيح مفتاحاً في لوحة المفاتيح، لو ضُغط على هذا المفتاح أضاء المصباح المقابل، ولكن الدارة الكهربائية التي تربط بين اللوحتين ليست ثابتة البنية، بل هي محكومة بالدوارات، أي إن المسارات الكهربائية تتغير بعد كل ضغطة مفتاح. ومعنى هذا أن الضغط على المقلاد نفسه مرتين تتابعاً سيؤدي إلى إضاءةٍ متتابعةٍ لمصباحين مختلفين.

### المسارات الكهربائية

مسار التيار في أجزاء آلة إنجما مرقومًا من (1) إلى (9).

المسار الكهربائي هو الطريق الذي يسلكه التيار الكهربائي. تعمي آلة إنجما الرسائل ببعثرتها من خلال التلاعب بالمسارات الكهربائية. تُنشئ القطع الميكانيكية مسارات كهربائية تُمثِّل دارة كهربائية مغلقة ذات بنية متغيرة، وكلما ضُغِط على أحد المقاليد يدور قرصٌ دوَّار واحد أو أكثر من الأقراص المثبتة على الجزع. على جوانب الدوَّارات سلسلةٌ كهربائية من التلامسات، التي تصطف بعد الدوران، مع التلامسات الموجودة على الدوَّارات الأخرى أو الأسلاك المثبتة على نهايتي الجزع. عندما تتحاذى الدوارات يتصل كل مفتاح مع مسار كهربائي فريد يمر بتلامسات الأقراص والأسلاك. يمر التيار الكهربائي القادم من القطب الموجب لبطارية مُلحقة بالآلة بالمقلاد المضغوط، ثم يسري في المسار الكهربائي الجديد المُتشكل نتيجة حركة الدوَّارات ليُضيء مصباحاً كهربائياً يُظهر حرفاً أبجدياً هو خرج الآلة، قبل أن يعود إلى القطب السالب للبطارية مغلقاً الدارة الكهربائية. لتعمية رسالةٍ نصها الواضح يبدأ بالحروف ANX... مثلاً، يضغط مُشغِّل الآلة أولاً على مفتاح الحرف A، فيُضِيء مصباح ما في لوحة المصابيح، ليكن مثلاً المصباح Z، وهذا يعني أن الحرف Z هو الحرف الأول في النص المُعَمَّى، عندما يرفع المُشغل إصبعه عن المفتاح ينطفئ المصباح. ثُمَّ يضغط المُشغِّل على مفتاح الحرف N ثُمَّ مفتاح الحرف X ويُسجَّل الحرف المرتبط بالمصباح المضيء بالأسلوب نفسه..

فعل البعثرة في دوَّارات آلة إنجما عند الضغط مرتين تتابعاً على مقلاد الحرف (A) يتحرك الدوَّار الأيمن خطوةً واحدةً بين الضغطتين، ويكون الخرج إضاءة المصباح (G) بعد الضغطة الأولى، والمصباح (C) بعد الضغطة الثانية.

يُبَين الشكل الجانبي مسار التيار كما يأتي، وتدل الأرقام على عناصر الآلة التي يسري فيها.
يسري التيار من المدخرة (1)

عبر مقلاد ثنائي الاتجاه مضغوط في لوحة المفاتيح (2)

إلى لوحة المقابس (3)

وفيها يمر عبر المقبس A غير المُستعمل في هذا المثال، والذي يظهر مغلقاً، ثم يمر إلى عجلة الإدخال (4)،

ثم يعبر الأسلاك في الدوارات المُضافة(5)، وعددها 3 في التنويعة التي استعمتلها القوات المسلحة النازية و4 في التنويعة التي استعملتها القوات البحرية النازية،

ثم إلى العاكِس (6) الذي يُعيد التيار في الدوَّرات ولكن ليعبرها بمسار مغاير للمسار السابق (5)،

ثم إلى عجلة الإدخال (4)،

ثُمَّ إلى المقبس S الموصول بكبل إلى المقبس D، الرقمان (7) و(8) في الشكل،

ثُمَّ إلى مقلاد ثانٍ ثنائي الاتجاه (9)،

وأخيراً إلى مصباح مرتبط بالحرف الناتج، وهو D في هذه الحالة.
آلة إنجما هي مبعثر ينجز تعمية متعددة الألفبائيات بالتغيير المتكرر للمسارات الكهربائية. ويظهر الشكل الجانبي مثالاً لكيفية تغيُّر المسار الكهربائي مع كل ضغطةٍ على المقاليد بسبب دوران دوَّار واحد على الأقل، وهو الدوَّار الأيمن وحده في هذا المثال. يبدأ المثال من في القسم الأعلى، يعبر التيار من مقلاد الحرف A إلى الدوار الأيمن فالأوسط فالأيسر ثم العاكس، ثم الأيسر فالأوسط فالأيمن، ويُضيء المصباح المرتبط بالحرف G. يُظهر الخط الأحمر مسار التيار، أما الخطوط الرمادية فتظهر المسارات الأخرى الممكنة في كل دوَّار. أما القسم الأسفل، فيظهر الضغطة التالية بعد دوران الدوَّار الأيمن وحده خطوة واحدة، ويمكن ملاحظة تغير الخطوط الرمادية فيه، وينتج عن ذلك تغير المسار، ثم إضاءة المصباح المرتبط بالحرف C، مع أن الحرف المُعمَّى هو A في الحالتين.

### الآلية الميكانيكية

#### الدوَّارات

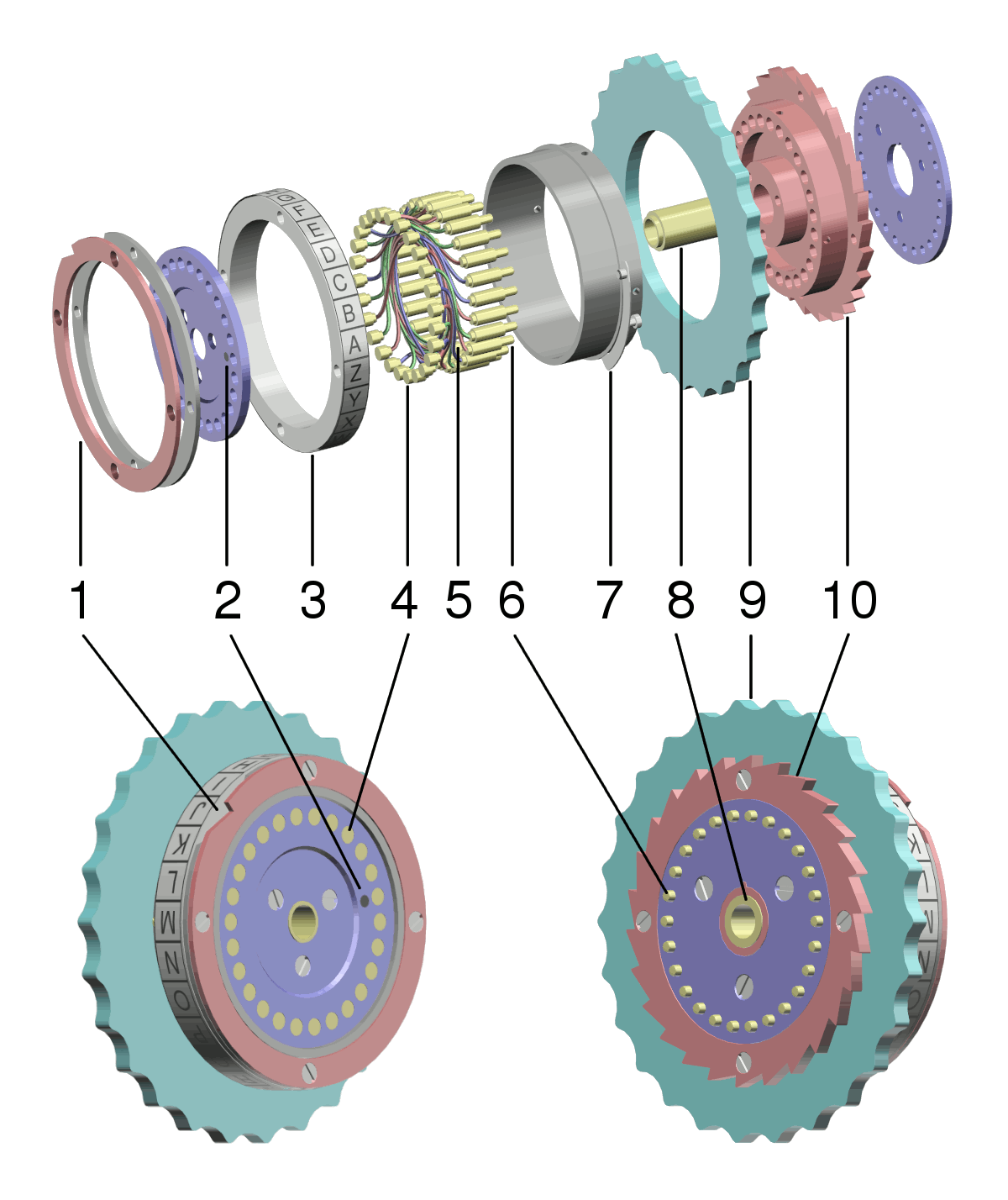
أجزاء دوار آلة إنجما حسب الأرقام:
1. حلقة ذات حز، تستعمل لنقل حركة الدوارات من دوَّار إلى دوَّار آخر على يمينه باستعمال سقاطة.
2. نقطة تحدد موقع تلامس حرف "A"، يعتمد عليها مُشغِّل الآلة عند تجميع الدوَّار.
3. إطار الحروف.
4. سطوح التلامسات الكهربائية.
5. أسلاك توصيل تربط الصفائح بالدبابيس.
6. تلامسات على هيئة دبابيس مرتبطة بنابض.
7. دبوس تعديل حلقة النوابض.
8. محور، يمر منه الجذع لتثبيت الدوَّار.
9. عجلة التدوير، تستعمل لتدوير الدوَّار يدوياً.
10. آلية السقَّاطة.

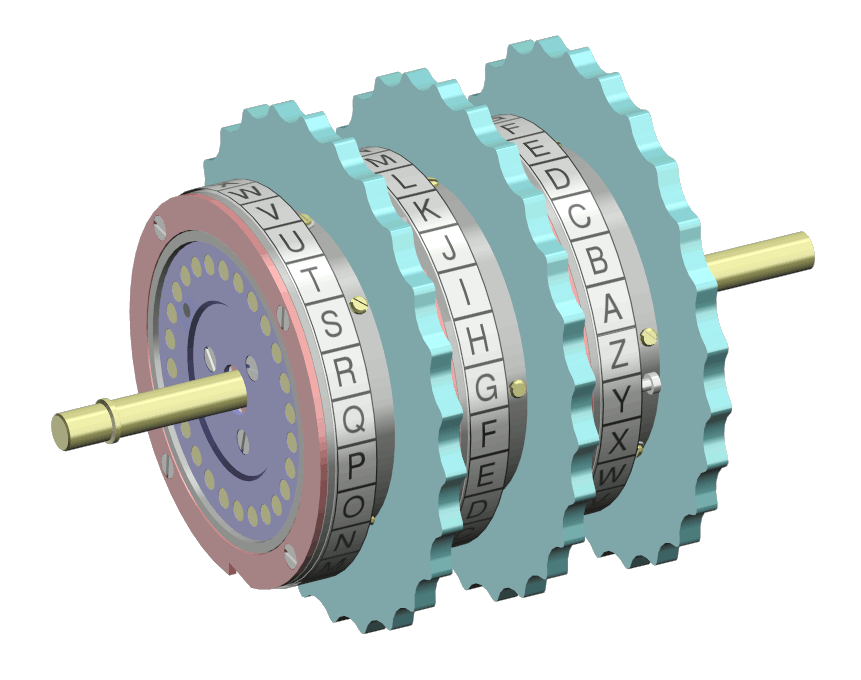
ثلاثة دوَّارات مصفوفة على جزع، يلاصق الوجه الذي يحوي الدبابيس لكل دوَّار الوجه الذي يحوي الصفائح للدوار التالي.

الدوارات، وتسمى أيضًا العجلات والطبول والبكرات، هي الأساس في عمل آلة إنجما. كل دوار هو قرص قطره قرابة 10 سم مصنوع من لدائن الإيبونت أو الباكليت، فيه 26 تلامساً كهربائياً مزوداً بنابض. تُمثَّل التلامسات بدبابيسَ نحاسيةٍ مرتبةٍ على أحد الوجهين، أما على الوجه الآخر للقرص فتكون التلامسات الكهربائية المقابلة بهيئة صفائحَ دائرية. تُمثِّل التلامسات حروف الأبجدية من A إلى Z. عندما تُركَّب الدوارات على الجذع واحداً بجانب الآخر، فإن دبابيسَ كل دوار تقابل صفائح الدوَّار التالي الواقع على يساره، مكونةً مساراً للتيار الكهربائي. في داخل كل دوار 26 سلكاً يصل كل منها بين دبوس موجود على الوجه الأول وصفيحة موجودة على الوجه الثاني، وهذا الوصل ليس مباشراً بين الدبوس والصفيحة التي تقابله، يل يكون معقداً لا يمكن توقعه، وتحصل التعمية بالإعاضة نتيجةً لهذا الوصل. تُرقَّم الدوَّرات بأرقام رومانية، ويكون للدورات التي تحمل الرقم ذاته ترتيب الأسلاك الداخلي نفسه.
يؤدي كل دوارٍ وحده شكلاً بسيطاً من أشكال التعمية: التعمية بالإعاضة. مثلًا قد يتصل الدبوس المُمَثِّل للحرف E عبر السلك الداخلي مع الصفيحة الممثلة للحرف T على الوجه الآخر، وهكذا... يكون خرج إنجما آمناً بسبب استعمال أكثر من دوَّارٍ تتابعاً، عادةً 3 دوَّارات أو 4، بالإضافة لخطوات حركة الدوارات. آلة إنجما هي معمٍّ متعدد الألفبائيات.
يُمكِن ضبط كل دوَّار إلى 26 قيمةٍ ابتدائيةٍ عند وضعه في آلة إنجما. يُضاف الدوَّار أولاً ثُم يدوَّر يدويّاً إلى الوضع المطلوب بعجلة مُخدَّدة تَبرُز من هيكل الآلة بعد إغلاقها. تُرفَق كل عجلةٍ بإطارٍ ألفبائي فيه 26 حرفاً، يُسمَّى أيضاً حلقة الحروف، ويُثبَّت على محيط الدوَّار الخارجي لمساعدة المُشغِّل على معرفة وضع الدوَّار الحالي. في هيكل الآلة نافذة مخصصة لكل قرصٍ تكون على هيئة شق مربَّع يسمح بإظهار حرف واحد فقط من الإطار الألفبائي، يُمثِّل هذا الحرف وضع القرص الحالي. كان الإطار الألفبائي مُثبَّتاً على قرص الدوَّار في الإصدارات الأولى، ولكن تحسيناً لاحقاً أضاف إمكانية تعديل الإطار ليُضبط يدوياً، وأصبحت إعدادات الحلقة جزءاً من الضبط الاستبدائي اللازم لآلة إنجما قبل استعمالها.
احتوى كل دوَّار على حُز واحد أو أكثر لضبط خطوات التدوير في عملية تُسمَّى بالتخطية. أضيفت الحزوز إلى إطار الحروف مباشرةً في التنويعات العكسية من آلة إنجما.
حوت النماذج الأولى من آلات إنجما التي استعملتها القوات البرية والجوية 3 دوَّارات، ولكن اعتباراً من 15 ديسمبر 1938م أصبحت 5 دوَّارات، ولكن يُستخدَم منها 3 في كل جلسة. رُقِّمت الدوَّارات للتمييز فيما بينها بالأرقام الرومانية: I وII وIII وIV وV. وكان لكل منها حُز واحد موجود على محيط القرص بموقع يختلف من دوَّار إلى آخر. أريد من هذه الحزوز زيادة سرية التعمية في الآلة، ولكنها غدت منطلقاً لهجمات البولنديين (هجوم الساعة) والبريطانيين (هجوم بانبوريزموس).
صُنِع نموذج القوات البحرية النازية من آلة إنجما بدوَّاراتٍ أكثرَ مقارنًة مع سائر القوات الأخرى في الجيش الألماني: 6 دوَّارات في البداية، ثمَّ 7 وأخيراً ثمانية. رُقِمَت الدوارات المُضافة: VI وVII وVIII على الترتيب، وكان لكل منها حزان وتوصيلات أسلاك داخلية مختلفة تسبب دوراناً أكثر. استوعب نموذج آلة إنجما البحرية (M4) أربعة دوَّارات عوضاً عن الثلاثة المُستعملة في سائر الإصدارات الأخرى، واستعمل عاكس أرفع لتوفير الحيز للدوار الرابع الذي كان أرفع مقاساً مقارنةً بالدوارات الثلاثة الأخرى. للدوار الرابع نوعان: بيتا وغاما، ولم يكن يتحرك أبداً، ولكن أمكن ضبطه يدوياً إلى 26 موضعاً مختلفاً أحدها يجعل الآلة تعمل وكأنها بثلاثة دوَّارات فقط.

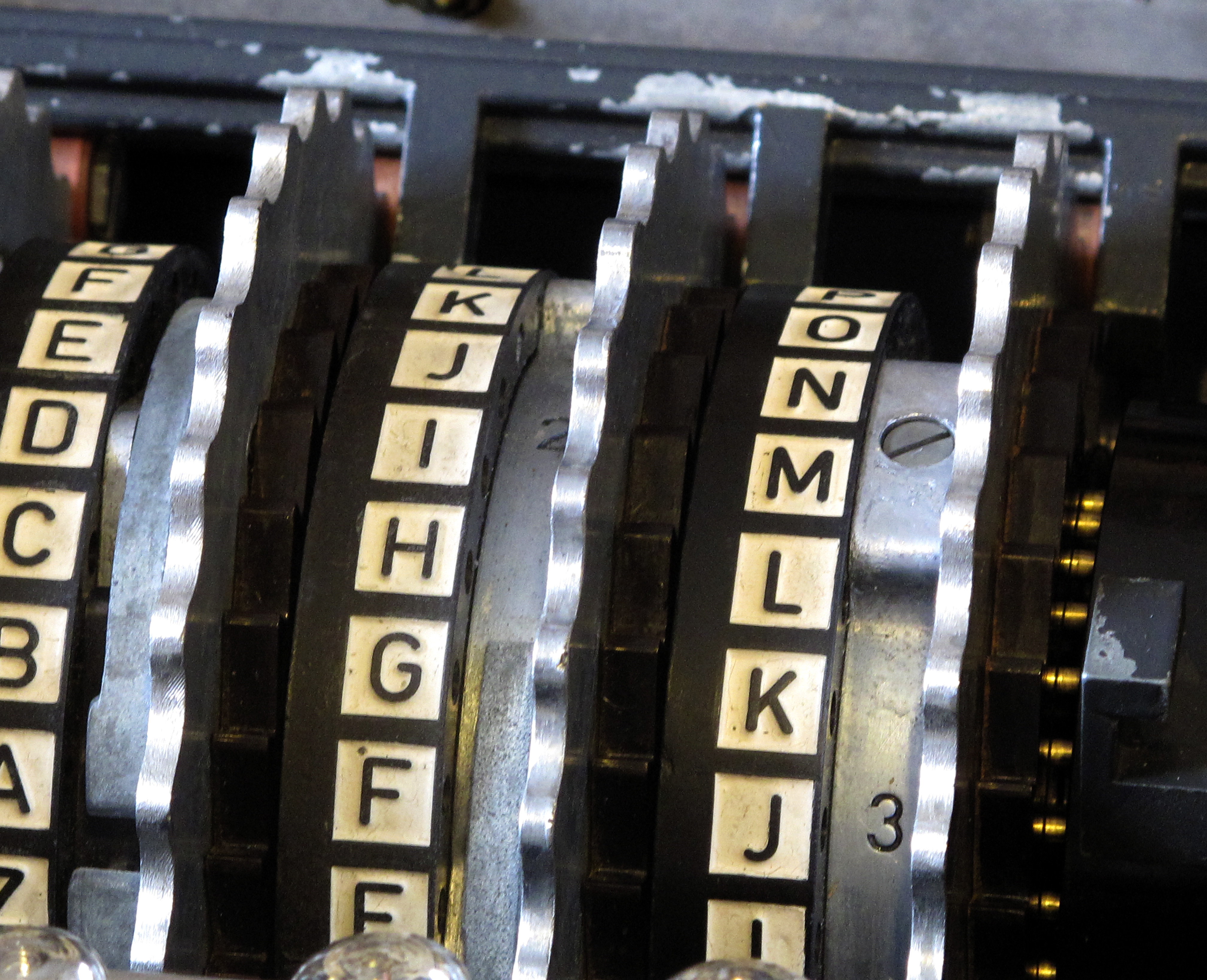
تُوضَع 3 دوَّارات يمكن استبدالها في آلة إنجما I بين دوَّارين ثابتين: دوَّار المدخل على اليمين والعاكس على اليسار.
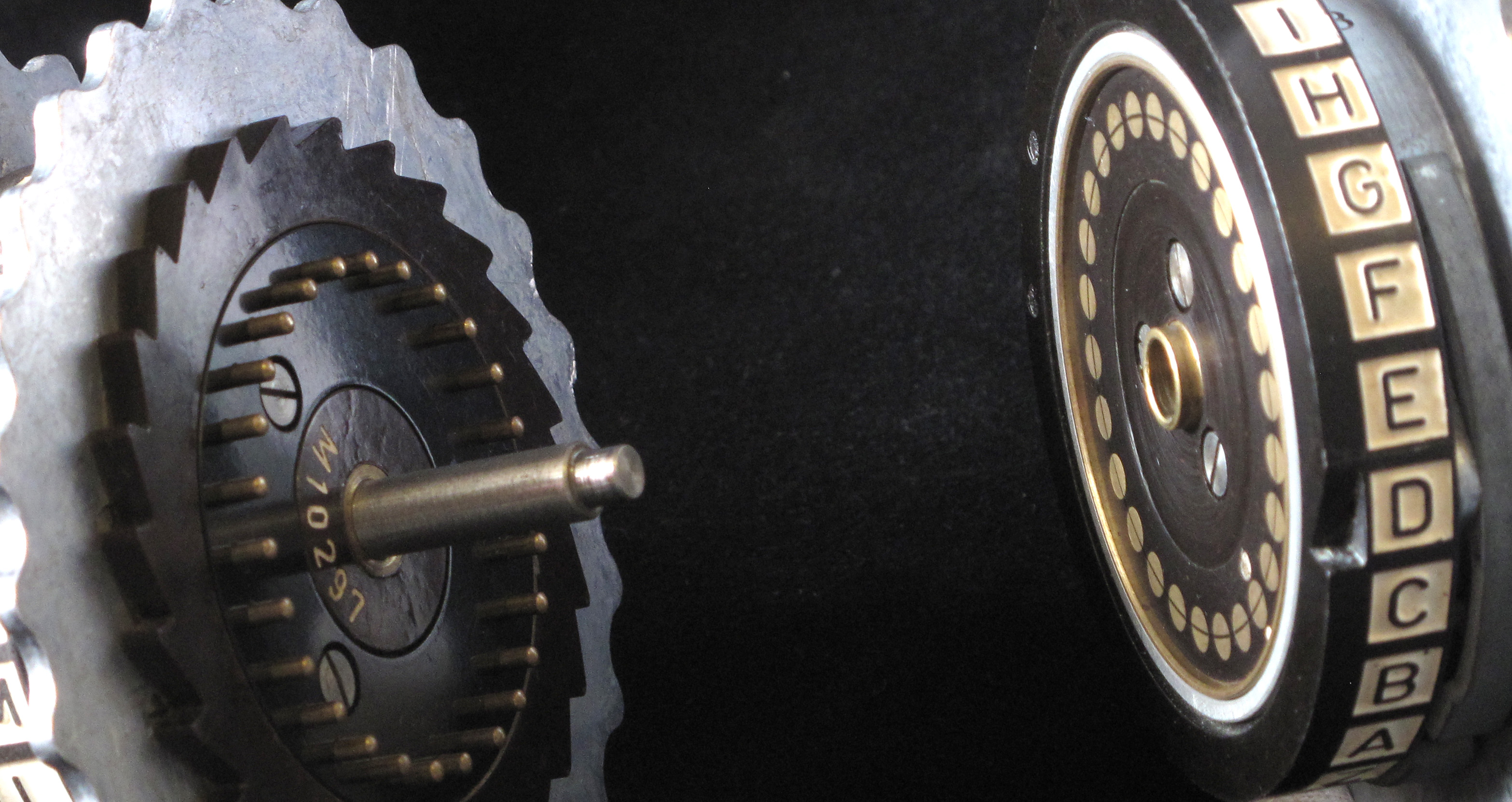
دوَّاران من آلة إنجما، يُمكن تبيُّن الدبابيس على القرص الأيسر والصفائح والحُز (بجانب الحرف D) على القرص الأيمن.
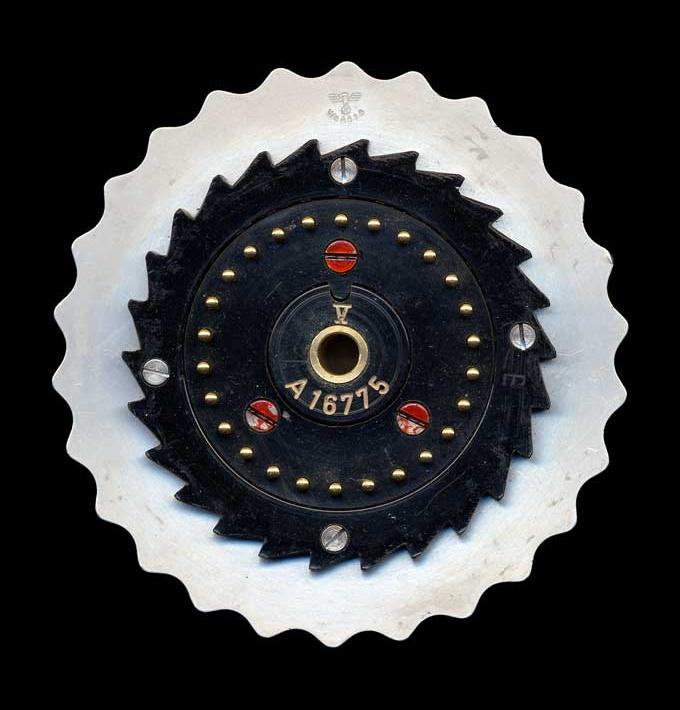
مقطع جانبي لدوَّار إنجما من جهة الدبابيس، يُلاحظ سطح سن المنشار للقرص الداخلي الأسود.
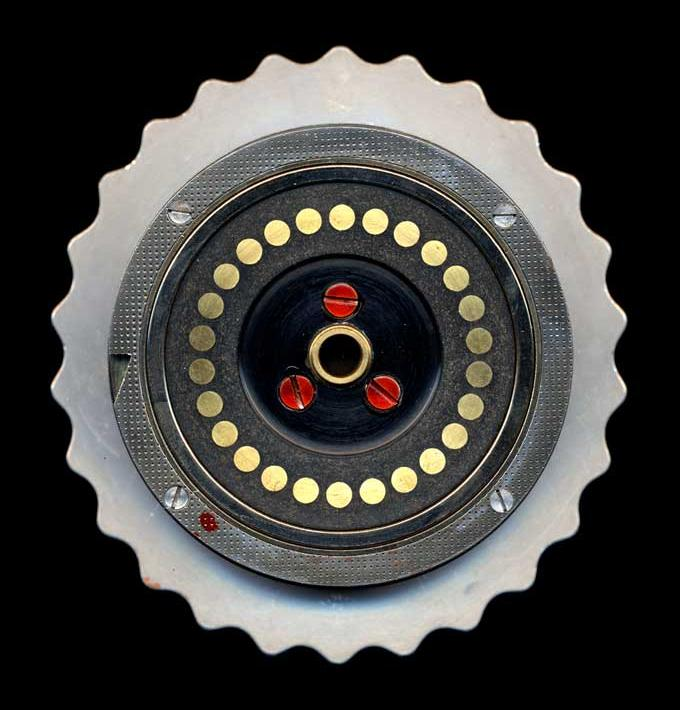
مقطع جانبي لدوَّار إنجما من جهة الصفائح. يُلاحظ السطح الأملس للقرص الداخلي الأسود مع حز واحد للتخطية المزدوجة.

#### التخطية

التخطية المزدوجة في آلة إنجما:
(A) الترس على جانب الدبابيس في الدوار (n)
(B) جانب الصفائح الدائرية في الدوار التالي (n+1)
(C) الدوَّاران في وضعية التشغيل (لا تخطية)
D)الدوَّاران في وضعية التشغيل (حالة التخطية)
(1) الحز على المحيط
(2) السقاطة لن تُعشِّق مع الترس (الحز ليس مقابل السقاطة)
(3) سقَّاطة
(4) السقاطة ستعشِّق مع الترس (الحز مقابل السقاطة)

يتحرك دوَّار واحد على الأقل مع كل ضغطة على المقاليد قبل إغلاق المسار الكهربائي، لتجنب إنجاز تعمية بسيطة بالإعاضة. تكون حركة الدوَّار خطوة مقدارها 1/26 من دورة كاملة وتؤدي إلى تغيُّر ألفبائية الإعاضة المُستعملة في التعمية فتنتج تعمية فريدة لكل وضعية للدوَّارات. قد تختلف التخطية حسب نموذج الآلة، والأصل أن يتحرك الدوَّار الأيمن خطوة واحدة مع كل ضغطة مفتاح، أما سائر الدوارات فتكون خطواتها أقل تواتراً.

#### حركة الدوران
سمَّى البريطانيون حركة أي دوَّار، ما خلا الأيسر، حركة الدوران. وقد أدمجت الحركة في آلة إنجما بآلية ميكانيكية: ترس وسقاطة . احتوى كل دوَّار على ترس فيها 26 سناً، بالإضافة لوجود سقاطة مقابل كل ترس مربوطة بنظام النوابض المربوطة بالمفاتيح، مع كل ضغطة مقلاد تتحرك السقاطات معاً بانسجام في محاولة للتعشيق مع أسنان الدوارات، لكن إطار الحروف المُثبَّت على دوَّار ما يمنع تعشيق السقاطة على الدوار الذي يقع على يساره. بدوران الإطار مع الدوَّار سيُحاذى الحز الموجود على الدوَّار مع السقاطة ما يسمح بتعشيقه مرة واحدة مع سن السقاطة، وينتج عنه تدوير الدوَّار الواقع إلى يساره خطوة واحدة. أما السقاطة اليمنى، فهي تسبب دوران الدوَّار الأيمن خطوة واحد مع كل ضغطة مفتاح لعدم وجود دوَّار على يمينها يمنعها من الدوران. يُسبب دوَّار وحيد الحز، في مقابل 26 خطوة يعملها، دوران الدوَّار الواقع على يمينه خطوة واحدة، وتُكرّر هذه العملية مع الدوَّارات التالية المُصفوفة على الجزع. أما في الدوَّار ذي الحزين، فإن دوران الدوار الواقع على يمين الدوار المدروس، يحصل مرتين في مقابل 26 خطوة.
حَوَى كلٌّ من الدوَّارات الخمسة الأولى ذات الأرقام I حتى V على حز واحد، أما الدوَّارات المُضافة في نسخة القوات البحرية ذات الأرقام VI وVII وVIII فَحوى كل منها على حزين. يُحدد موقع الحز بالنسبة للحروف بضبط موضع إطار الحروف على هيكل الدوَّار. موقع النقاط التي كانت تسبب حركة الدوَّار التالي كما يأتي:
| رقم الدوَّار    | موقع حركة الدوران | الاسم الرمزي (عند البريطانيين) |
| ------------- | ----------------- | ------------------------------ |
| I             | R                 | Royal                          |
| II            | F                 | Flags                          |
| III           | W                 | Wave                           |
| IV            | K                 | Kings                          |
| V             | A                 | Above                          |
| VI وVII وVIII | A and N           |                                |

شَمُل التصميم أيضًا ميزة سُميت التخطية المزدوجة، وهي تسمح للسقاطة بتدوير دوَّارها والدوار الواقع إلى يمينه، وتفعَّل هذه الآلية عندما تعشَّق السقاطة في ترسها وفي الحلقة ذات الحز في الترس الواقع إلى يمينه. تحصل التخطية المزدوجة في الدوَّار الأوسط وحده في النموذج الذي يحوي 3 دوَّارات، وهي نتيجة لتعشيق سقاطة الدوَّار الثالث مع الحلقة ذات الحز في الدوَّار الثاني (الأوسط). تُعشِّق سقاط الدوَّار الثاني مع حلقة الدوَّار الأول، وتسبب حركته، ولكن لأن الدوَّار الأول يخطو مع كل ضغطة مقلاد، فإن تأثير التخطية المزدوجة معدوم عليه. تسبب التخطية المزودجة انحرافاً عن التغير الخطي في حركة الدوَّارات.

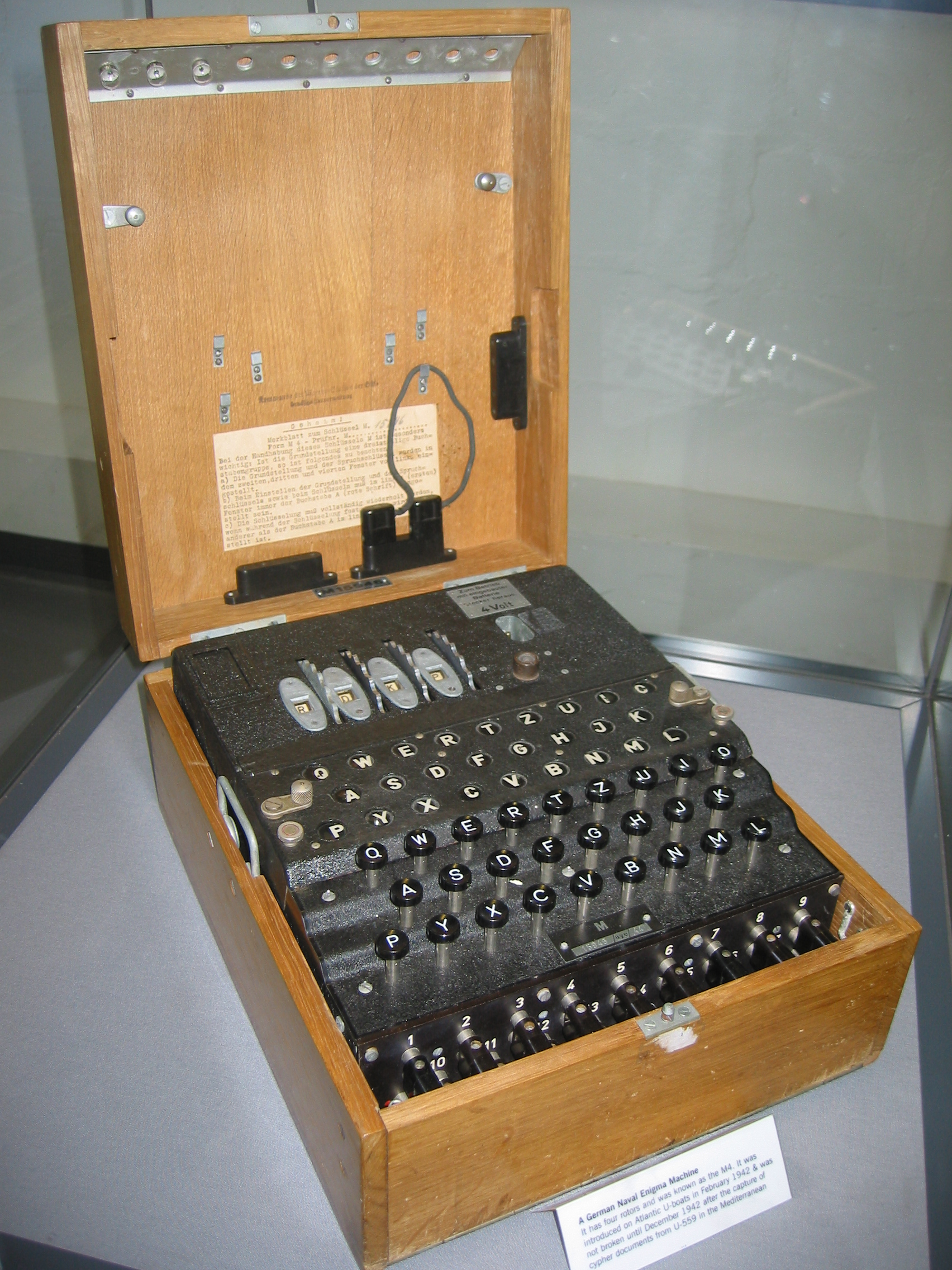
آلة إنجما التي استعملتها القوات البحرية، يمكن تبين وجود 4 دوَّارات بدلاً من ثلاثة.

مثال عن قراءة الدوَّارات الثلاثة عند تحريك الدوَّار الأيمن يدوياً لمحاكاة ضعط مستمر على المقاليد (الحرف الأيمن = الدوَّار الأيمن):
| 1 | ADM |                                           |
| 2 | ADN |                                           |
| 3 | ADO |                                           |
| 4 | ADP |                                           |
| 5 | ADQ | التخطية المزدوجة تحصل عند الدوران التالي. |
| 6 | AER |                                           |
| 7 | AFS |                                           |
| 8 | AFT |                                           |
| 9 | AFU |                                           |

تكرر آلة إنجما يحوي الدوَّاران الأول والثاني فيها على حزّ واحد لكل منهما ألفبائية التعمية نفسها بعد 26×25×26 = 16,900 حركة دوران وليس (26×26×26 بسبب التخطية المزدوجة). تاريخياً كانت الرسائل المنقولة قصيرة، وحوت بضع مئاتٍ من الحروف، ولذلك فإن تكرار ألفبائية التعمية نفسها في الجلسة الواحدة كان غير ممكن نظرياً، ما يجعل مُعمَّى الآلة منيعاً في وجهة تقانات الاستخراج التي تعتمد تحليل التكرار.
حوت نسخة القوات البحرية على 4 دوَّارات، وكسب المُصممون الفضاء اللازم للدوَّار الرابع بجعل العاكس رفيعاً، ولم يكن هنا أي تعديلات أخرى على الآلة. لذلك لم يكن للدوَّار الرابع سقَّاطة، ولم يدعم التخطية، ولكن كان بالإمكان ضبطه يدويًاً على موضع من 26 وضعية ممكنة.

صُممت ميزة لعمل تخطية غير منتظمة في آلة إنجما، سُميِّت العجلة مالئة الفجوة لكنها لم تُنجز في أثناء الحرب. سحمت هذه العجلة بضبط موقع الحزوز على أي موقع من المواقع الستة والعشرين. وسمح تصميم آخر سُميّ الدوار المعكوس  بضبط مواقع الأسلاك في داخل الدوَّار.

### عجلة الإدخال
تصل عجلة إدخال التيار وتُسمَّى أيضًا عضو الإدخال الثابت لوحة المقابس بمجموعة الدوَّارات. لو لم تُستعمَل لوحة المقابس فإن عجلة الإدخال تصل المقاليد ولوحة المصابيح بمجموعة الدوَّارات. تُبدِّل عجلة الإدخال في النموذج التجاري المفاتيح حسب تتابع لوحة مفاتيح كويرتز (QWERTZ)، أي حرف Q يُبدَّل A، وحرف W يُبدَّل B وهكذا، أمَّا النموذج العسكري فألغى هذا التبديل، وأبقى صورة كل حرف في مدخل عجلة الإدخال على حالها على خرجه.

### العاكس

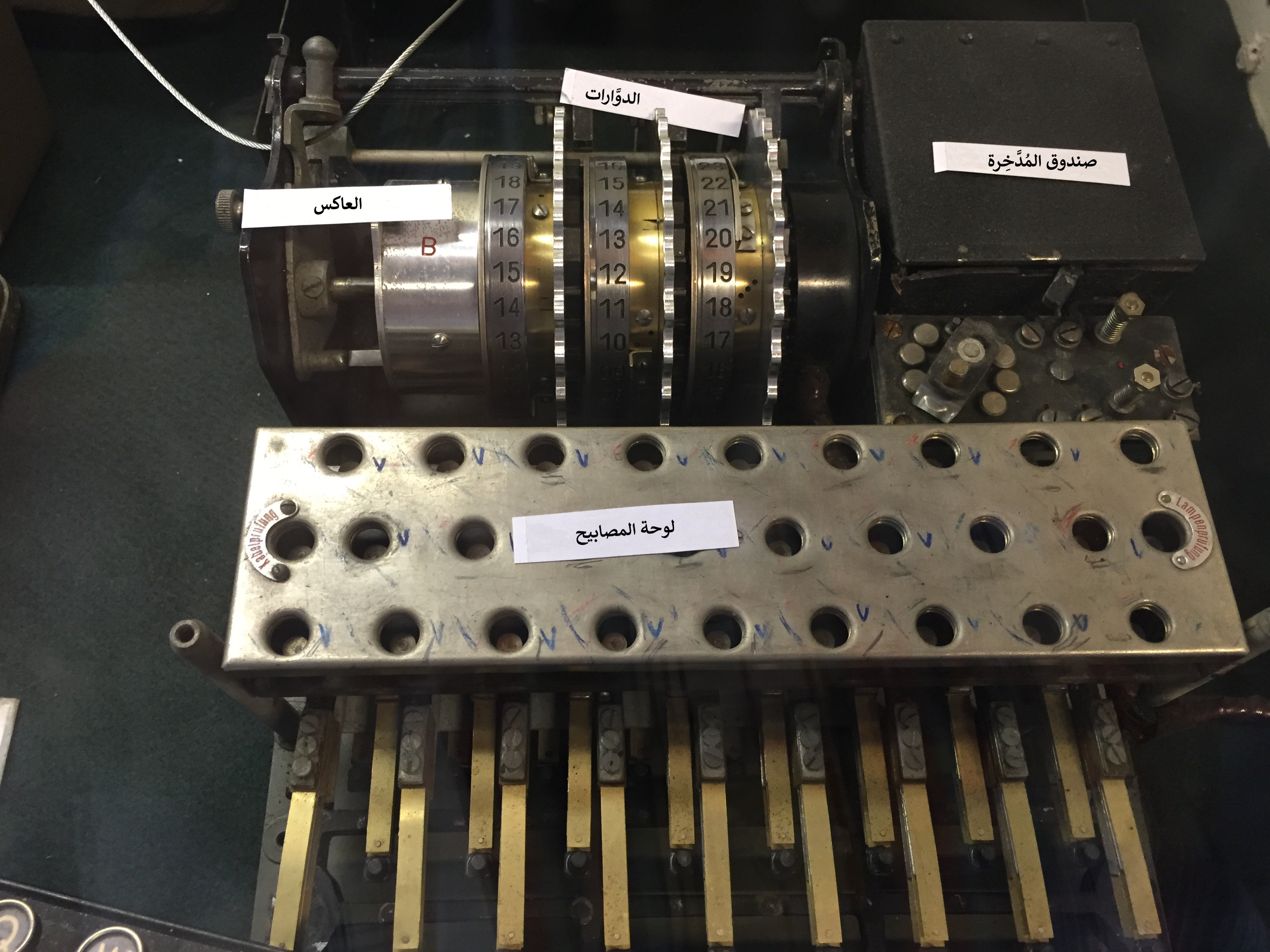
الأجزاء الداخلية لآلة إنجما مُجمَّعة من غير الصنوع الخارجي، ومع لافتة بالأسماء، ويظهر فيها العاكس من النموذج B مع 3 دوَّارات.

يقع العاكس بعد الدوَّار الأخير، وهو يربط تلامساته أزواجاً معيداً توجيه التيار إلى الدوَّارات لتعبرها وفق مسارٍ آخر مغاير للمسار الذي ورد منه. يسمح العاكس بجعل إنجما ارتدادية أي يمكن تعمية رسالة وفك تعميتها بآلتي إنجما متطابقتين بشرط أن تضبطا بالتهيئة نفسها من غير الحاجة لعمل تغيير آلية العمل للانتقال بين نمط التعمية وفكها. يضيف العاكس خاصية أمنية لآلة إنجما هي استحالة أن تكون صورة تعمية الحرف هي صورته نفسه، لأنه يصل التلامسات أزواجاً من غير أن يصل أي تلامس مع نفسه.
كان العاكس ثابتاً لا يمكن تحريكه في النموذجين A وB، وسُمح بتركيبه بوضعين مختلفين في النموذج C، ثم سمح النموذج D بضبطه إلى 26 توليفة مختلفة، لكن لم يكن بالإمكان تغيير التوليفة بعد بدء عملية التعمية. وقد نجح البريطانيون في استخراج مُعمَّاه سنة 1940م. أما في آلة إنجما الخاصة بالقوات البحرية، فكان العاكس يتحرك بخطوات مرتبطة بحركة سائر الدوَّارات الأخرى وفق آلية السقطة والترس نفسها.
وأما الإصدار الرابع، ورمزه D، فقد رصد البريطانيون استعمال القوات الجوية النازية له بدءاً من 2 يناير 1944م. وقد حوى على عاكِس يمكن ضبط توصيلات الأسلاك فيه في أثناء ضبط إعدادات الآلة قبل الاستعمال.

### لوحة المقابس

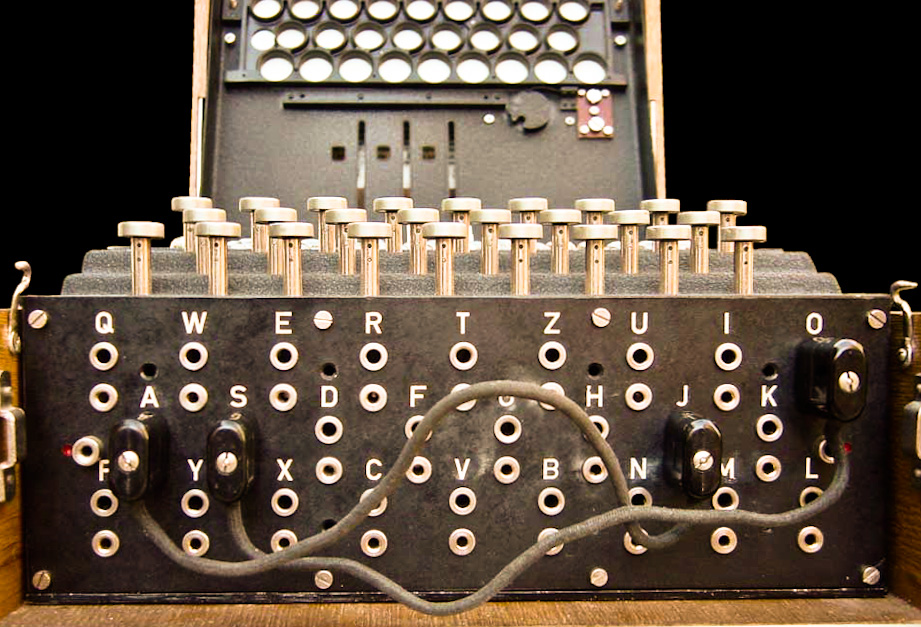
توضع لوحة المقابس أمام الآلة وتحت لوحة المقاليد، في هذه الصورة كبلان فقط موصولان كما يأتي (A↔J) و(S↔O).

تسمح لوحة المقابس لمُشغَّل الآلة بوصل اختياري لكبلات بوضعيات عديدة لإضافة مزيد من عمليات التبديل. أدخل الجيش الألماني البري هذه الإضافة في نماذج الآلة المنتجة سنة 1928م، وتبنتها القوات البحرية الألمانية بعد ذلك. إضافة لوحة المقابس
لها أثر أكبر في تقوية التعمية من إضافة دوَّار آخر فللوحة قرابة 150 ترليون وضعية ممكنة. يمكن استخراج معمى آلة إنجما يدوياً باستعمال تقانات تعتمد طرقاً يدوية، أما بوجود لوحة المقابس فذلك غير ممكن، وقد دفع إضافة هذه اللوحة الحلفاء إلى تطوير أدوات آلية قادرة على استخراج معمى آلة إنجما لتحل محل التقانات اليدوية.
يُوصَل كبل إلى لوحة مقابس إنجما ليربط بين حرفين. مثلاً يُوصَل بين حرفي E و Q، يؤدي ذلك إلى تبديل هذين الحرفين فيما بينهما قبل عملية البعثرة بالدوَّارات وبعدها. يُمكن نظرياً استعمال 13 كبلاً في الوقت نفسه، ولكن في التطبيق العملي استعملت 10 كبلات فقط.

### الملحقات
أضيفت ملحقات أخرى لآلة إنجما لتسهيل استعمالها وتحسين سريتها، منها:
الطابعة
إضافة مُلحقة ببعض آلات إنجما من النموذج M4، وهي طابعة تُلحق بالآلة يمكنها طباعة 26 حرفاً مختلفاً على شريط رفيع من الورق. يُغني استعمال الطابعة عن الحاجة للوحة المصابيح. تركَّب الطابعة فوق آلة إنجما وتُوصل معها بكابل، ويلزم إزالة لوحة المصابيح لتحقيق ذلك. سهلت الطابعة تشغيل آلة إنجما ورفعت سريتها بعزل المُشغِّل عن الرسالة المكتوبة بالنص الواضح بمنعه من الاطلاع عليها بعد فك تعميتها.
لوحة المصابيح المُنفصِلة
هي لوحة مصابيح منفصلة عن الهيكل الرئيس للآلة، ولكنها متصلة معه بكبل. كان الهدف منها هو إتاحة إمكانية قراءة الرسائل بالغة السرية من غير اطلاع مُشغِّل آلة إنجما على محتوى الرسالة بعد فك تعميتها.
قرص الساعة
طوَّرت القوات الجوية الألمانية سنة 1944م إضافة للوحة المقابس سمتها قرص الساعة واحتوت على مقلاد دوَّار فيه 40 موضعاً. لاستعمال قرص الساعة يلزم أولاً وصل المقابس حسب الإعدادت المطلوبة في الدليل اليومي للاستعمال، ثم يُضبط المقلاد الدوَّار على موضع من المواضع ليبدل بين الحروف وفق 40 تبديل محتمل.

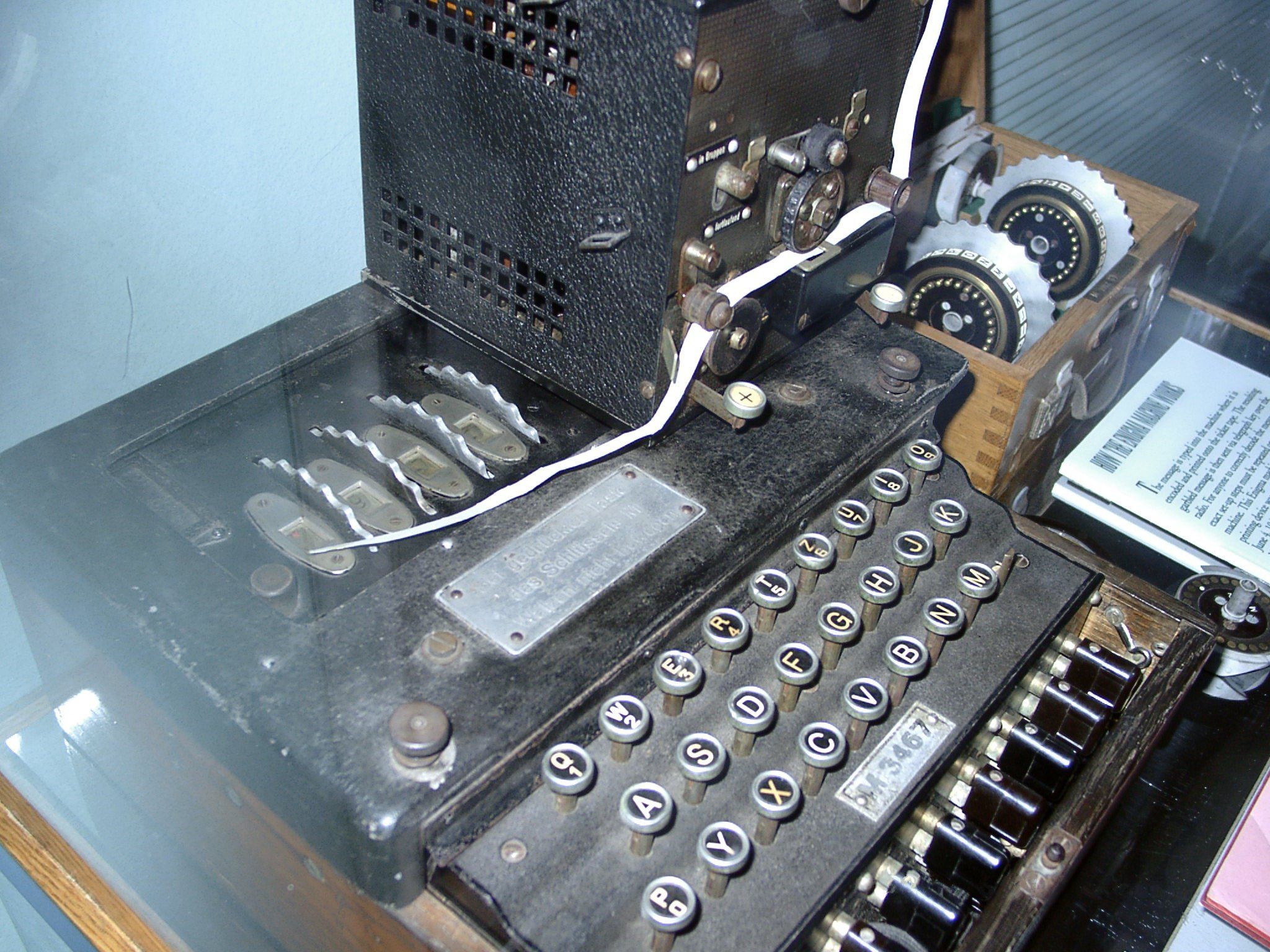
طابعة إنجما
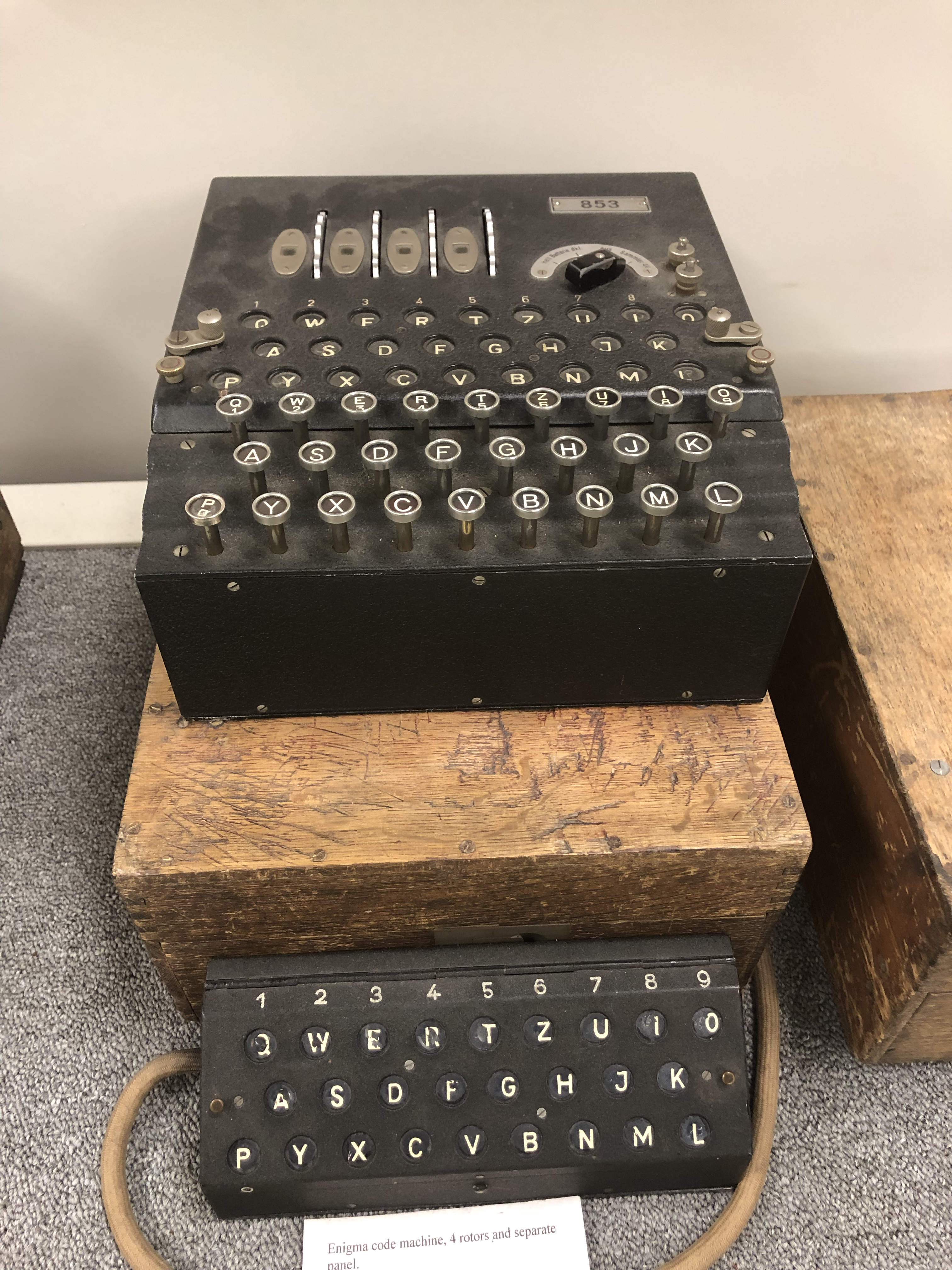
لوحة المصابيح المنفصلة موضوعة أمام آلة إنجما ومتصلة معها بكابل.
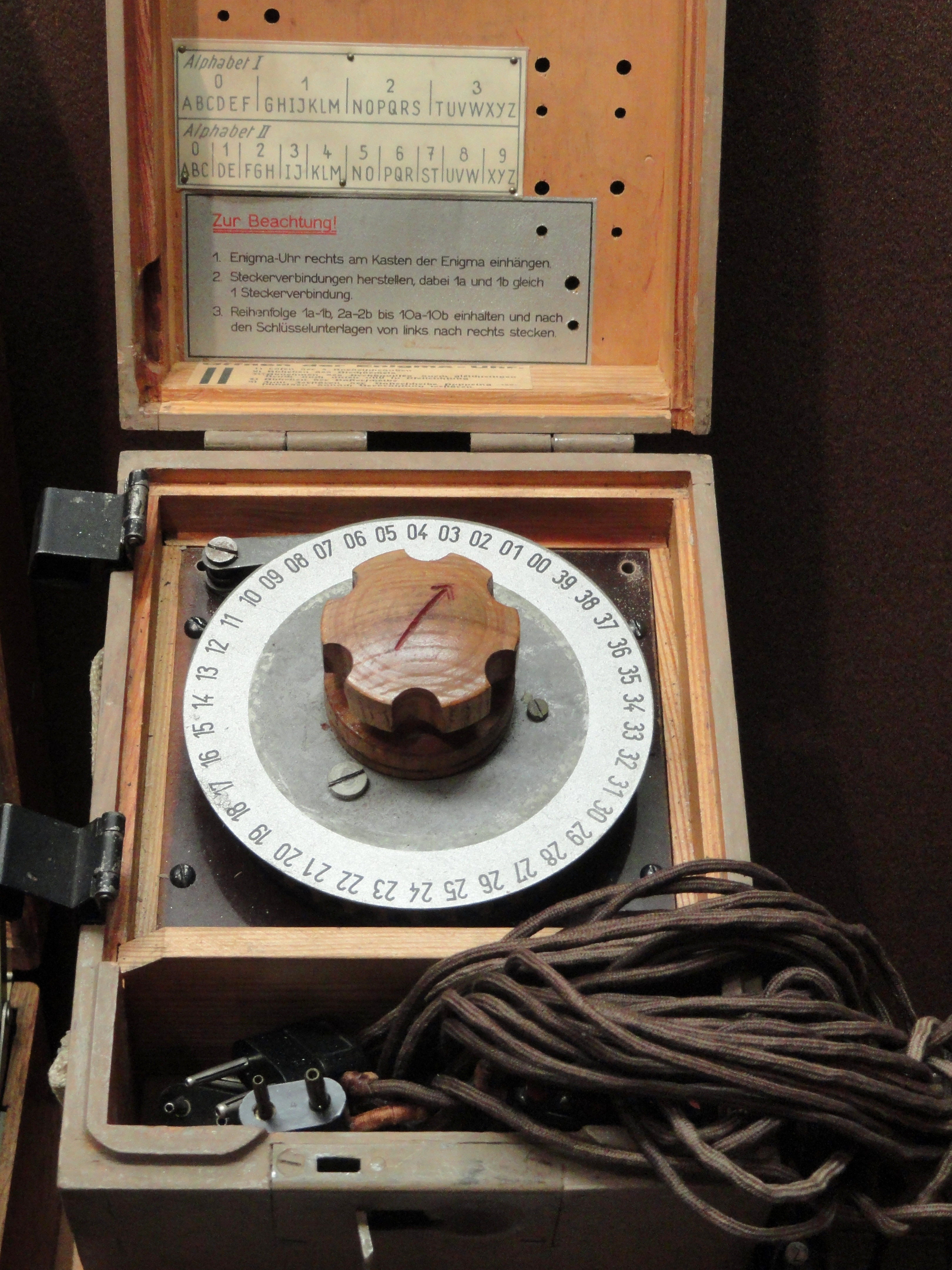
قرص الساعة: ويمكن تبين وجود 40 موضعاً مرقومة (0 حتى 39) يمكن ضبطه إلى واحد منها.
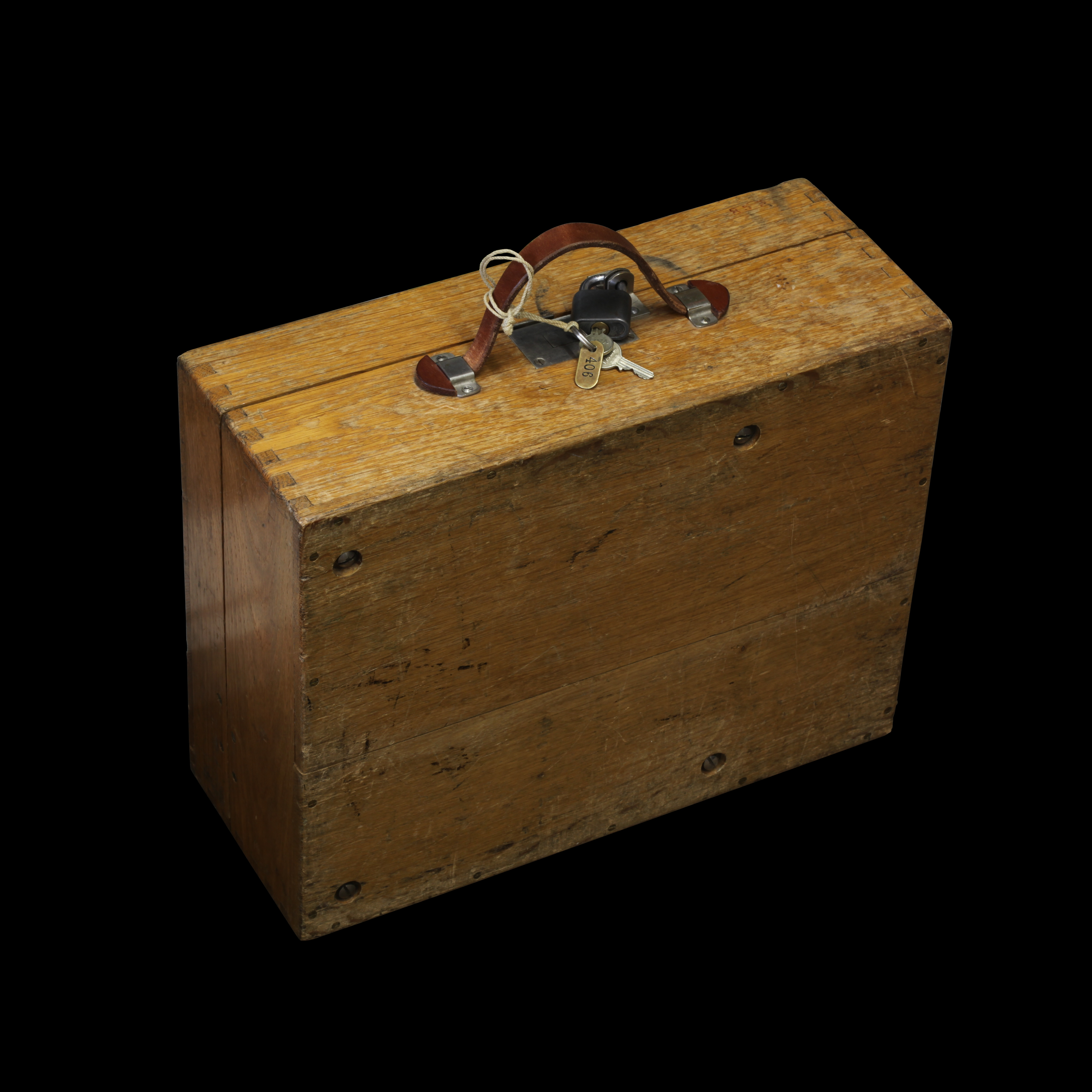
النموذج K من آلة إنجما، مُوضَّب بحقيبة من الخشب.

### التحليل الرياضي
يُمكن وصف عملية التعمية في آلة إنجما باستعمال التباديل.
لتكن آلة إنجما ثلاثية الدوَّارات، وليكن P هو عدد تباديل لوحة المقابس، وU عدد تباديل العاكس، وعدد تباديل الدوَّارات هي L وM وR للدوَّارات الأيسر والأوسط والأيمن على الترتيب. يُعبَّر عندها عن التعمية رياضياً بالمعادلة:
{\displaystyle E=PRMLUL^{-1}M^{-1}R^{-1}P^{-1}.}
حسابياً يكون عدد التباديل المتوقعة لضبط إعدادات الآلة:
- اختيار 3 دوَّارات من مجموعة من 5: يعطي عدد تباديل للاختيار 5*4*3 = 60
- 26 موضعًا لكل دوَّار: يُعطي عدد تباديل للدوَّارات 26*26*26 = 17,576
- عدد تباديل لوحة المقابس: !26/(!6*!10*10^2) = 150,738,274,937,250
- جُداء ما سبق = 158,962,555,217,826,360,000.

## التشغيل

### العمليات الرئيسة
يُعطى مُشغِّل الآلة نصًا واضحًا لتعميته. يلزم أولًا ضبط إعدادات الآلة، ثم كتابة الرسالة بالضغط على لوحة المقاليد وتسجيل حروف المصابيح المضيئة لتكون النص المُعمَّى، وعادةً ما يسجل مُشغِّل آخر الرسالة التي يفك تعميتها أثناء كتابة المُشغل الأول للرسالة. يتحرَّك دوَّار واحد على الأقل مع كل ضغطة على المقاليد، ما يسمح بتعمية الحرف التالي وفق ألفبائية تعمية مختلفة عن تلك المستعملة بتعمية الحرف الحالي. وهذا يعني أن الضغط مرتين على المقلاد نفسه سيُسبب إضاءة مصباحين مختلفين. تستمر عملية إدخال النص الواضح حتى نهاية الرسالة، تُنقل الرسالة، في التطبيقات العسكرية، بعد ذلك عادة إلى وجهتها باستعمال راديويًا باستعمال ترميز مورس.
يستقبل مُشغِّل آحر رموز مورس ويحولها لنص مكون حروف، ويضبط بعد ذلك إعدادات آلة إنجما إلى الإعدادات نفسها التي ضُبطت بعملية التعمية، ثُمَّ يكتب النص المستقبل على لوحة المقاليد، ويسجل المصابيح المُضاءة على لوحة المصابيح، وهي النص الواضح للرسالة الأصل.

### تفاصيل التشغيل

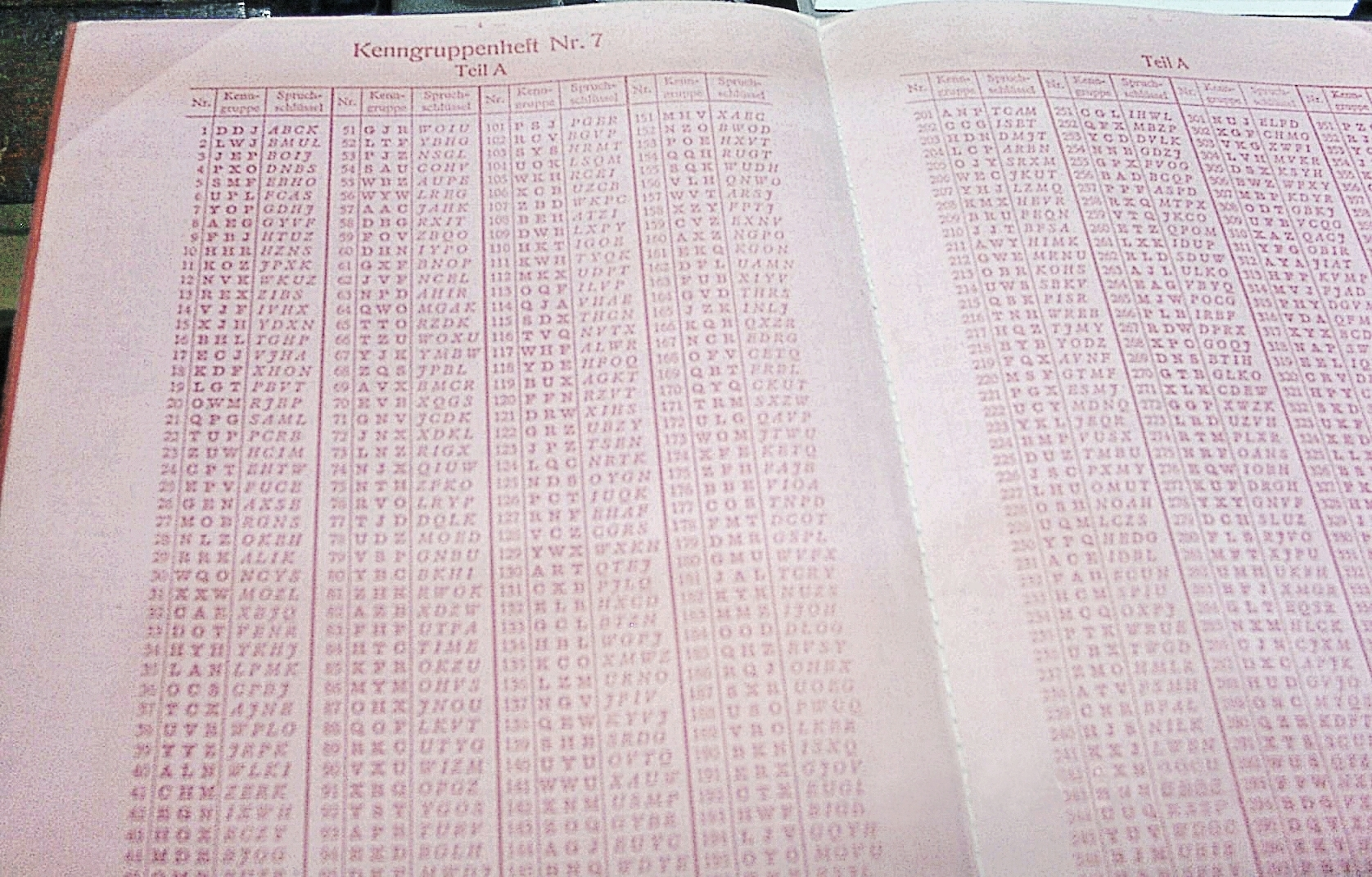
كتاب رموز لآلة إنجما استعملتها القوات البحرية النازية في غواصة U-505، يُلاحظ كتابة النصوص بحبر أحمر يذوب بالماء على ورق وردي مصنوع خصيصًا ليكون التخلص منه سهلًا في حال وقوع الغواصة بيد الأعداء أو غرقها.

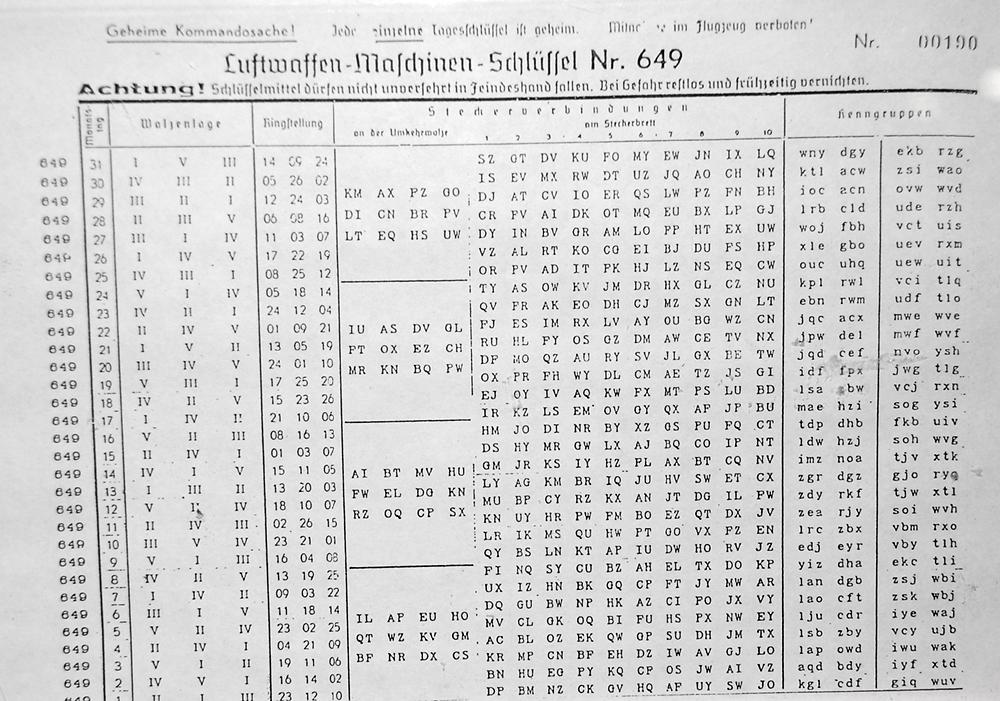
قائمة المفاتيح الشهرية رقم 649 لآلة إنجما المستعملة في القوات الجوية النازية، وهي تشمل على إعداد لضبط العاكس الذي يقبل التهيئة (وكان يُغيَّر مرة كل 8 أيام). من هذا الجدول يمكن قراءة إعدادات اليوم 18 من الشهر كما يلي:
• ترتيب الدوَّارات: IV ،II ،V.
• إعدادات إطار الحروف: 15، 23، 26
• توصيلات المقابس: EJ OY IV AQ KW FX MT PS LU BD
• التوصيلات الداخلية للعاكس: IU AS DV GL FT OX EZ CH MR KN BQ PW.
• مجموعات المُبيِّن: lsa zbw vcj rxn

احتاجت آلة إنجما عند استعمالها العسكري إلى إعدادات ضبط يومية مسجلة في مستندات مُلحقة بها. حصلت الوحدات العسكرية التي استعملت الآلة على قائمة من الإعدادات صالحة لفترة محدودة لاستعمالها عند تشغيل الآلة، أما البحرية النازية فاعتمدت نهجًا أكثر أمنًا وسرية واستعملت كتب رموز، وكانت هذه الكتب تُطبع على ورق وردي بحبر أحمر قابل ذووب بالماء ليكون التخلص منها سهلًا لو وقعت المركبة في الأسر أو غرقت.
تشمُل إعدادت ضبط آلة إنجما ما يأتي:
- ترتيب الدوَّارات[لز] أي اختيار أي دوَّارت ستستعمل وبأي ترتيب (5 دوَّارات يختار منها ثلاثة أو 8 دوَّارات يختار منها 4 في نسخة البحرية النازية).
- إعدادات إطار الحروف[لح] أي اختيار موضع إطار الحروف المثبت على الدوار بالنسبة لأسلاك التوصيل الداخلية فيه (26 موضِعًا).
- توصيلات المقابس[لط] أزواج الحروف التي توصل بعضها مع بعض في لوحة المقابس (10 أزواج)
- ضبط التوصيلات الداخلية للعاكس في النسخ المتأخرة من آلة إنجما.
- ضبط الموقع الابتدائي للدوَّارات[م] يختاره المُشغِّل ويلزم أن يكون مختلفًا في كل رسالة.

لتنجح الآلة في تعمية رسالة وفك تعميتها، يلزم على طرفي الإرسال: المُرسِل والمُستقبِل أن يضبطا الإعدادات السابقة كلها ضبطًا متماثلًا، وكانت هذه الإعدادت فيما خلا الوضع الابتدائي للدوارات توزَّع في صورة قوائم وتُغيَّر على أساس يومي.
صُممِّت آلة إنجما لتكون آمنة حتى لو عرف الأعداء توصيل الأسلاك الداخلي للدوَّارات، ولكن هذا لا يعني تفاصيل التوصيل الداخلي لم تكن سرًا بالغ الأهمية. لو كان توصيل الأسلاك الداخلي غير معروف، فإن عدد الاحتمالات الممكنة نظريًا للتعمية 3×10114، وهذا يكافئ عددًا ثنائيًا طوله 380 بتًا. ولكن في التطبيق العملي قيودٌ عملياتية تمنع الوصول إلى هذا الرقم، بالإضافة لتسرب معلومات حول التوصيل الداخلي للدوَّارات، لذلك يُقدَّر أن عدد الاحتمالات كان قرابة 1023 (76 بتًا). وهذا رقم مُهوِّل من الاحتمالات يجعل الآلة أداة آمنة للتواصل بسبب مناعتها من هجوم البحث الشامل.

### المُبيِّن
استعملت إعدادات ضبط محددة مسبقًا لفترات ثابتة، غالبًا ما كانت يومًا واحِدًا، لكن ضُبطَ الوضع الابتدائي للدوارات ضبطًا مختلفًا لكل رسالة. وذلك لأن تعمية رسائل عديدة بإعدادت متطابقة أو متقاربة يُشكل نقطة ضعف يُمكن استعمالها لاستخراج المُعَمَّى بطرق إحصائية مثل مؤشر التطابق. أرسِل الوضع الابتدائي للدوَّارات بصيغة معماة في الرسالة قبل نصها المُعَمَّى، وسميت طريقة الإرسال بإجرائية المُبيِّن، وكان هذه الإجرائية وأخطاء المُشغلين في استعمالها مفتاحًا رئيسًا في استخراج مُعمَّى آلة إنجما.

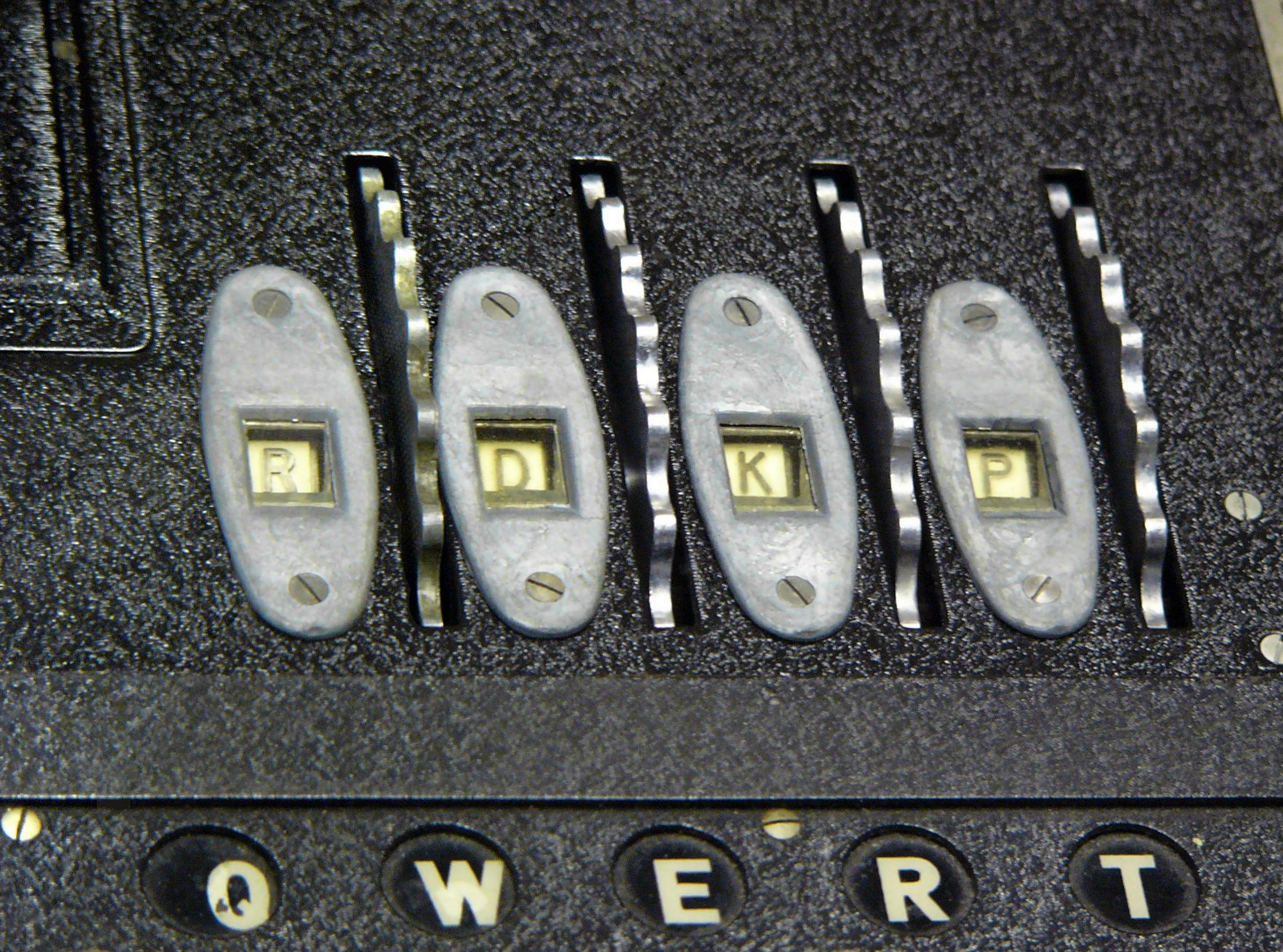
تكون آلة إنجما جاهزة للعمل بعد إضافة الدوَّارات وإغلاق الغطاء الداخلي، وتبرز عندها عجلات الأصابع لتسمح للمُشغِّل بضبط الوضع الابتدائي للدوَّارات بملاحظة الحرف الظاهر من النافذة الصغيرة المخصصة لكل دوَّار، في هذه الصورة الوضع هو RDKP.

كان أحد إجرائيات المبين المبكرة معيبًا وساعد مستخرجي المعمى البولنديين في كسر تعمية إنجما. تضمنت الإجرائية أن يضبط المُشغل آلته على إعدادات معروفة مسبقًا يتشاركها مُشغلو الآلة فيما بينهم، ومن ضمن هذه الإعدادات كان الوضع الابتدائي للدوَّارات، وليكن مثلًا: AOH، وهذا يعني أن المُشغل يحرِّك الدوّارات في آلته حتى تظهر عبارة AOH في نافذة الدوَّارات. يختار المُشغِّل بعد ذلك الوضع الابتدائي الكيفي الذي يرغب به لهذه الرسالة، وليكن مثلًا EIN، ويُسمى هذا الوضع إعدادات الرسالة لأنه يتغير من رسالة إلى أخرى. ثُم يكتب المُشغِّل إعدادات الرسالة مرتين متتاليتين على الآلة، وليكن الخرج مثلًا XHTLOA، فيدونه المشغل في مطلع الرسالة، ثم يُحرِّك الدوارات حتى الحصول على إعدادات الرسالة، وهي EIN، ويبدأ بعدها بتعمية النص الواضح مولدًا نصًا معمى.
يضبط المشغل في طرف الاستقبال آلته على الوضع الابتدائي AOH ثم يكتب الحروف الستة الأولى في الرسالة، أي XHTLOA. وسيكون الخرج عندها: EINEIN، وهو إعدادات الرسالة مكررة مرتين، فيضبط دوارات آلته إليها ويبدأ بفك تعمية الرسالة بإدخال النص المُعمَى فيحصل على النص الواضح.
في إجرائية المُبين عيبان: الأول هو استعمال الوضع الابتدائي العام في تعمية مفاتيح الرسائل في يومٍ واحد يعني أن هذه المفاتيح كلها ستستعمل ألفبائية التعمية نفسها. والثاني كان تكرار المُبيِّن، وهذا يعني أن الرسالة نفسها ستعمَّى مرتين، أي ستنشأ علاقة بين الحرف الأول والرابع والثاني والخامس والثالث والسادس. سمح هذان العيبان باستخراج مُعَمَّى آلة إنجما.
تغيَّرت الإجرائية في أثناء الحرب العالمية الثانية، واستعملت كتب الرموز لضبط إعدادات الدوَّارات ولوحة المقابس. وكان على مُشغِّل الآلة أن يختار لكل رسالة مجموعة عشوائية من المواضع الابتدائية للدوارات، لتكن مثلاً: WZA ورسالة مفتاح عشوائية، لتكن مثلًا: SXT، ثُمَّ تعمَّى رسالة المفتاح العشوائية بعد ضبط الدوَّارات على الوضع الابتدائي العشوائي، وليكن الخرج مثلًا: UHL. يضبط المشغل بعد ذلك رسالة المفتاح العشوائية لتكون الوضع الابتدائي للدوَّارات ويُعمِّي النص الواضح للرسالة. يُرسل المُشغِّل بعد ذلك المواضع الابتدائية WZA والخرج UHL إلى الطرف الآخر متبوعًا بالنص المُعمَّى. على المُشغل في طرف الاستقبال أن يضبط وضع الدوَّارات الابتدائي إلى WZA ويُدخل النص UHL ليفك تعميته، فيحصل على SXT، فيضبط الدوَّارات إليها ثم يدخل الرسالة المعماة فيحصل على النص الواضح. كان التحسين الأمني في هذه الإجرائية هو إضافة العشوائية وتجنب تعمية الرسالة نفسها مرتين متتابعتين.
استعملت القوات البرية والجوية النازية الإجرائية السابقة، أما القوات البحرية فكان لديها إجرائية أكثر تعقيدًا لاستخدام آلة إنجما، فقد توجب ترميز الرسالة قبل تعميتها بكتاب ترميز خاص سُمِّي رموز تقصير الإشارات، احتوى هذا الكتاب على جداول ترميز لمحتوى الرسالة ليصبح مكونًا من مجموعات رباعية المحارف بعدها، وكان الهدف من ذلك إخفاء الكلمات المفتاحية التي تساهم في استخراج المُعَمَّى، مثل المسائل الخدمية: التزود بالوقود مثلًا، ومواقع الالتقاء وأسماء الموانئ.

### تفاصيل إضافية
احتوتِ الآلة التي استعملها النازيون على 26 محرفاً ألفبائياً فقط، لذلك استعملت تتابعات قليلة الدوران في مكانها، وأهمل الفراغ أو استعيض عنه بمحرف X، وفي أحيانٍ أخرى استعمل محرف X بديلًا عن النقطة في نهاية الجملة أو الفقرة.
اختلفت هذه الرموز بين قواتِ الجيش المختلفة، فاستبدلت القوات البرية مثلًا بالفاصلة حرفي Z متتابعين، أي ZZ، وبعلامة الاستفهام الكلمة FRAGE [كلمة ألمانية تعني سؤال] أو FRAQ.
أما القوات البحرية فاستبدلت Y بالفاصلة، وUD بعلامة الاستفهام. كما استبدلت بالتركيب CH، الذي يظهر بكلمات مفتاحية مثل "Acht"، أي: ثمانية، و "Richtung" أي اتجاه، الحرفَ Q، فكتبت الكلمتان السابقتان مثلًا: AQT وRIQTUNG على الترتيب. كما استبدل بالأصفار المتتابعة: صفران أو ثلاثة أو أربعة الكلمات CENTA وMILLE وMYRIA على الترتيب.
أرسلت القوات البرية والجوية النازية رسائلها في مجموعات من خمسة محارف واهتمت بعدد الحروف، أما القوات البحرية النازية، فأرسلتها بمجموعات من أربعة محارف وبعدد المجموعات.
أما الأسماء كثيرة التكرار فكُتبت بتهجئات مختلفة عمداً لتصعّب استخراج المُعَمَّى، فكتبت كلمة Minensuchboot، أي كاسحة الألغام MINENSUCHBOOT أو MINBOOT أو MMMBOOT، كما جُعل طول الرسائل الأقصى 250 محرفاً، وقُسِّمت الرسائل الطويلة إلى عدة رسائل أقصر، وعُمِّيت كل منها بمفتاح رسالة مختلف.

### مثال عن عملية تعمية
تُمثَّل عملية التعمية بالإعاضة التي تجريها إعدادات محددة لآلة إنجما بسلسلة من الحروف عددها 26 حرفًا، يُمثل كل منها الحرف الذي ينتج عن تعمية الحرف الذي يقع مكانه بالألفبائية. مثلًا لو كان الإعداد الحالية للآلة تُعمِّي: A بالإعاضة إلى L، وB بالإعاضة إلى U، وC بالإعاضة إلى S وصولًا إلى Z بالإعاضة إلى J، فإن التعمية تُمثَّل بسلسلة المحارف التالية:
```
LUSHQOXDMZNAIKFREPCYBWVGTJ
```

وتكون الإشارة لتعمية حرف محدد بذكره أولًا، ثم ذكر محرف > ثم السلسلة مع وضع الخرج بين حاصرتين، مثلًا يُشار لتعمية حرف D حسب السلسلة السابقة:
```
D > LUS(H)QOXDMZNAIKFREPCYBWVGTJ
```

يُظهر التمثيل السابق عملية تعمية لحرف واحد، ولكن تعمية رسالة تتطلب تكرار العملية السابقة على تتابع من الحروف يُشكل نص الرسالة الواضح المُراد تعميته، ويمكن تمثيل ذلك بتتابع من السطور المشابهة لما سبق، يُمثل كل منها تعمية حرف واحد فقط. يُظهر النص التالي الخرج المُعمَّى للجملة الأولى من رسالة الأميرال كارل دونيتز بعد موت أدولف هتلر، ونصها:
```
RBBF PMHP HGCZ XTDY GAHG UFXG EWKB LKGJ
```

ويمكن أن تُمثّل حسب التدوين السابق كما يأتي:
```
0001 F > KGWNT(R)BLQPAHYDVJIFXEZOCSMU CDTK 25 15 16 26
0002 O > UORYTQSLWXZHNM(B)VFCGEAPIJDK CDTL 25 15 16 01
0003 L > HLNRSKJAMGF(B)ICUQPDEYOZXWTV CDTM 25 15 16 02
0004 G > KPTXIG(F)MESAUHYQBOVJCLRZDNW CDUN 25 15 17 03
0005 E > XDYB(P)WOSMUZRIQGENLHVJTFACK CDUO 25 15 17 04
0006 N > DLIAJUOVCEXBN(M)GQPWZYFHRKTS CDUP 25 15 17 05
0007 D > LUS(H)QOXDMZNAIKFREPCYBWVGTJ CDUQ 25 15 17 06
0008 E > JKGO(P)TCIHABRNMDEYLZFXWVUQS CDUR 25 15 17 07
0009 S > GCBUZRASYXVMLPQNOF(H)WDKTJIE CDUS 25 15 17 08
0010 I > XPJUOWIY(G)CVRTQEBNLZMDKFAHS CDUT 25 15 17 09
0011 S > DISAUYOMBPNTHKGJRQ(C)LEZXWFV CDUU 25 15 17 10
0012 T > FJLVQAKXNBGCPIRMEOY(Z)WDUHST CDUV 25 15 17 11
0013 S > KTJUQONPZCAMLGFHEW(X)BDYRSVI CDUW 25 15 17 12
0014 O > ZQXUVGFNWRLKPH(T)MBJYODEICSA CDUX 25 15 17 13
0015 F > XJWFR(D)ZSQBLKTVPOIEHMYNCAUG CDUY 25 15 17 14
0016 O > FSKTJARXPECNUL(Y)IZGBDMWVHOQ CDUZ 25 15 17 15
0017 R > CEAKBMRYUVDNFLTXW(G)ZOIJQPHS CDVA 25 15 18 16
0018 T > TLJRVQHGUCXBZYSWFDO(A)IEPKNM CDVB 25 15 18 17
0019 B > Y(H)LPGTEBKWICSVUDRQMFONJZAX CDVC 25 15 18 18
0020 E > KRUL(G)JEWNFADVIPOYBXZCMHSQT CDVD 25 15 18 19
0021 K > RCBPQMVZXY(U)OFSLDEANWKGTIJH CDVE 25 15 18 20
0022 A > (F)CBJQAWTVDYNXLUSEZPHOIGMKR CDVF 25 15 18 21
0023 N > VFTQSBPORUZWY(X)HGDIECJALNMK CDVG 25 15 18 22
0024 N > JSRHFENDUAZYQ(G)XTMCBPIWVOLK CDVH 25 15 18 23
0025 T > RCBUTXVZJINQPKWMLAY(E)DGOFSH CDVI 25 15 18 24
0026 Z > URFXNCMYLVPIGESKTBOQAJZDH(W) CDVJ 25 15 18 25
0027 U > JIOZFEWMBAUSHPCNRQLV(K)TGYXD CDVK 25 15 18 26
0028 G > ZGVRKO(B)XLNEIWJFUSDQYPCMHTA CDVL 25 15 18 01
0029 E > RMJV(L)YQZKCIEBONUGAWXPDSTFH CDVM 25 15 18 02
0030 B > G(K)QRFEANZPBMLHVJCDUXSOYTWI CDWN 25 15 19 03
0031 E > YMZT(G)VEKQOHPBSJLIUNDRFXWAC CDWO 25 15 19 04
0032 N > PDSBTIUQFNOVW(J)KAHZCEGLMYXR CDWP 25 15 19 05
```

تُمثِّل الحروف الأربعة التي تلي السلسلة الحرف التي تظهر من النوافذ فوق الدوَّارات، وهي ما يراه المُشغِّل، أما الأرقام الأربعة التالية فهي تُمثل الموضع الحقيقي لكل دوَّار.
يمكن أيضًا التوسع في تمثيل عملية التعمية في آلة إنجما لإظهار المسار الكهربائي كاملًا للإشارة: (1) لوحة المقاليد (2) لوحة المقابس ذهابًا (3) الدوَّارات ذهابًا (4) العاكس (5) الدوَّارات إيابًا (6) لوحة المقابس إيابًا (7) لوحة المصابيح. يُظهر النص التالي هذا المسار الكهربائي كاملاً لتعمية الحرف الرابع فقط مما سبق، أي يكون حرف النص الواضح G والناتج المُعمَّى F:
```
 G > ABCDEF(G)HIJKLMNOPQRSTUVWXYZ

 
 P EFMQAB(G)UINKXCJORDPZTHWVLYS 
 
 
 
 
 
 
 
 AE.BF.CM.DQ.HU.JN.LX.PR.SZ.VW

 
 1 OFRJVM(A)ZHQNBXPYKCULGSWETDI
 
 N
 
 03
 
 VIII

 
 2 (N)UKCHVSMDGTZQFYEWPIALOXRJB
 
 U
 
 17
 
 VI

 
 3 XJMIYVCARQOWH(L)NDSUFKGBEPZT
 
 D
 
 15
 
 V

 
 4 QUNGALXEPKZ(Y)RDSOFTVCMBIHWJ
 
 C
 
 25
 
 β

 
 R RDOBJNTKVEHMLFCWZAXGYIPS(U)Q 
 
 
 
 
 
 
 
 c

 
 4 EVTNHQDXWZJFUCPIAMOR(B)SYGLK 
 
 
 
 
 
 
 
 β

 
 3 H(V)GPWSUMDBTNCOKXJIQZRFLAEY 
 
 
 
 
 
 
 
 V

 
 2 TZDIPNJESYCUHAVRMXGKB(F)QWOL 
 
 
 
 
 
 
 
 VI

 
 1 GLQYW(B)TIZDPSFKANJCUXREVMOH 
 
 
 
 
 
 
 
 VIII

 
 P E(F)MQABGUINKXCJORDPZTHWVLYS 
 
 
 
 
 
 
 
 AE.BF.CM.DQ.HU.JN.LX.PR.SZ.VW
 F < KPTXIG(F)MESAUHYQBOVJCLRZDNW
```

يُمثِّل السطر الأول لوحة المقاليد، ولا يحصل فيها تعمية، لذلك تظل صورة الحرف نفسها، يلي ذلك لوحة المقابس، ويبدأ سطرها بالحرف P، وتظهر إعداداتها في نهاية السطر، ولا يتغير الحرف أيضًا لعدم وجود قابس موصول مع الحرف G، يلي ذلك أربع سطور بدايتها مرقومة 1 حتى 4 تُمثِّل أربع دوَّارات هي VIII وVI وV وβ على الترتيب في هذا المثال، وذكر بجانب كل منها وضعها الابتدائي، فمثلًا الدوَّار الأول هو الدوَّار رقم VIII ووضعه الابتدائي هو 03، وفيه تكون إعاضة الحرف G بالحرف A. يلي ذلك العاكس، وقد أشير لها بالحرف R في بداية السطر، يليه الدوَّارات السابقة بترتيب نفسها معاكِس، أي 4 حتى 1، ثم لوحة المقابس P مجددًا، التي يحصل فيها إعاضة لحرف B فيصبح F، وهو الناتج النهائي للتعمية الذي يظهر على لوحة المصابيح.

## النماذج
ضمت عائلة إنجما تصاميم متعددة، أبكرها كانت نماذج تجارية اُستعمِت في بداية عقد 1920. بدأ الجيش الألماني باستعمال إنجما في منتصف العقد وأدخل عليها عددًا من التغييرات لزيادة أمن التعمية، وتبنت دول عديدة بعد ذلك الآلة أو طورت نماذج خاصة مشابهة لها.

خط زمني لتصاميم آلات إنجما المختلفة وأهم الأحداث التاريخية المرتبطة بها.

يُقدَّر عدد آلالات إنجما المُصنَّعة بقرابة أربعين ألفًا. باع الحلفاء آلات إنجما التي استولوا عليها بعد الحرب الثانية، وما تزال آلة تعمية آمنة على نطاق واسِع في الدول النامية.

### آلة إنجما التجارية

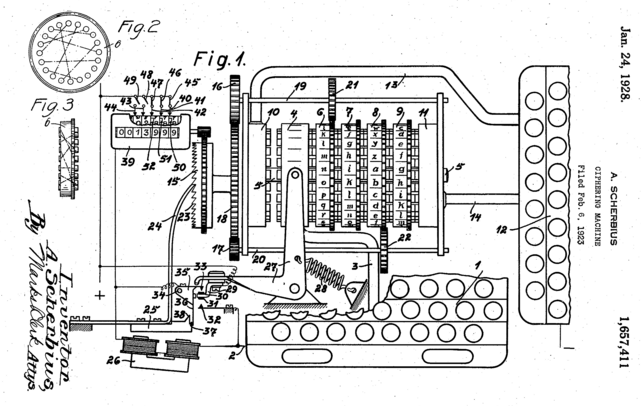
صورة لتصميم آلة إنجما من براءة اختراعها المسجلة بالولايات المتحدة سنة 1928 بالرقم.

سجل آرثر شيربيوس براءة اختراع لآلة تعمية ذات دوارات في 23 فبراير 1918م.
سجل شيربيوس مع شريكه إرنست ريتر شركة سمَّوها شيربيوس ريتر. عرضت الشركة منتجها على بحرية الرايخ ووزارة الخارجية ولكنهما لم تبديا اهتمامًا. فوض شيربيوس وريتر بعد ذلك براء اختراعمها إلى اتحاد موجه للصناعات الأمنية اسمه اتحاد صناعات الأمن ، فأنشأ شركة اسمها تعاونية آلات التعمية في 9 يوليو 1923م وكان شيربيوس وريتر أعضاءًا بمجلس إدارتها.

#### نموذج العرض (1923)
بدأت تعاونية آلات التعمية بالتسويق لآلتها ذات الدوَّارات، وعرض نموذجًا منها في مؤتمر الاتحاد البريدي العالمي سنة 1924م. سُمي هذا النموذج بنموذج العرض، احتوى النموذج على آلة كاتبة مُدمَجة لطباعة الخرج، وكان ضخمًا، أبعاده 65×45×38 سم3 وثقيل الوزن يزن قرابة 50 كيلوغرامًا.

#### آلة إنجما الطابعة (1924)
طُرح نموذج آخر مزوَّد بآلة كاتبة في السنة التالية وسُمِّي آلة إنجما الطابعة ، ولكن ظهرت مُشكلات مرتبطة بربط جزء التعمية مع الطابعة، ولم تصدر نسخة مستقرة من الآلة إلا بحلول العام 1926م. لم يكن في النموذجين الأولين لآلة إنجما عواكس، لذلك كان الانتقال بين نمط التعمية وفك التعمية يتطلب تدخلًا يدويًا من مُشغِّل الآلة.

#### آلة (النموذج A) (1924)
اقترح فيلي كورن فكرة العاكس، وأضيف إلى نموذج آلة إنجما الجديد الذي سُمي النموذج A من آلة إنجما ذات المصابيح المتوهجة.
كان لهذه الآلة دوَّاران فقط وعاكس يمكن تغيير وضعه يدويًا، حوى النموذج على آلة كاتبة مُدمَجة وكان الخرج يُطبع على الورق. توجَّب أيضًا على مشغل الآلة الضغط على مقلاد خاص لدفع الدوار الأيمن خطوة واحد بعد كل ضغطة على مقلاد من لوحة المقاليد.

#### آلة إنجما (النموذج B) (1924)

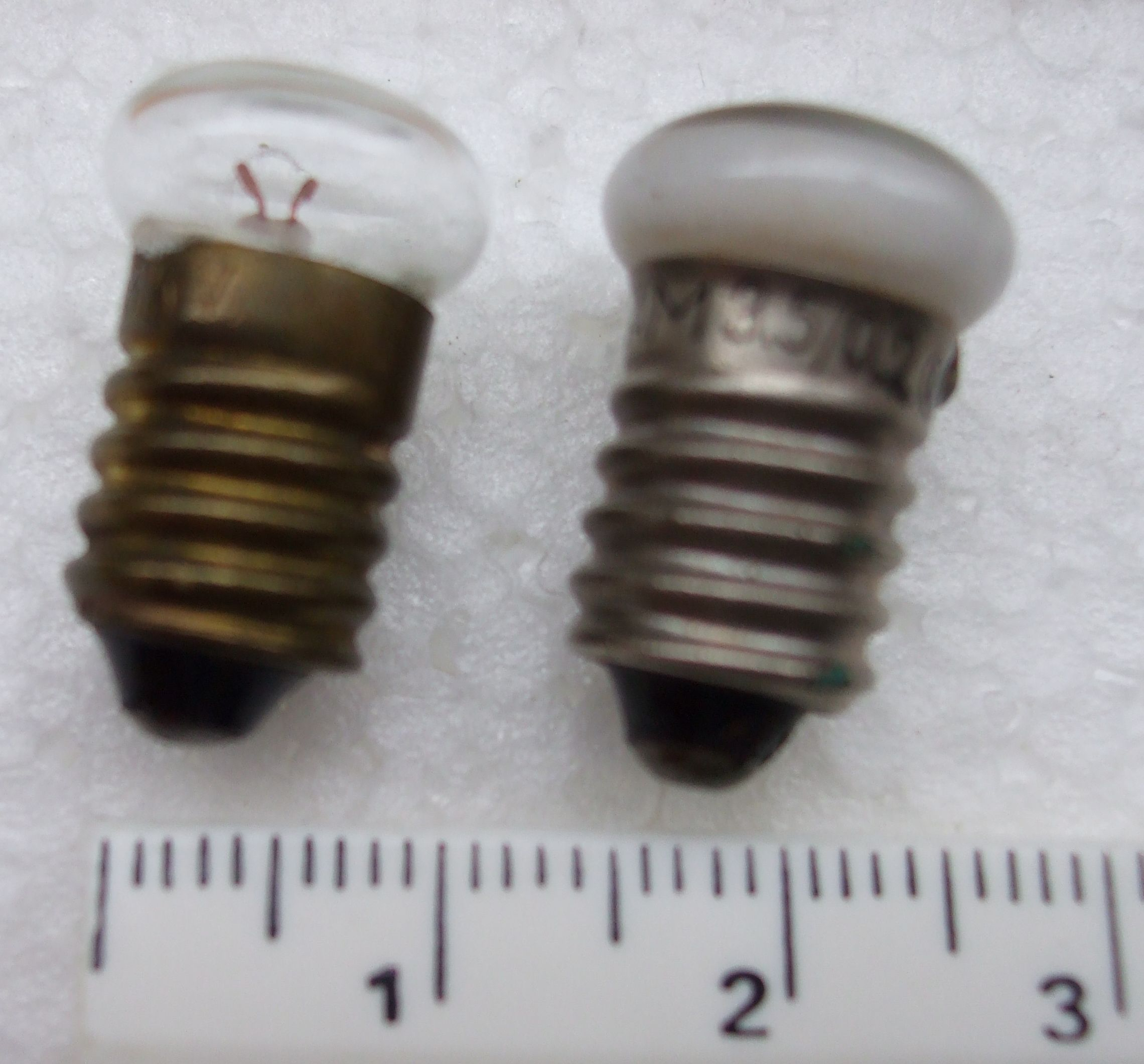
مصباحان متوهجان ذوا رأس مسطح مما استعمل في آلة إنجما

طُرِح النموذج B من آلة إنجما في أواخر سنة 1924م، وكان لها بنية مشابهة للنموذج A. كان للنموذجان A وB خصائص تميزهما عن سائر النماذج اللاحقة، سواء بالمقاسات أو الشكل باعتمادهما على آلة كاتبة مُدمَجة، أو تعمويًا بافتقارهما للعاكس.

#### آلة إنجما ذات المصابيح المتوهجة (النموذج C) (1926)
كان النموذج C هو النموذج الثالث لآلة إنجما، وعرف باسم آلة إنجما ذات المصابيح المتوهجة، ويُشار له أيضًا بنموذج المصابيح المتوهجة،بسبب استبدال مصابيح متوجهة بالآلة الكاتبة المُستعملة لطباعة الخرج.
كان للاستغناء عن الطباعة على الورق المعتمدة في النموذجين A وB والاستعاضة عنها بلوحة مصابيح أثر على موثوقية الأداة التي ارتفعت مع انخفاض الأعطال الميكانيكية في ظل الاستغناء عن آلية الطباعة، وعلى كلفة الإنتاج التي انخفضت، ما أتاح طرح النموذج بسعر يبلغ ثُمن سعر النموذج السابق.

#### آلة إنجما ذات المصابيح المتوهجة (النموذج D) (1927)
حل النموذج D من آلة إنجما، الذي أتيح للمستهلكين سنة 1927، محل النموذج C سريعًا وساد. أتيح شحت هذا النموذج إلى السويد وهولندا والمملكة المتحدة واليابان وإيطاليا والولايات المتحدة وبولندا. بين عالم التعمية هو فوس في السنة نفسها في بالمقر الرئيس للاتصالات الحكومية أن استخراج معمى آلة إنجما التجارية ممكن لو توفرت معلومات محددة.
كان النموذج D من آلة إنجما من الرواد الأوائل في استعمال لوحة مفاتيح ألمانية تريبها QWERTZ، وكان هذا الترتيب مشابهًا لترتيب QWERTY الأمريكي المستعمل في لغات أخرى عديدة
استعملت آلة إنجما التجارية من النموذج D في أثناء الحرب الأهلية الإسبانية، وكانت تفتقر إلى لوحة المقابس، ما سهل مهمة استخراج معماها التي نجح فيها البريطانيون.
تبنت البحرية الإيطالية النموذج D من آلة إنجما ذات المصابيح المتوهجة، وأدخلت عليه تعديلات بسيطة، وسمي بنموذج البحرية.

#### آلة إنجما ذات المصابيح المتوهجة (النموذج H) (1929)

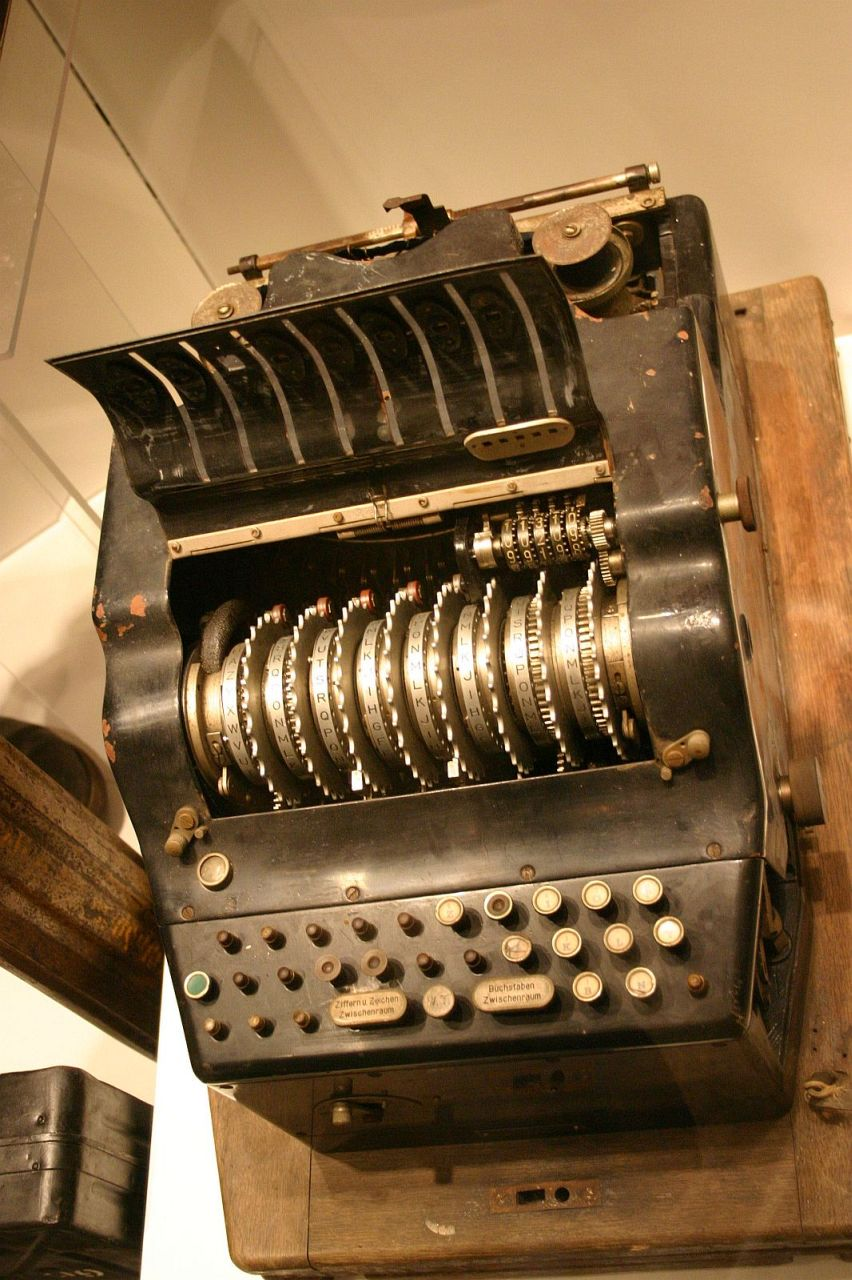
النموذج H من آلة إنجما، ويمكن ملاحظة الدوَّارات الثمانية.

صنع نموذج آخر لآلة إنجما ذات المصابيح المتوهجة، سُمِّي النموذج H، وأيضًا الإصدار الثاني من إنجما، وضم 8 دوَّارات. اكتشف مكتب التعمية البولندي سنة 1933م أن هذه الآلة تُستعمل لتعمية الاتصالات العسكرية عالية المستوى في جيش الرايخ. لكن هذا النموذج لم يكون موثوقًا وكان كثير الأعطال فسحب من الاستعمال بعد ذلك بفترة قصيرة.

#### آلة إنجما ذات المصابيح المتوهجة (النموذج K)
استعمل السويسريون نسخة من آلة إنجما ذات المصابيح المتوهجة ذات مطورة من النموذح D، سُميت بالنموذج K، للأغراض الديبلوماسية. نجح البولنديون والفرنسيون والأمريكيون في استخراج مُعمى هذه الآلة.
طوَّر اليابانيون نسخة عسكرية من هذا النموذج، سُمي بالنموذج T.

### آلة إنجما العسكرية
استعملت القوات المختلفة في جيش الرايخ إصدارات متنوعة من آلة إنجما، وغيرت الإصدارات المستعملة تغييرًا دائمًا بما في ذلك تنبي إصدارات حسنتها قوات أخرى من الجيش. نادرًا ما استعملت آلة إنجما لإرسال رسائل إستراتيجية عالية المستوى، وعادةً ما حمل شخص موثوق هذه الرسائل لو لم تكن عاجلة، أو استعملت أنظمة تعمية أخرى مثل آلة سيمنز وهالسكه T52.

#### مُعَمِّي الراديو C (1926)
كانت بحرية الرايخ أول فرع من القوات العسكرية تتبنى آلة إنجما سنة 1926. وأطلق على نموذجها، الذي وُضِع بالخدمة سنة 1926م، اسم مُعَمِّي الراديو C.
احتوت لوحة المقاليد على 29 مقلادًا، ومثلها لوحة المفاتيح: 26 مصباحًا. وضمت إلى جانب حروف الهجاء الـ 26: A-Z ثلاثة حروف هي: Ä وÖ وÜ. رُتبِّبت هذه الحروف ألفبائيًا لا حسب ترتيب QWERTZUI. احتوى كل دوَّار على 28 تلامسًا، مع تمرير الحرف X من غير تعمية. طرح هذا النموذج أيضًا فكرة اختيار عدد من الدوَّارات من مجموعة محددة، وكان العدد هو 3 دوَّارات من مجموعة فيها 5. بالإضافة لذلك، كان بالإمكان ضبط الدوَّار على واحد من 4 وضعيات: α وβ وγ وδ. رُوجعت إعدادات الآلة وحُسنت تحسينًا طفيفًا في شهر يوليو من العام 1933م.

#### النموذج G (1928–1930)
طوَّر جيش الرايخ نسخته الخاصة من آلة إنجما، وسميت النموذج G، وأصبحت قيد الاستعمال بحلول 15 يوليو 1928.
استعملت إدارة المخابرات النموذج G بعد إدخال تعديلات عليه، شملت إضافة دوَّار رابع بالإضافة لتعدد الحزوز على الدوَّارات. زوِّد هذا النموذج بعداد تزداد قميته مع كل ضغطة مقلاد، لذلك عُرِف هذا الإصدار باسم آلة إنجما ذات العداد.

#### آلة إنجما I للجيش الألماني (1930–1938)
عُدِّلت آلة إنجما G سُمِّي الناتج إنجما I بحلول يونيو 1930م.
 عُرفت هذه الآلة أيضًا باسم آلة الجيش الألماني، واستخدمتها قطعات الجيش المختلفة والخدمات الحكومية مثل خدمة السكك الحديدية، قبل الحرب العالمية الثانية وأثنائها.

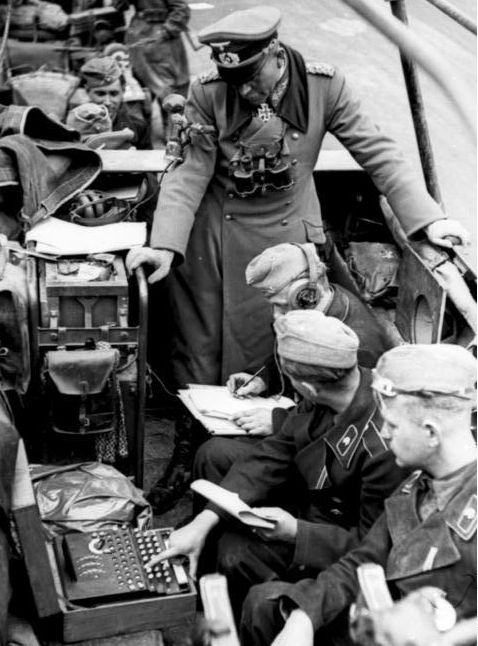
هاينز جوديريان في معركة فرنسا مع آلة إنجما ومُشغلين: واحد يكتب على لوحة المقاليد والآخر يقرأ لوحة المصابيح.

كان الفرق الرئيس بين آلة إنجما التجارية وآلة إنجما I العسكرية هو لوحة المقابس التي تستعمل لعمل تبادل بين أزواج من الحروف لزيادة مناعة التعمية وقوتها. من الفروق الأخرى أيضًا استعمال عاكس ثابت و نقل حزوز التخطية من هياكل الدوَّارات إلى حلقة يمكن تحريكها كتبت عليها الحروف، وكانت أبعادها 28 سـم × 34 سـم × 15 سـم (11.0 بوصة × 13.4 بوصة × 5.9 بوصة) ووزنت قرابة 12 كـغ (26 رطل).
تبنت القوى الجوية آلة إنجما I التي طورها الجيش وأدخلتها لأنظمة اتصالها في أغسطس 1935م.

#### النموذج M3 (1934)
اقترح جيش الرايخ على البحرية استعمال آلته بحلول العام 1930م، لزيادة أمن الاتصالات، بسبب وجود لوحة المقابس، ولتسهيل التواصل بين أقسام الجيش المتنوعة. وافقت القوات البحرية على ذلك بحلول عام 1934، وطوَّرت إصدار البحرية من آلة إنجما التي يستعملها الجيش الألماني، والتي عُرِفت بالاسم الرمزي M3. كان مشغولو آلة إنجما لدى البحرية يختارون ثلاثة دوَّارات من أصل خمسة، أما المشغلون في سائر الجيش الألماني، فاعتمدوا ثلاثة دوَّارات فقط.

#### الدوَّارات الإضافية (1938)
أضاف الجيش دوَّارين إلى مجموعة الدوَّارات الثلاثة المستعملة في ديسمبر 1938م، ليصبح العدد الإجمالي 5، وكان على المشغلين اختيار ثلاثة منها في كل يوم حسب جداول معدة مسبقًا. وأضافت البحرية في السنة نفسها دورين أيضًا إلى مجموعة الدوارات المستعملة في آلاتها ليصبح 7، وألحقته بدوَّار ثامن في السنة التالية.

#### النموذج M4 (1942)
طرحت البحرية النازية آلة إنجما فيها 4 دوَّارات في 1 فبراير 1942م، واستعملت لتعمية المعلومات المتبادلة مع غواصات يوبوت، وسُمي هذا النموذج (M4). أزيل العاكس لإفساح مكان للإضافة، واستعيض عنه بعاكس رفيع وبالدوار الرابع.

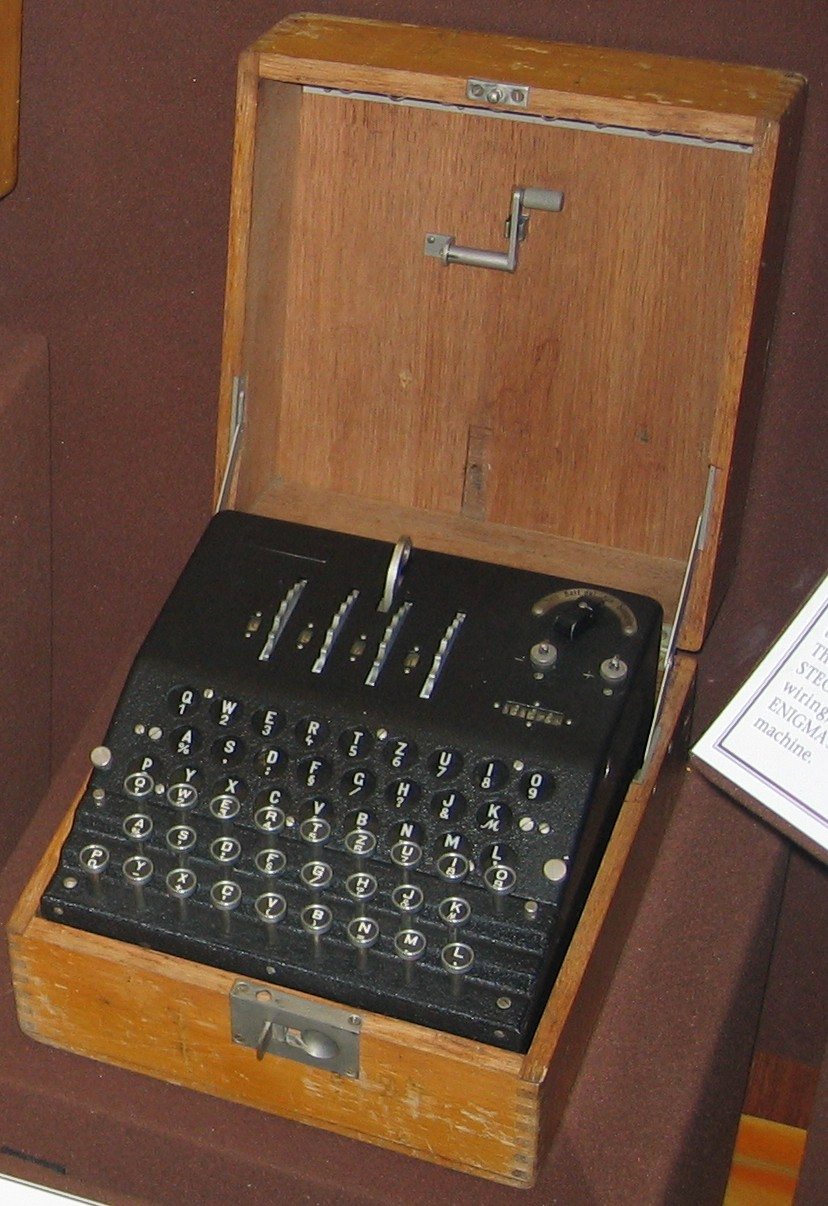
النموذج G استعملته إدارة المخابرات وكان بأربعة دوَّارات ذات حزوز عديدة ومن غير لوحة مقابس
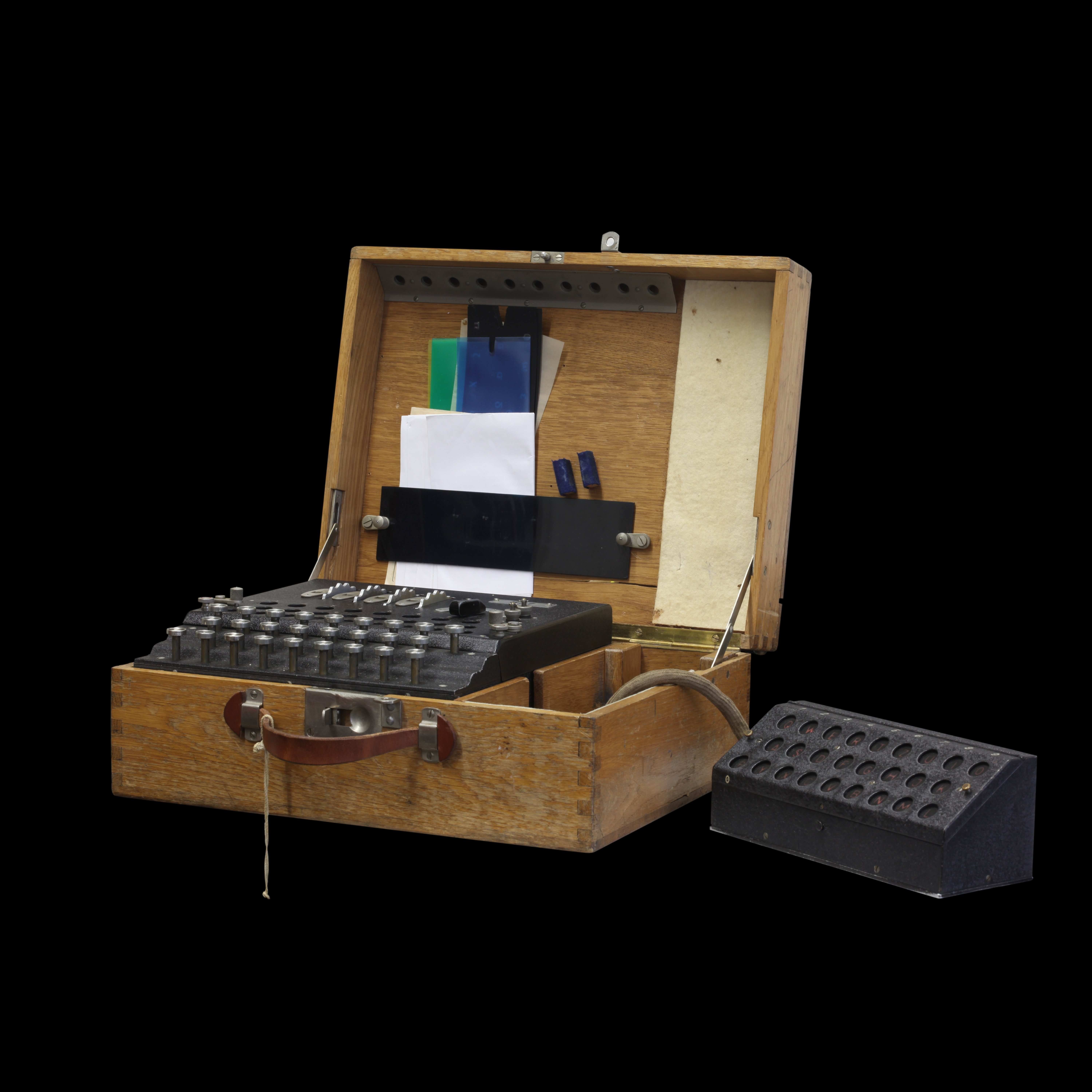
النموذج K الذي استعمله الجيش السويسري: آلة إنجما ألمانية الصنع ذات ثلاثة دوَّارات وعاكس ومن غير لوحة مقابس. يظهر بالصورة لوحة مصابيح مستقلة إلى جانب الآلة.
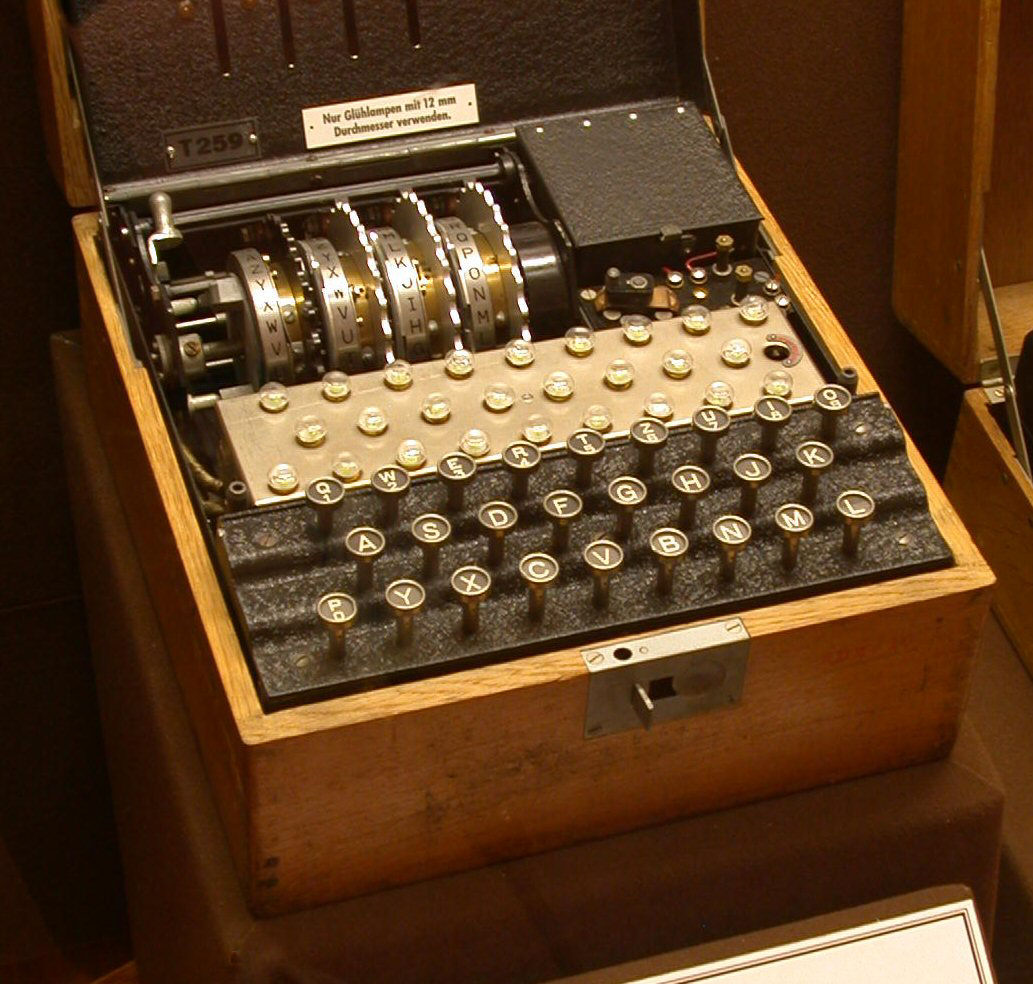
النموذج T، نسخة تجارية مُعدَّلة من النموذج K، طورها الجيش الياباني واستعملها.
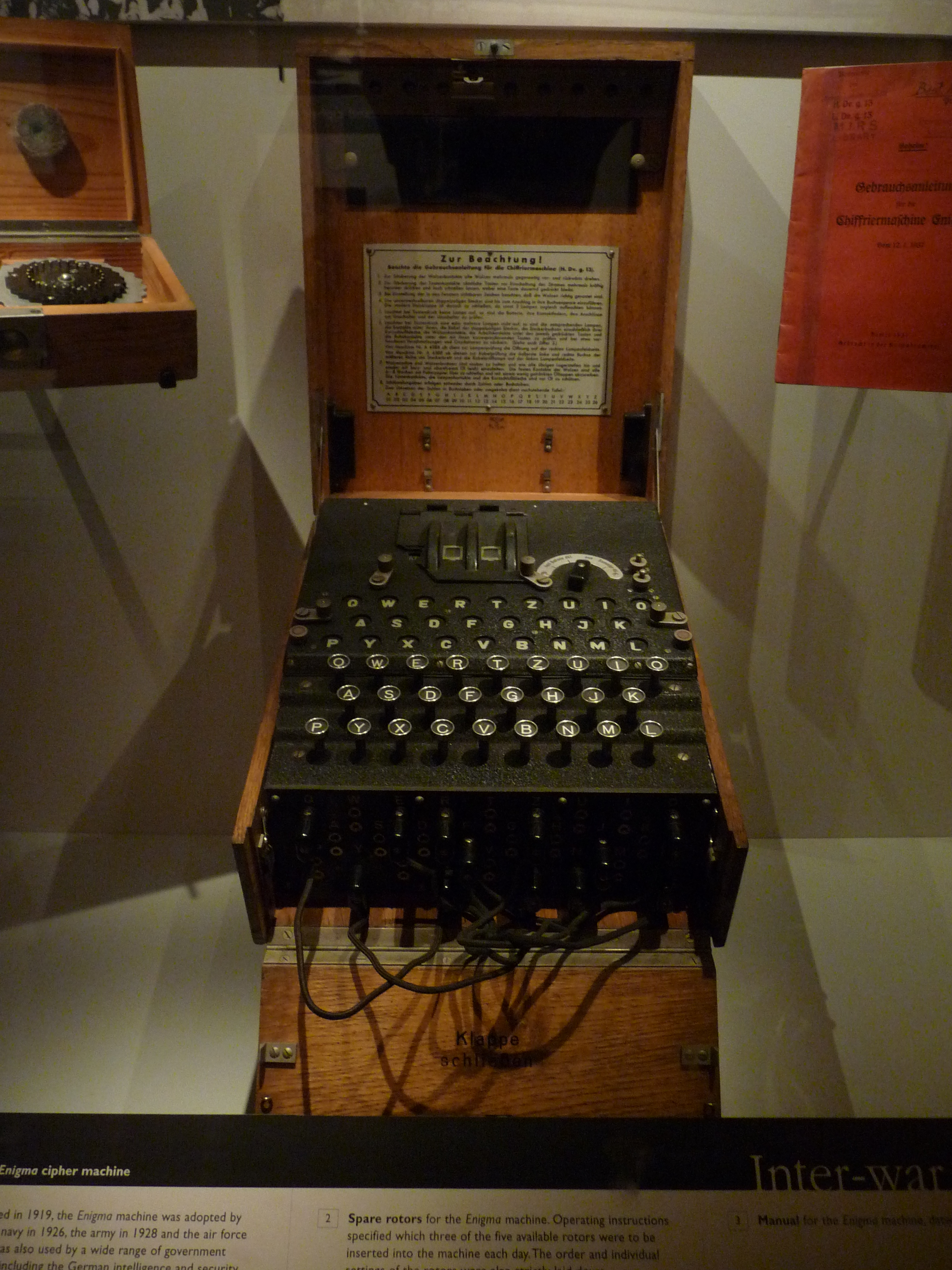
آلة إنجما عسكرية معروضة في متحف الحرب الإمبراطوري البريطاني.
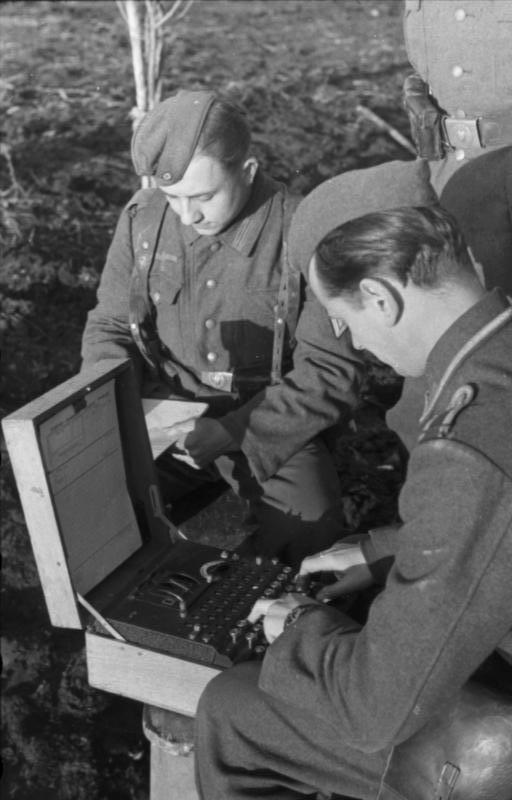
آلة إنجما قيد الاستعمال في أثناء الغزو النازي لروسيا.
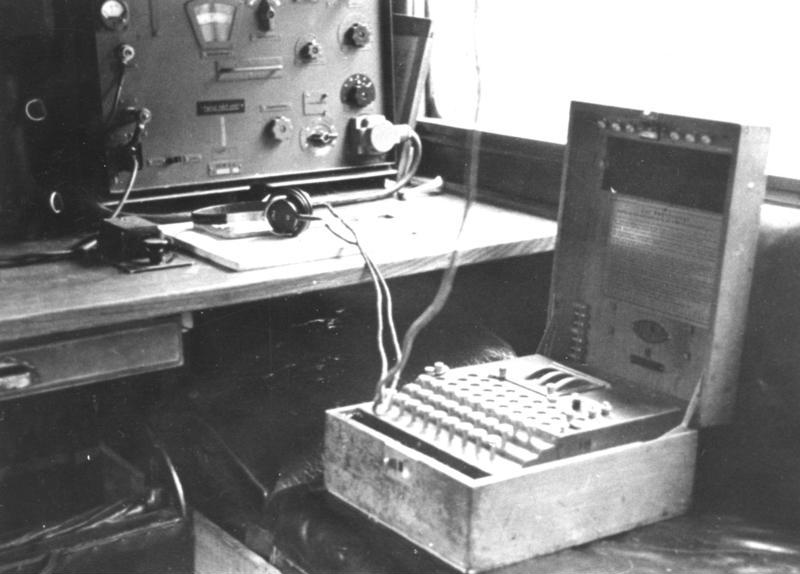
آلة إنجما في سيارة إذاعة للفرقة المدرعة السابعة النازية.

## الآلات الناجية

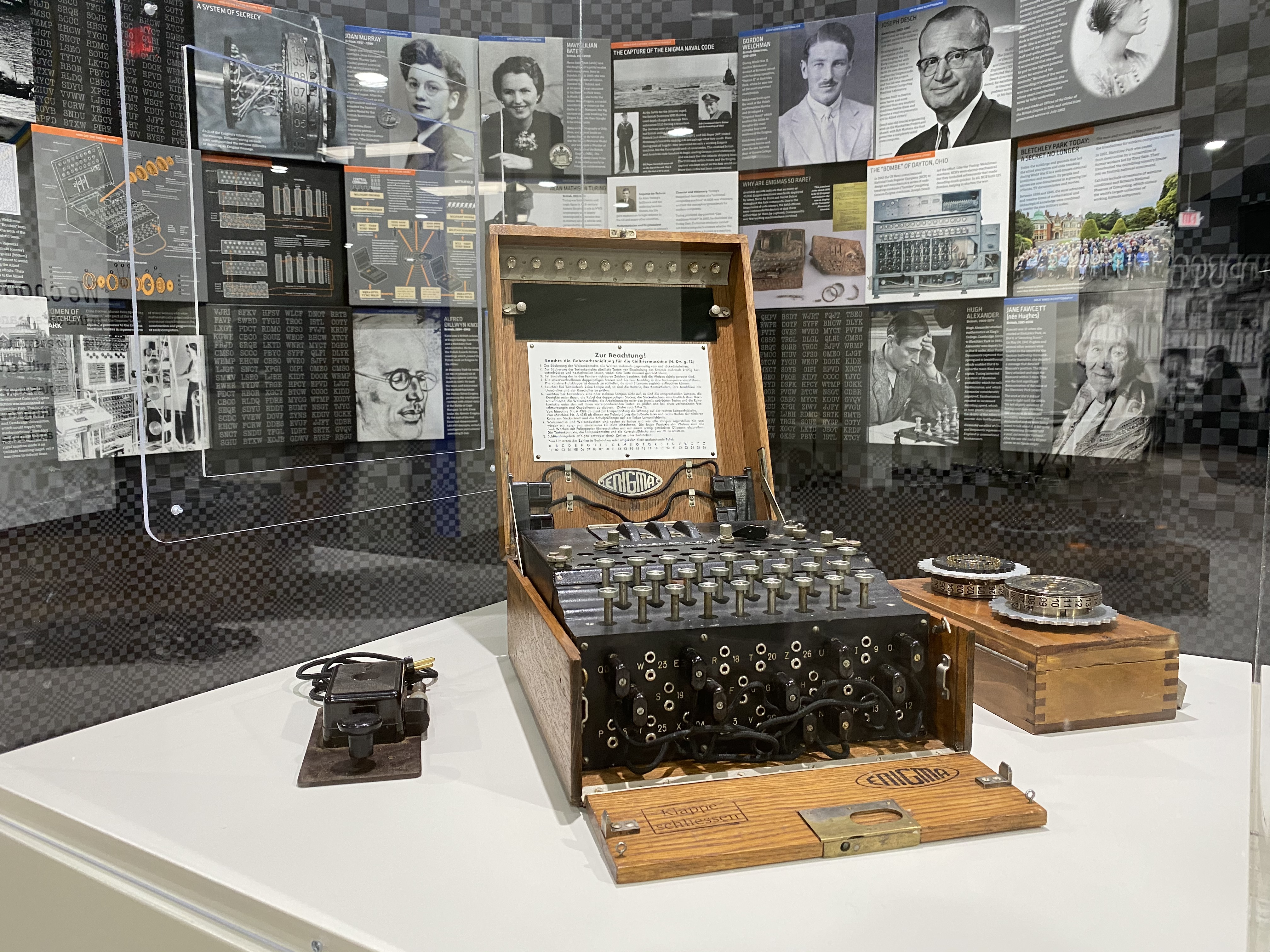
آلة إنجما ذات ثلاثة دوَّارات معروضة في متحف ميمس للتقانة والفن، وبجانبها دوّاران إضافيان.

لم يُكشَف عن جهود استخراج مُعَمَّى إنجما إلا في سنة 1973م. ومنذ ذلك الوقت نما الاهتمام بآلة إنجما، وأصبحت من معروضات المتاحف حول العالم وجزءاً من المجموعات الخاصة بهواة التاريخ عموماً وتاريخ الحوسبة خصوصاً.
يعرض المتحف الألماني في ميونخ آلتي إنجما عسكريتين، واحدة منها بثلاثة دوَّارات وأخرى فيها أربعة دوَّارات، بالإضافة إلى نسخ أخرى مدنية عديدة. ويعرض متحف الجواسيس الألماني آلتي إنجما عسكريتين. تُعرَض آلات إنجما في المركز القومي للرمز في حديقة بلتشلي في المقر الرئيس للاتصالات الحكومية وفي متحف العلوم بلندن، وفي متنزه اكتشاف أمريكا في تنيسي وفي متحف الجيش البولندي في وارسو، وفي متحف الجيش السويدي في استوكهولم، وفي المتحف العسكري في كورنيا في إسبانيا، ومتحف الصليب الأحمر للحرب في نارفيك ومتحف المدفعية والهندسة والإشارات في هامينلينا بفنلندا، وفي جامعة الدنمارك التقنية في لاينغبجي بالدنمارك، وفي النصب الأسترالي التذكاري للحرب وفي مديرية الإشارات الأسترالية وكلاهما في كانبرا. عرض معهد جوزف بلسدسكي في لندن صنواً بولندياً لآلة إنجما جُمِعَ في فرنسا سنة 1940. استملك متحف التاريخ البولندي هذه الآلة في سنة 2020م بعد حملة أطلقتها وزارة الثقافة والتراث الوطني في بولندا.
يمكن رؤية آلات إنجما في الولايات المتحدة في متحف تاريخ الحاسوب في ماونتن فيو بكليفورنيا وفي متحف التعمية القومي التابع لوكالة الأمن القومي الأمريكية في فورت ميد بفلوريدا، وفيه يمكن للزوار تجربة التعمية وفكها بأنفسهم. آلتا إنجما للتعمية أخرتان غنمهما الأمريكيون بعد السيطرة على الغواصة الألمانية U-505 في أثناء الحرب العالمية الثانية، وهما معروضتان مع الغواصة في متحف العلوم والصناعة في شيكاغو. يعرض متنزه اكتشاف أمريكا في مدينة يونيون في تنيسي آلة إنجما ذات ثلاثة دوَّارات. ويعرض البنتاغون آلة إنجما ذات أربعة دوَّارات في ممر أنزوس في الطابق الثاني فيه بين الممرين 8 و9، وهذه الآلة مستعارة من أستراليا. تعرض أكاديمية القوات الجوية في كولورادو سبرينغ آلة إنجما في قسم علوم الحاسوب، وفي المتحف القومي للحرب العالمية الثانية في نيو أورليانز آلةٌ أخرى. يملك المتحف الدولي للحرب العالمية الثانية قرب بوسطن سبع آلات إنجما، واحدة منها من النموذج رباعي الدوَّارات الذي استعمل في الغواصات، وواحدة من مجموعة من ثلاث آلات ناجية ترتبط بطابعة، وأخرى من مجموعة من عدة عشرات من الآلات الناجية فيها 10 دوَّارات، بالإضافة لآلتين يمكن للزوار استعمالهما لتعمية الرسائل وفك تعميتها.
يعرض المتحف البحري في ألبرتا بكندا إصدار الجيش السويسري من آلة إنجما K عرضاً دائماً. كما تُعرَض آلة إنجما ذات 4 دوَّارات في متحف الاتصالات العسكرية والإلكترونيات في قاعدة القوات الكندية في كينغستون بأونتاريو.
تُعرَض آلات إنجما أصيلة للبيع دورياً في مزادات على الإنترنت، ووصل سعرها لقرابة 547 ألف دولار في سنة 2017م. تتوفر أيضاً نماذج طبق الأصل بأشكال متنوعة، بعضها مصنوعة بالمقاييس نفسها، وبعضها مصنوعة باستعمال تقنيات حديثة مثل الإلكترونيات، بعضها محاكيات برمجية تعمل عمل الآلة نفسها.
سُرِقت آلة إنجما استعملتها إدارة الاستخبارات النازية رقمها G312 في 1 أبريل 2000م من متحف حديقة بلتشلي. ثم أرسل شخص سمَّى نفسه المُعلِّم في شهر سبتمبر من العام نفسه رسالة إلى المتحف يُطالب بفدية قيمتها 25 ألف جنيه إسترليني مُهدِّداً بتدمير الآلة إذا لم يحصل على النقود. أعلن مسؤولون من المتحف في مطلع شهر أكتوبر أنهم وافقوا على دفع الفدية، ولكن لم يحصلوا على رد وانقضت مهلة الفدية ولم يتواصل السارق، وبعد ذلك بفترة قصير أرسل مجهول الآلة لصحفي هيئة الإذاعة البريطانية جريمي بكسمان من غير الدوَّارات الثلاثة. اعتقل جامع التحف القديمة دنيس ياتس في شهر نوفمبر 2000م بعد أن تواصل مع صحيفة صنداي تايمز ليرتب إعادة الدوَّارات المفقودة. استردت الأجزاء وأعيدت لحديقة بلتشلي، وحكم على ياتس بالسجن 10 شهور في أكتوبر سنة 2001م، قضى منها 3 شهور وراء القضبان.
نشرت صحيفة البلد الإسبانية في أكتوبر 2008 عن اكتشاف 28 آلة إنجما مصادفةً مخبَّأة في علية في قيادة الجيش بمدريد. ويُعتقد أن هذه الآلات التجارية ذات الدوَّارات الأربعة قد ساعدت القوميين، بقيادة فرانكو، على الفوز بالحرب الأهلية الإسبانية (1936-1939)، مع أن البريطانيين نجحوا في استخراج تعمية آلات إنجما التي يستعملها القوميون في إسبانيا بحلول سنة 1937م، لكنهم لم يشاركوا هذه المعلومات مع الجمهوريين الذين عجزوا عن ذلك، وقد استمرت الحكومة القومية باستعمال قرابة 50 آلة إنجما حتى خمسينات القرن العشرين. تُعرَض بعض هذه الآلات اليوم في المتاحف العسكرية الإسبانية بما في ذلك واحدة في متحف التقانة والعلوم القومي في كورونية وفي متحف الجيش في طليطلة كما قُدِّمت آلتان إلى
المقر الرئيس للاتصالات الحكومية البريطانية.
استعمل الجيش البلغاري آلة إنجما ذات لوحة مقاليد كريلية، تعرض واحدة منها في المتحف الوطني للتاريخ العسكري في صوفيا.
اكتشف غواصون ألمان يعملون لصالح الصندوق العالمي للطبيعة في 3 ديسمبر 2202 آلة إنجما محطمة في خلل فلينسبورغ في بحر البلطيق، ويُعتقد أنها غرقت مع غواصة نازية هناك. ستُصان هذه الآلة ويعاد تشغيلها لتصبح ملكًا لمتحف الآثار في اشلزفيغ هولشتاين.
استخرجت آلة إنجما من النموذج M4 في ثمانينات القرن العشرين من كاسحة الألغام R15 التي غرقت مقابل ساحل إستريا شمال بحر الأدرياتيك سنة 1945م. تُعرَض هذه الآلة في متنزه بفكا للتاريخ العسكري في اسلوفينيا منذ 13 أبريل 2023م.

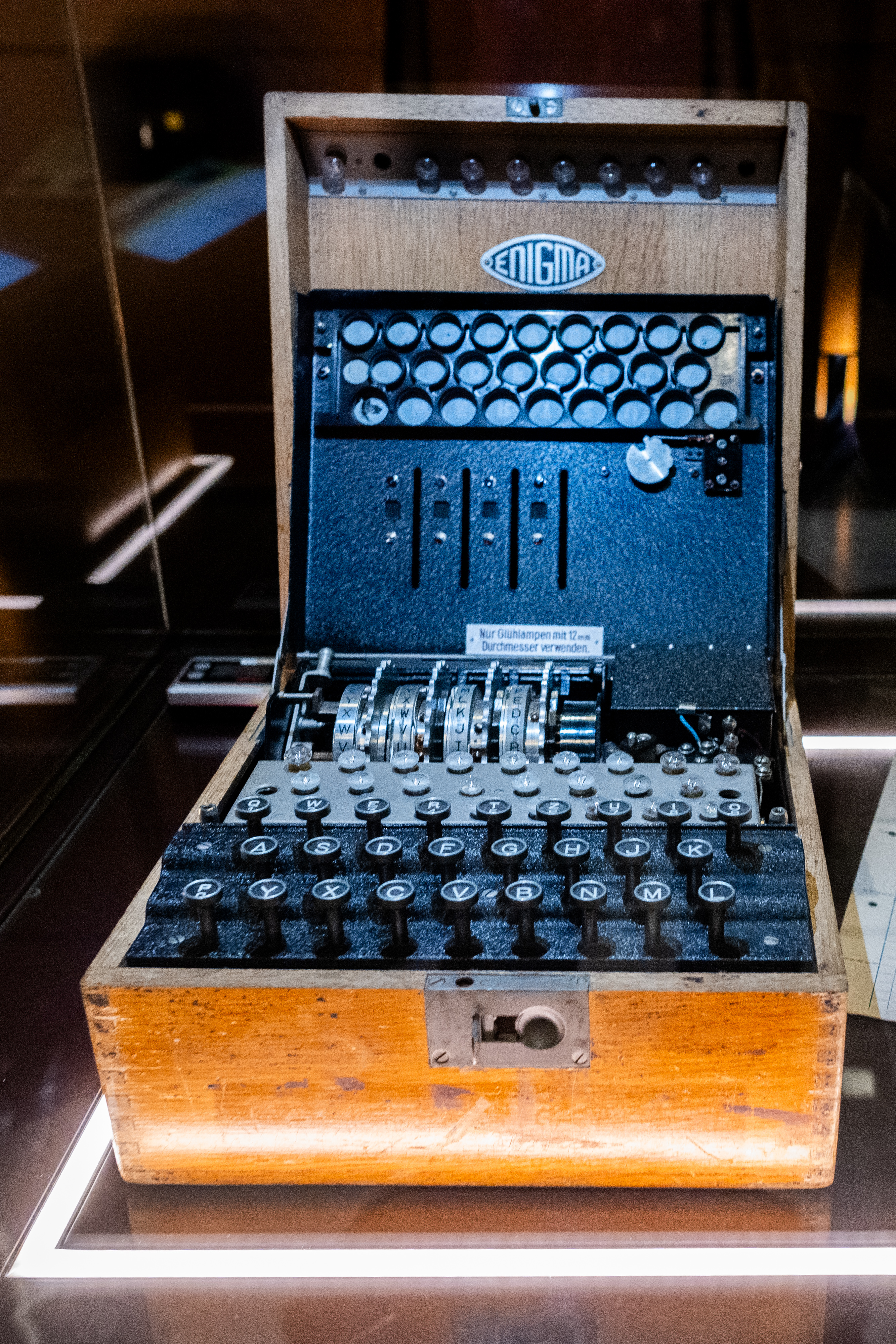
آلة إنجما من النموذج K 470 معروضة في مركز التعمية في بوزنان ببولندا.
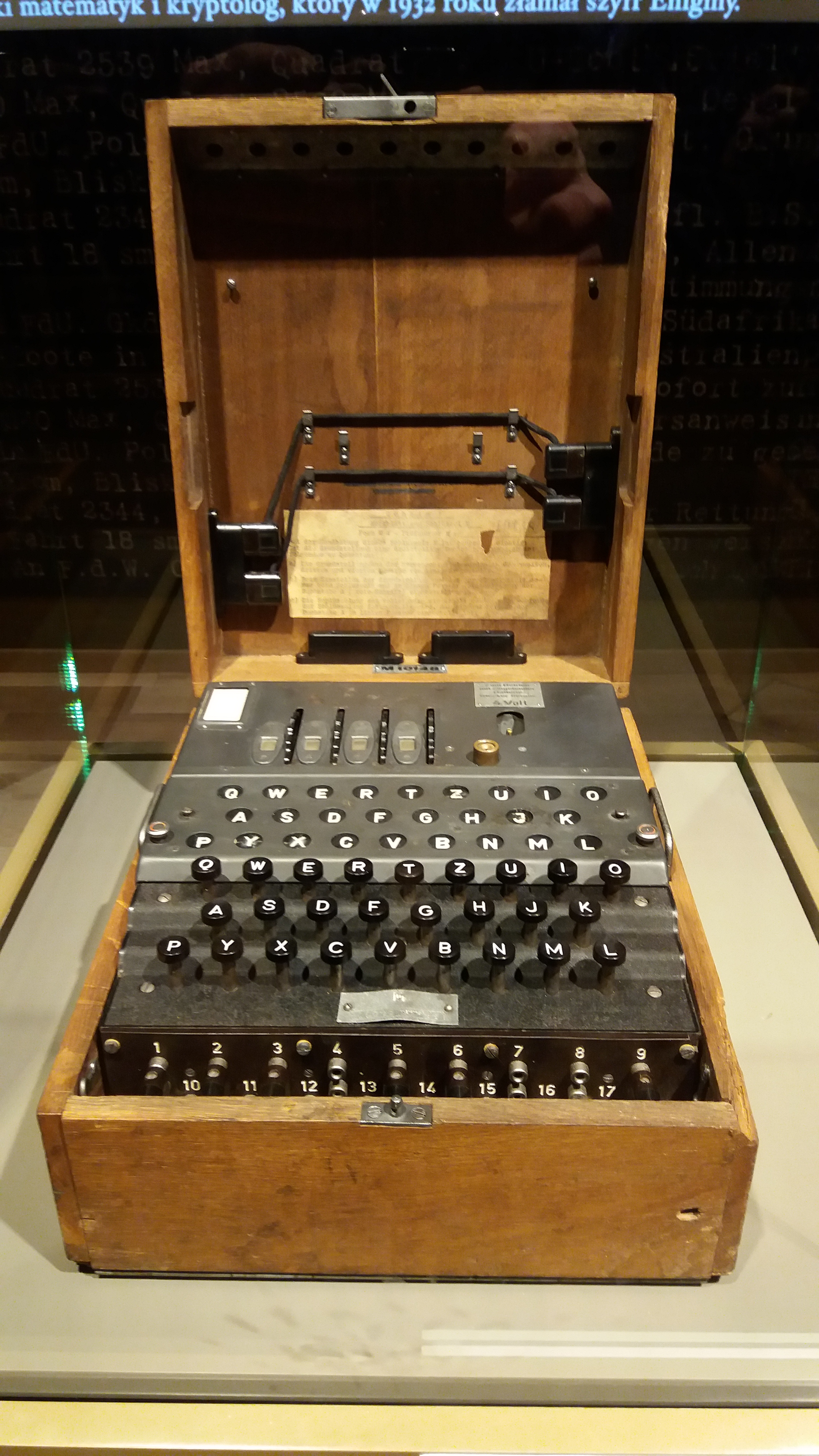
آلة إنجما ذات أربعة دوَّارات استعملتها البحرية الألمانية معروضة في متحف الحرب العالمية الثانية في غدانسك[الإنجليزية] ببولندا.
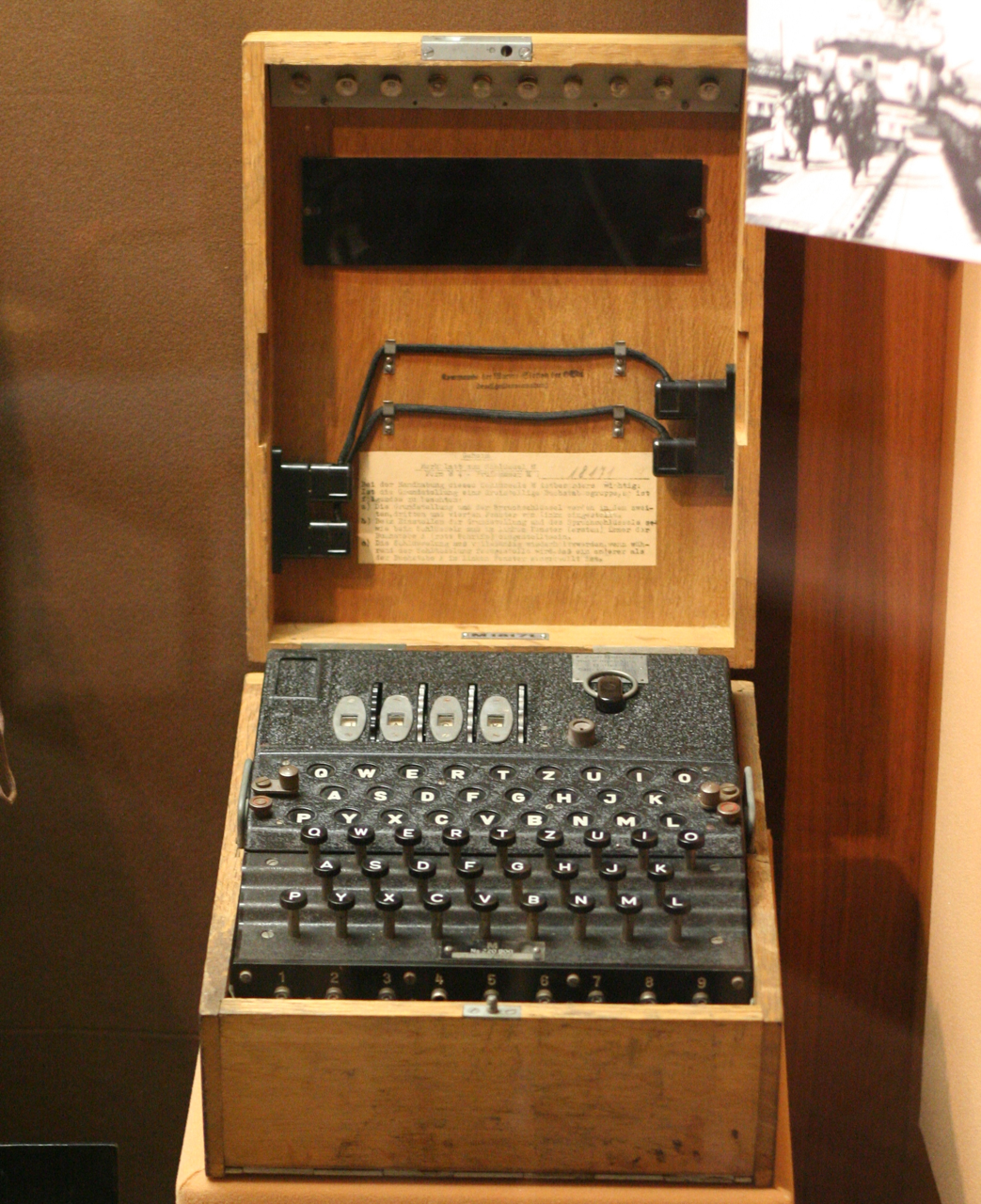
آلة إنجما ذات أربعة دوَّارات استعملتها البحرية الألمانية معروضة في متحف التعمية القومي بالولايات المتحدة.
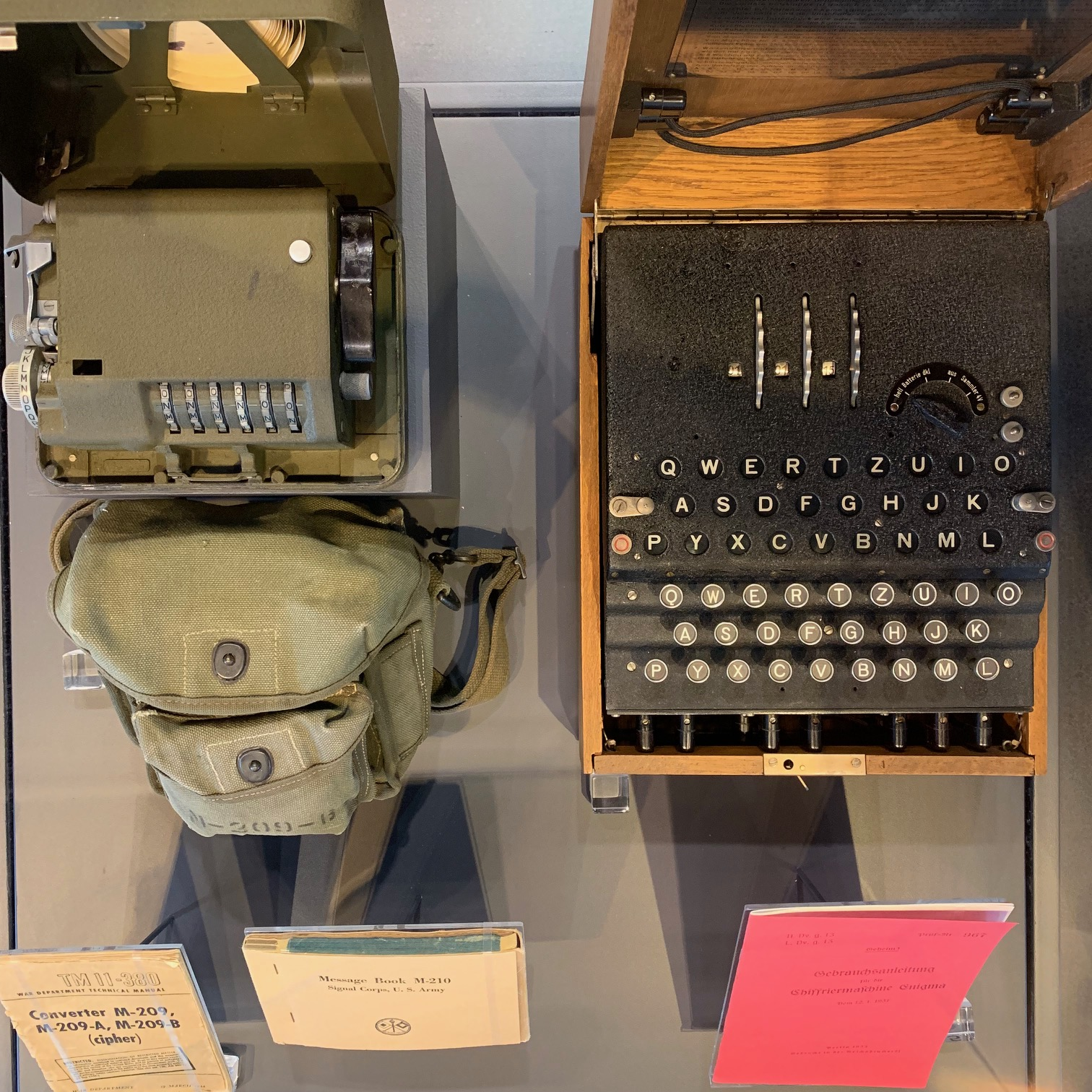
آلة إنجما ذات ثلاثة دوَّارت معروضة في متنزه اكتشاف أمريكا[الإنجليزية] في مدينة يونيون، تنيسي

## آلات مشتقة
ألهمت آلة إنجما صانعي آلات التعمية الذي صنعوا آلات ذات دوَّارات أخرى مشابهة. ما إن فهم البريطانيون مبدأ عمل إنجما، حتى صنعوا آلة التعمية ذات الدوَّارات الخاصة بهم، وسموها النموذج X ولم يستطع الألمان استخراج معماها في أثناء الحرب العالمية الثانية. طُوِّرت آلة النموذج X اعتمادًا على الوصف الوارد في براءة اختراع إنجما، بل أنها احتوت ميزات أمنية ذُكرت في البراءة ولم تنفذ في آلة إنجما، ومع ذلك لم يدفع البريطانيون أي رسوم لاستعمال هذه البراءات. صمم عالم التعمية وليام فريدمان آلة إم-325 (M-325) بدءًا من سنة 1936م، وكانت هذه الآلة مشابهة في جوهرها ومبدأ عملها لآلة إنجما.
صمَّمت عالمة التعمية الهولندية تاتانيا فان فارك آلة تعمية فريدة ذات دوَّارات سُميت كاتبة التعمية سنة 2002، تكوَّن كل دوار فيها 509 قطع وحوى على 40 نقطة تماس، ما سمح بإضافة الحروف كلها والأرقام وبعض علامات الترقيم.

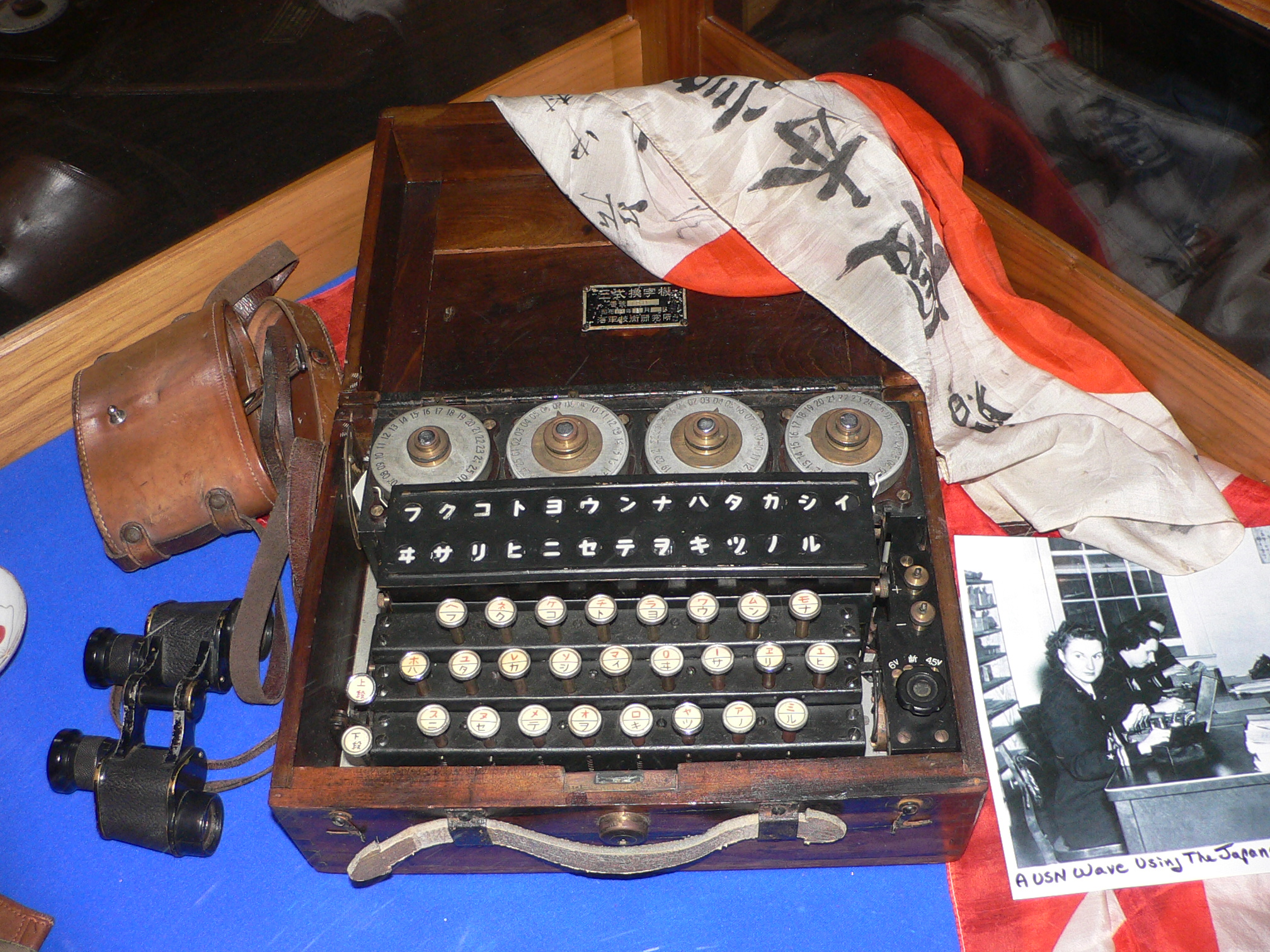
نسخة يابانية من آلة إنجما.
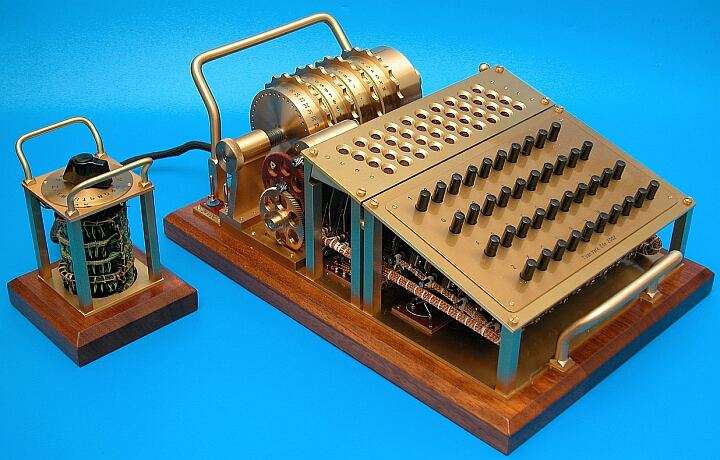
آلة تاتانيا فان فارك ذات الدوَّارات المستوحاة من آلة إنجما.
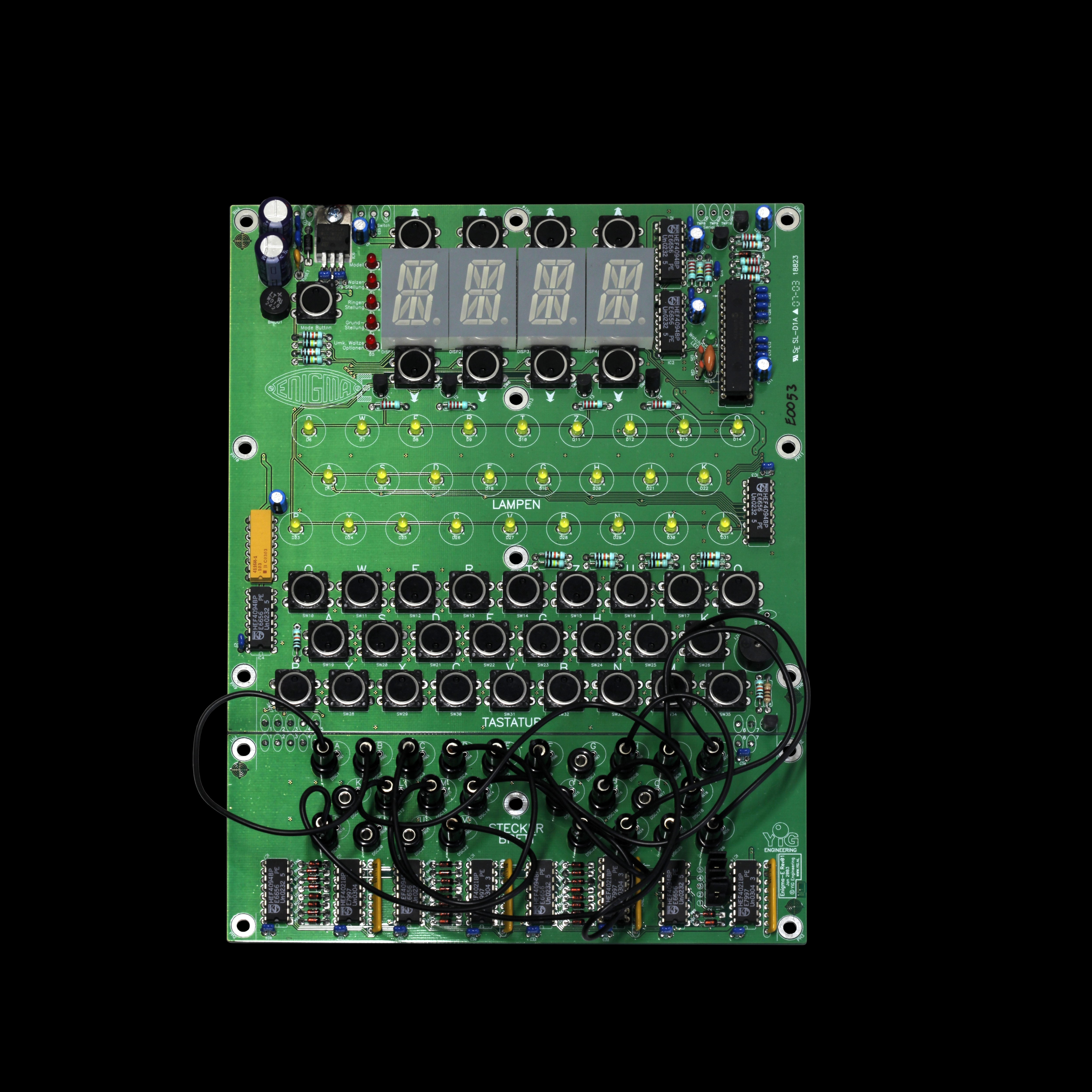
تنفيذ إلكتروني لآلة إنجما يُباع في متجز تذكارات حديقة بلتشلي.

## مصطلحات أجنبية
1. ↑  Arthur Scherbius
2. ↑  Scherbius & Ritter
3. ↑  Enigma
4. ↑  plugboard
5. ↑  theory of permutations
6. ↑  (بالبولندية: Jerzy Różycki)
7. ↑  (بالبولندية: Henryk Zygalski)
8. ↑  Cyclometer
9. ↑  bomba
10. ↑  النص الأصيل: (بالإنجليزية: Hut 6 Ultra would never have got off the ground if we had not learned from the Poles, in the nick of time, the details both of the German military version of the commercial Enigma machine, and of the operating procedures that were in use.)
11. ↑  (بالألمانية: Schlüsselgerät 41)
12. ↑  Axle
13. ↑  entry wheel
14. ↑  wheels
15. ↑  drums
16. ↑  (بالألمانية: Walzen)
17. ↑  grooved finger-wheel
18. ↑  alphabet tyre
19. ↑  letter ring
20. ↑  (بالإنجليزية: ring setting)(بالألمانية: Ringstellung)
21. ↑  notch
22. ↑  stepping
23. ↑  turnover
24. ↑  ratchet and pawl
25. ↑  double-stepping
26. ↑  (بالإنجليزية: gap-fill wheel)(بالألمانية: Lückenfüllerwalze)
27. ↑  (بالألمانية: Umkehrwalze-D)
28. ↑  (بالألمانية: Eintrittswalze)
29. ↑  entry stator
30. ↑  (بالألمانية: Umkehrwalze C)
31. ↑  (بالألمانية: Umkehrwalze D)
32. ↑  (بالألمانية: Steckerbrett)
33. ↑  Schreibmax
34. ↑  (بالألمانية: Fernlesegerät)، (بالإنجليزية: remote lamp panel)
35. ↑  (بالألمانية: Uhr)، (بالإنجليزية: clock)
36. ↑  (بالألمانية: Schlüssel)
37. ↑  (بالألمانية: Walzenlage)
38. ↑  (بالألمانية: Ringstellung)
39. ↑  (بالألمانية: Steckerverbindungen)
40. ↑  (بالألمانية: Grundstellung)
41. ↑  indicator procedure
42. ↑  message setting
43. ↑  (بالألمانية: Kurzsignale)
44. ↑  (بالألمانية: Arthur Scherbius)
45. ↑  (بالألمانية: Ernst Richard Ritter)
46. ↑  (بالألمانية: Gewerkschaft Securitas)
47. ↑  (بالألمانية: Chiffriermaschinen Aktien-Gesellschaft)
48. ↑  (بالألمانية: Enigma Handelsmaschine)
49. ↑  (بالألمانية: Schreibende Enigma)
50. ↑  (بالألمانية: Glühlampenmaschine)
51. ↑  (بالإنجليزية: glowlamp Enigmas)
52. ↑  Hugh Foss
53. ↑  Navy Cipher D
54. ↑  (بالإنجليزية: Enigma II)
55. ↑  (بالألمانية: Funkschlüssel C) (بالإنجليزية: Radio cipher C)
56. ↑  (بالألمانية: Zählwerk) (بالإنجليزية: counter machine)
57. ↑  (بالألمانية: Wehrmacht)
58. ↑  بالفنلندية: Hämeenlinna
59. ↑  Lyngby
60. ↑  Jozef Pilsudski Institute
61. ↑  (بالألمانية: Abwehr)
62. ↑  The Master
63. ↑  ues dealer named Dennis Yat
64. ↑  El País
65. ↑  (بالإنجليزية: Tatjana van Vark)
66. ↑  (بالإنجليزية: Cryptograph)

## هوامش
1. ↑   تُشكِّل عملية الضبط هذه جزءاً من ضبط متجه الاستبداء[الإنجليزية]، وهي عملية تحديد المُدخلات الابتدائية لبدئية تعمية.
2. ↑  تُسمَّى هذه الإعدادات بمفاهيم التعمية الحديثة مفتاح التعمية.

### فهرس الإحالات
المنشورات
بالإنجليزية
1. ↑  Singh (2000), p. 127.
2. ↑  Hamer (1998), p. 212.
3. ↑  Rejewski (1980), p. 1.
4. ↑  Kozaczuk (1984), p. 21.
5. ↑  Kozaczuk (1984), p. 63.
6. ↑  Erskine (2006), p. 294–305.
7. ↑  Kozaczuk (1984), p. 69-94.
8. ↑  Welchman (1982), p. 289.
9. 1 2  Rankin (2011), p. 157.
10. ↑  Mowry (2014), p. 22–25.
11. 1 2 3  Hamer (1997), p. 47–50.
12. ↑  Marks (2001), p. 101–141.
13. ↑  Bauer (2013), p. 248.
14. ↑  Rejewski (1980), p. 10-11.
15. ↑  Miller (1995), p. 65–80.
16. ↑  Friedman (1987), p. 1.
17. ↑  Huttenhain (1945), p. 4-5.
18. ↑  Bauer (2013), p. 123.
19. ↑  Bauer (2013), p. 112.
20. ↑  Bauer (2007), p. 393.
21. ↑  Smith (2006), p. 23.
22. ↑  Kozaczuk (1984), p. 28.
23. ↑  Kahn (1991), p. 39–41, 299.
24. ↑  Kahn (1991), p. 40, 299.
25. ↑  Bauer (2013), p. 108.
26. ↑  Hinsley (1993), pla. 3.
27. ↑  Kahn (1991), p. 41, 299.
28. 1 2 3  Kruh (2002), p. 97.
29. ↑  Smith (2000), p. 73.
30. ↑  Stripp (1993), p. 83.
31. ↑  Kahn (1991), p. 43.
32. ↑  Kruh (2002), p. 15.
33. 1 2  Kruh (2002), p. 98.
34. ↑  Ferris (2005), p. 165.
35. 1 2  Greenberg (2014), p. 85.
36. ↑  Bauer (2007), p. 407.
37. ↑  Mucklow (2015), p. 16.
38. ↑  Buning (2007), p. 133.

بالألمانية
1. ↑  Scherbius (1918), p. 1-6.
2. ↑  Ulbricht (2005), p. 4.

الوب
بالبلغارية
1. ↑  "Проектът „Ултра" и разбиването на кода на „Енигма"". Националният военноисторически музей (НВИМ) (بالبلغارية). Archived from the original on 2024-11-12. Retrieved 2025-05-15.

بالإنجليزية
1. 1 2 3 4 5 6  "History of the Enigma: The rotor-based cipher machines". Crypto Museum (بالإنجليزية). Archived from the original on 2025-04-01. Retrieved 2025-05-08.
2. ↑  Tony Comer (27 Jan 2021). "Poland's Decisive Role in Cracking Enigma and Transforming the UK's SIGINT Operations". The Royal United Services Institute for Defence and Security Studies (RUSI) (بالإنجليزية). Archived from the original on 2025-05-05. Retrieved 2025-05-08.
3. 1 2 3  Dirk Rijmenants. "Technical Details of the Enigma Machine". Cipher machines and cryptology (بالإنجليزية). Archived from the original on 2025-04-20. Retrieved 2025-05-10.
4. ↑  Tony Sale. "Technical Specification of the Enigma". Codes and Ciphers (بالإنجليزية). Archived from the original on 2025-04-07. Retrieved 2025-05-10.
5. ↑  "Lückenfüllerwalze: Enigma variable notch rotor". Crypto Museum (بالإنجليزية). Archived from the original on 2025-01-14. Retrieved 2025-05-10.
6. 1 2  Dirk-Jan Van Manen; ohan O. A. Robertsson (10 Dec 2016). Lasse Amundsen; Martin Landrø (eds.). "Codes and Ciphers – PART I". GXP Publishing (بالإنجليزية). Archived from the original on 2025-01-04. Retrieved 2025-05-11.
7. ↑  Paul Reuvers; Ralph Simpson (7 Apr 2025). "Enigma accessories". Jerry Proc (بالإنجليزية). Archived from the original on 2025-01-04. Retrieved 2025-05-11.
8. ↑  Dirk Rijmenants. "Enigma Message Procedures". Cipher machines and cryptology (بالإنجليزية). Archived from the original on 2025-05-09. Retrieved 2025-05-11.
9. ↑  Dirk Rijmenants. "Kurzsignale on German U-boats". Cipher machines and cryptology (بالإنجليزية). Archived from the original on 2025-05-09. Retrieved 2025-05-11.
10. ↑  "Enigma M4 message: Message from Dönitz - 1 May 1945". Crypto Museum (بالإنجليزية). Archived from the original on 2025-03-01. Retrieved 2025-05-13.
11. ↑  Frode Weierud (4 Apr 2021). "Reichswehr and Wehrmacht Enigma Orders" (PDF). Crypto Cellar Research: Cryptology and Its History (بالإنجليزية). Archived from the original (PDF) on 2021-06-29. Retrieved 2021-06-29.
12. ↑  "Die schreibende Enigma: Printing Enigma machine 1924-1926". Crypto museum (بالإنجليزية). Archived from the original on 2025-04-03. Retrieved 2025-05-13.
13. ↑  David Ng (22 Jan 2015). "Enigma machine from World War II finds unlikely home in Beverly Hills". Los Angeles Times (بالإنجليزية). Archived from the original on 2025-01-04. Retrieved 2025-05-09.
14. ↑  "Enigma: the name covering a thousand riddles". German Spy Museum Berlin (بالإنجليزية). Archived from the original on 2025-01-14. Retrieved 2025-05-14.
15. ↑  "The National Signals Museum". Viestimuseo (بالإنجليزية). Archived from the original on 2025-02-05. Retrieved 2025-05-09.
16. ↑  [a] "Enigma exhibition in London pays tribute to Poles". Polskie Radio dla Zagranicy (بالإنجليزية). 15 Mar 2016. Archived from the original on 2016-04-23. Retrieved 2016-04-05.
[b] "13 March 2016, 'Enigma Relay'– how Poles passed the baton to Brits in the run for WWII victory". The Jozef Pilsudski Institute in London (بالإنجليزية). 16 Mar 2016. Archived from the original on 2016-04-22. Retrieved 2016-04-05.
17. ↑  "Christie's sets world auction record for an Enigma Machine sold to online bidder". artdaily (بالإنجليزية). 17 Jun 2017. Archived from the original on 2017-06-17. Retrieved 2025-05-15.
18. ↑  "Man jailed over Enigma machine". BBC News (بالإنجليزية). 19 Oct 2001. Archived from the original on 2022-02-24. Retrieved 2025-05-14.
19. ↑  Graham Keeley (24 Oct 2008). "Nazi Enigma machines helped General Franco in Spanish Civil War". Times online (بالإنجليزية). Archived from the original on 2014-11-01. Retrieved 2025-05-15.
20. ↑  Gordon Corera (23 Mar 2012). "The Spanish link in cracking the Enigma code". British Broadcasting Corporation (BBC) (بالإنجليزية). Archived from the original on 2024-12-26. Retrieved 2025-05-15.
21. ↑  "Divers discover Nazi WW2 enigma machine in Baltic Sea". Reuters (بالإنجليزية). 3 Dec 2020. Archived from the original on 2020-12-03. Retrieved 2025-05-13.
22. ↑  Richard Connor (12 Apr 2020). "German divers discover World War II Enigma machine". Deutsche Welle (بالإنجليزية). Archived from the original on 2025-01-04. Retrieved 2025-05-14.
23. ↑  "Revealing of Enigma in the Park of Military History Pivka". Park of military history pivka (بالإنجليزية). 13 Apr 2023. Archived from the original on 2025-02-15. Retrieved 2025-05-15.
24. ↑  Tatjana van Vark. "Cryptograph T.J.v.V. fecit - 2003". Tatjana J. van Vark AbstractFi Foundation (بالإنجليزية). Archived from the original on 2025-02-16. Retrieved 2025-05-11.

بالبولندية
1. ↑  "Enigma w kolekcji MHP - Muzeum Historii Polski". Muzeum Historii Polski (بالبولندية). 13 Dec 2018. Archived from the original on 2021-11-11. Retrieved 2021-11-11.

### معلومات وصفية للمنشورات
المقالات المحكمة
- Marian Rejewski (1980). "An application of the theory of permutations in breaking the Enigma cipher" (PDF). Applicationes Mathematicae (بالإنجليزية). 16 (4): 543–559. DOI:10.4064/AM-16-4-543-559. ISSN:1233-7234. QID:Q61773190.
- Alan Stripp (1993). "The Engima Machine: Its Mechanism and use". Codebreakers: The inside story of Bletchley Park (بالإنجليزية): 83–88. ISBN:978-0-19-280132-6. QID:Q134462156.
- A. Ray Miller (1995). "The cryptographic mathematics of enigma". Cryptologia (بالإنجليزية). 19 (1): 65–80. DOI:10.1080/0161-119591883773. ISSN:0161-1194. OCLC:4650852625. QID:Q134432857.
- David H. Hamer (1997). "Enigma: actions involved in the 'double stepping' of the middle rotor". Cryptologia (بالإنجليزية). 21 (1): 47–50. DOI:10.1080/0161-119791885779. ISSN:0161-1194. OCLC:4650854040. QID:Q56047267.
- David H. Hamer; Geoff Sullivan; Frode Weierud (1998). "Enigma variations: an extended family of machines". Cryptologia (بالإنجليزية). 22 (3): 211–229. DOI:10.1080/0161-119891886885. ISSN:0161-1194. OCLC:10310156910. QID:Q56047268.
- Philip Marks (2001). "Umkehrwalze D: Enigma's rewirable reflector - Part I". Cryptologia (بالإنجليزية). 25 (2): 101–141. DOI:10.1080/0161-110191889842. ISSN:0161-1194. S2CID:11111300. QID:Q134426450.
- Louis Kruh; Cipher Deavours (2002). "The Commercial Enigma: Beginnings of Machine Cryptography". Cryptologia (بالإنجليزية). 26 (1): 1–16. DOI:10.1080/0161-110291890731. ISSN:0161-1194. OCLC:10310156903. S2CID:41446859. QID:Q29036272.
- Ralph Erskine (2006). "The Poles Reveal their Secrets: Alastair Denniston's Account of the July 1939 Meeting at Pyry". Cryptologia (بالإنجليزية). 30 (4): 294–305. DOI:10.1080/01611190600920944. ISSN:0161-1194. OCLC:10310118212. S2CID:13410460. QID:Q55952415.
- Michael Smith (2006). "How it Began: Bletchley Park Goes to War". Colossus: The Secrets of Bletchley Park's Code-breaking Computers (بالإنجليزية): 18–36. ISBN:978-0-19-284055-4. QID:Q134465919.
- Friedrich L. Bauer (2007). "Rotor machines and bombes". The history of information security: a comprehensive handbook (بالإنجليزية): 381–447. DOI:10.1016/B978-044451608-4/50015-8. ISBN:978-0-08-055058-9. QID:Q134470586.
- Madeleine de Cock Buning (2007). "The history of Copyright protection of computer software: The emancipation of a work of technology toward a work of authorship". The history of information security: a comprehensive handbook (بالإنجليزية): 121–140. DOI:10.1016/B978-044451608-4/50006-7. ISBN:978-0-08-055058-9. OCLC:4934268114. QID:Q134470621.

الكتب
- Gordon Welchman (1982). The Hut Six story: Breaking the Enigma codes (بالإنجليزية). New York City: McGraw Hill Book Company. ISBN:978-0-07-069180-3. OCLC:7732500. QID:Q134411632.
- Władysław Kozaczuk (1984). Christopher Kasparek (ed.). Enigma: How the German machine cipher was broken, and how it was read by the Allies in World War Two. Foreign Intelligence book series (بالإنجليزية). Frederick: University Publications of America Collection. ISBN:978-0-89093-547-7. OCLC:491015741. QID:Q134406703.
- William Frederick Friedman (1987). The index of coincidence and its applications in cryptanalysis (PDF). A cryptographic series (49) (بالإنجليزية). Laguna Hills: Aegean Park Press. ISBN:978-0-89412-137-1. OCLC:18867021. QID:Q134436251.
- David Kahn (1991). Seizing the Enigma: The Race to Break the German U-Boats Codes, 1939–1943 (بالإنجليزية). Boston: Houghton Mifflin Harcourt. ISBN:978-0-395-42739-2. OCLC:22861841. QID:Q134410260.
- F. H. Hinsley; Alan Stripp, eds. (1993). Codebreakers: The inside story of Bletchley Park (بالإنجليزية). Oxford: Oxford University Press. ISBN:978-0-19-280132-6. OCLC:27434484. OL:7383202M. QID:Q27991485.
- Simon Singh (2000). The Code Book: the science of secrecy from ancient Egypt to quantum cryptography (بالإنجليزية). New York City: Knopf Doubleday Publishing Group. ISBN:978-0-385-49532-5. OCLC:45273863. OL:7440495M. QID:Q60390389.
- Michael Smith (2000). Station X (بالإنجليزية). London: Channel 4. ISBN:978-0-7522-7148-4. OCLC:42913057. QID:Q134457108.
- John Ferris (2005). Intelligence and Strategy: Selected essays (بالإنجليزية) (1st ed.). London: Routledge. ISBN:978-0-203-96391-3. OCLC:243558411. QID:Q134470750.
- Friedrich L. Bauer (2007). Decrypted secrets: Methods and maxims of cryptology (بالإنجليزية) (4th ed.). Berlin: Springer Science+Business Media. ISBN:978-3-540-24502-5. OCLC:255507974. QID:Q134449201.
- Nicholas Rankin (2011). Ian Fleming's commandos: the story of the legendary 30 Assault Unit (بالإنجليزية). Oxford: Oxford University Press. ISBN:978-0-19-978282-6. OCLC:761719807. QID:Q134412146.
- Craig P. Bauer (2013). Secret History: The Story of Cryptology. CRC Press series on discrete mathematics and its applications (76) (بالإنجليزية). Boca Raton: CRC Press. ISBN:978-1-4665-6187-8. OCLC:792876639. OL:33504612M. QID:Q27123118.
- Joel Greenberg (2014). Gordon welchman: Bletchley parks architect of ultra intelligence (بالإنجليزية). London: Frontline Books. ISBN:978-1-4738-8525-7. OCLC:865492231. QID:Q134468054.
- David P. Mowry (2014), German Cipher Machines of World War II (PDF) (بالإنجليزية), Maryland: Center for Cryptologic History, QID:Q134424678
- Timothy J. Mucklow (2015), The SIGABA / ECM II Cipher Machine: “A Beautiful Idea” (PDF) (بالإنجليزية), Maryland: Center for Cryptologic History, QID:Q134470649

أطاريح
- Heinz Ulbricht (14. April 2005), Die Chiffriermaschine Enigma - Trügerische Sicherheit: Ein Beitrag zur Geschichte der Nachrichtendienste (بالألمانية), Reviewer: Thomas Sonar, Technische Universität Braunschweig, DOI:10.24355/DBBS.084-200511080100-324, OCLC:1184244721, QID:Q134457410 {{استشهاد}}: تحقق من التاريخ في: |publication-date= (help)

مصادر أولية
بالألمانية
- Arthur Scherbius (23. Februar 1918), Chiffrierapparat (PDF) (بالألمانية), Berlin: Deutsches Patent- und Markenamt, QID:Q134452342 {{استشهاد}}: تحقق من التاريخ في: |publication-date= (help), U.S. Patent 1٬657٬411

بالإنجليزية
- ORR Huttenhain; SDF. Fricke (1 Aug 1945), OKW/Chi Cryptanalytic research on Enigma, Hagelin and Cipher Teleprinter machines, TICOM I reports (45) (بالإنجليزية), QID:Q134439931

## وصلات خارجية
- دليل استعمال آلة إنجما صادر عن القيادة العليا للجيش الألماني النازي (13-01-1940) (بالألمانية، الترجمة الإنجليزية).
- كيف تعمل آلة إنجما، تسجيل مصور على يوتيوب (مرفق معه ترجمة وتسجيل صوتي عربي)
- رسوم هندسية لإعادة تصميم آلة إنجما (M4) (بالإنجليزية).
- تسجيلات مصورة من حديقة بلتشلي: أهم 5 ميزات لآلة إنجما - أهم 5 نقاط ضعف لآلة إنجما (بالإنجليزية).